# التسلسل الزمني للصراع الفلسطيني الإسرائيلي 2016
هذا تسلسل زمني لأحداث الصراع الإسرائيلي الفلسطيني في عام 2016.

## يناير

### 1 يناير
- أصاب صاروخان أُطلقا من قطاع غزة أرضا مفتوحة في منطقة شاعر النقب.[1]
- أُصيب مراسل التلفزيون الفلسطيني أنال الجادة برصاصة مطاطية في ساقه أثناء تغطيته للإشتباكات بين القرويين والقوات الإسرائيلية في كفر قدوم.[2]
- إطلاق نار في تل أبيب في كانون الثاني (يناير) 2016: أطلق مواطن من عرب إسرائيل، [3] نشأت ملحم (29) من سكان عرعرة، النار على يهوديين إسرائيليين، ألون باكال (26 عامًا) وشمعون رويمي (30 عامًا)، وأصاب ستة آخرين، اثنان منهم في حالة خطرة، في حانة في شارع ديزنغوف، تل أبيب. استقل ملحم سيارة أجرة وقتل سائقها، أيمن شعبان (42)، بدوي من اللد، بعد أن اقتادته إلى شمال تل أبيب.[4] وبحسب ما ورد كان لدى ملحم سجل في الشرطة، وعانى من أوهام القوة العظمى واضطرابات في الشخصية.[4][5][6][7][8][9][10] في 10 يناير، بعد يومين من مقتل ملحم في تبادل لإطلاق النار في مسجد في مسقط رأسه، بعد أن أبلغ أقاربه الشاباك عن وجوده في المنطقة، وصفت الشرطة أفعاله بأنها هجوم إرهابي.[11]
- تعرض محمود كبها، سائق سيارة أجرة فلسطيني من برطعة على الخط الأخضر، للهجوم والضرب من قبل مستوطنين مسلحين بالقرب من ميفو دوتان وتطلب العلاج في المستشفى. تم نشر مقطع فيديو جزئي للحادث في 4 يناير.[12]

### 2 يناير
- رداً على إطلاق صاروخ اليوم السابق، شنت إسرائيل أربع غارات على منشآت تابعة لحماس: موقع تدريب اليرموك في غرب مدينة غزة، وموقع تدريب فلسطين شرق بيت حانون، ومطار غزة الدولي السابق بالقرب من رفح، ومنطقة أخرى في الضفة الغربية. وسط قطاع غزة.[1]

### 3 يناير
- بحسب ما ورد حاول فلسطيني طعن إسرائيلي في محطة للحافلات في شارع بارزاني في حي أرمون هنتسيف في القدس الشرقية. وأُعتقل لاحقا أحد الشباب الذي فر من المنطقة.[13]
- تم تقديم شابين فلسطينيين يبلغان من العمر 12 عامًا، وهما شادي فرح وأحمد زعتري، أمام محكمة القدس ووجهت إليهما تهمة الشروع في القتل. وكانا قد قُبض عليهما في 30 ديسمبر / كانون الأول وبحوزتهما سكاكين، وتم استجوابهما دون حضور والديهما أو محاميهما.[14]
- تضرر منزل نورا صب لبن في منطقة عقبة الخالدية في البلدة القديمة من القدس على يد المستوطنين الإسرائيليين الذين استولوا على العقار المجاور قبل بضعة أسابيع. تم عمل ستة ثغرات في الجدار. كان المنزل في مرمى بصر منظمة عطيرت كوهانيم منذ عام 2010.[15]
- أصيب جندي إسرائيلي يبلغ من العمر 19 عاما برصاصة وأصيب بجروح متوسطة أثناء تواجده خارج الحرم الإبراهيمي في الخليل برصاص مسلح فلسطيني.[16] تم القبض على اثنين من المشتبه بهم، الذين كانوا على صلة أيضًا بهجوم إطلاق نار في 6 نوفمبر 2015، بعد بضعة أشهر.[17]
- أصيب جندي إسرائيلي بجروح خفيفة إلى متوسطة في ساقه عندما أطلق مسلح فلسطيني النار على حاجز إسرائيلي جنوبي مدينة الخليل.[16]
- أطلقت القوات الإسرائيلية النار على فلسطينيين اثنين في عملية بحث واعتقال على مخيم الدهيشة للاجئين بالقرب من بيت لحم.[18]
- تعرض منزل نهاد حناني في بيت فوريك لهجوم من قبل مستوطنين يعتقد أنهم من إيتامار قبل طردهم. تم العثور على زجاجة حارقة في مكان الحادث.[19]

### 4 يناير
- أفادت الأنباء في البداية أن إسرائيليين أصيبا في هجوم طعن على ضابط شرطة إسرائيلي بالقرب من خدمة القطارات الخفيفة في القدس. واصيب الفلسطيني برصاصة واصيب بجروح متوسطة. وفقًا لمتحدث باسم مستشفى هداسا، لم يتعرض أي إسرائيلي للطعن، على الرغم من إصابة فتاة تبلغ من العمر 15 عامًا بجروح خفيفة جدًا في ساقها وطالب يبلغ من العمر 29 عامًا أصيب نفسه عند سقوطه على الأرض.[20]
- يُزعم أن القوات الإسرائيلية أطلقت النار على 11 فلسطينيًا بالرصاص الحي والمطاطي في مواجهات مع المعزين بعد جنازة أحمد جمال طه، الذي قُتل بالرصاص بعد طعن إسرائيلي حتى الموت في 27 نوفمبر / تشرين الثاني 2015. وأصيب سبعة بالرصاص الحي، وأربعة بالأعيرة المطاطية.[21]

### 5 يناير
- أصيب أحمد يونس كوازبة، 18 عاما، من سكان قرية سعير شمال الخليل، بعد أن طعن جندياً إسرائيلياً في حاجز غوش عتصيون بالضفة الغربية. واصيب الجندي بجروح طفيفة. كوازبة هو سادس شخص من قرية سعير يتوفى منذ اندلاع الصراع الإسرائيلي الفلسطيني في أكتوبر 2015.[22]
- أشعل مهاجمون مجهولون النار في نصوص يهودية مقدسة في خيمة كانت بمثابة كنيس يهودي في موقع استيطاني بجوار مستوطنة كرمي تسور في الضفة الغربية. لم يكن هناك أحد في الموقع أو أصيب بجروح ولكن تعرضت الكتب لأضرار بالغة. وذكرت الشرطة أنه تم العثور على اثار اقدام المشتبه بهم في طريقهم الى قرية فلسطينية بالقرب من بلدة حلحول، حسبما ذكر موقع واينت الاخباري. وبحسب سكان كرمي تسور، قام المشتبه بهم بإشعال النيران في الكتب المقدسة.[23]

### 6 يناير
- قرر وزير الاحتلال الإسرائيلي موشيه يعلون أن يتم ضم بيت البركة، وهو مجمع تبشيري بروتستانتي سابق 3.8-هكتار (9.3-أكر) شمال مخيم العروب للاجئين، اشتراه إيرفينغ موسكوفيتش من خلال شركة سويدية شل في عام 2012 إلى المنطقة. كتلة مستوطنات غوش عتصيون في الضفة الغربية.[24][25]
- خمس عائلات بدوية هُدمت مساكنها بالجرافات في الممر E1 بالضفة الغربية، تاركة 25 فردًا من العائلات في مجتمع أبو نوار بلا مأوى.[26]

### 7 يناير
- صادرت قوات الاحتلال الإسرائيلي، جرافة، تعمل على تأهيل أراض زراعية في الخربة قرب عقربا ومجدل بني فاضل. ولم يكن المتحدثون الإسرائيليون على علم بالحادث.[27]
- هدمت سلطات الاحتلال الإسرائيلي مبنى مكون من طابقين وشقة قيد الإنشاء على مساحة 125 م 2 تعود لعائلة نادية أبو دياب في سلوان شرقي القدس، بحجة عدم الحصول على تصريح.[28]
- قامت السلطات الإسرائيلية بهدم جزء من مطعم عماد برقان في بيت صفافا بحجة عدم الحصول على تصريح.[28]
- قُتل ثلاثة أبناء عمومة، أحمد سالم عبد المجيد كوازبة (19 عامًا)، وعلاء عبد محمد كوازبة (19 عامًا)، ومهند زياد كوازبة (18 عامًا) من سعير شمال شرق الخليل، بالرصاص عندما حاولوا طعن جنود إسرائيليين في غوش. مفرق عتصيون في الضفة الغربية وقتلوا بالرصاص. لم يصب أي إسرائيلي.[29][30]
- كما قُتل خليل محمد الشلالدة، 16 عاماً، من سكان سعير، بعد أن اقترب من القوات الإسرائيلية عند مفترق بيت عينون شمال شرق الخليل مسلحاً بسكين. أصيب شقيقه محمود الشلالدة برصاص القوات الإسرائيلية بالقرب من سعير في 13 تشرين الثاني / نوفمبر 2015 وتوفي في وقت لاحق.[30] وبعد ذلك بيوم نددت السلطة الفلسطينية بقتل شبان سعير ووصفتها بأنها إعدامات ميدانية بإجراءات موجزة دون أي محاولة لاعتقال الشبان.[31] ودعت حماس إلى "يوم غضب" بعد الحادثين.[29]

### 8 يناير
- ألقى فلسطينيون الحجارة على حافلة تسير شمال الخليل، مما أدى إلى تحطيم نافذة وإصابة السائق بجروح طفيفة في عينه من شظايا الصخور.[32]
- كان أحمد أبو حمص، 12 عاما، في حالة حرجة بعد إصابته بجروح خطيرة في الرأس والعين في اشتباكات مع القوات الإسرائيلية في العيسوية بالقدس الشرقية. وزعم متحدث فلسطيني أن الشرطة الإسرائيلية أطلقت عليه النار بينما كان يقف في أحد الشوارع.[33] وقد رفضت المحاكم هذا الادعاء أثناء الاستئناف حيث تشير الأدلة إلى وقوف أحمد بين مثيري الشغب ومشاركته في الاضطرابات.[34]
- أصيب 14 فلسطينيًا في الساقين بنيران إسرائيلية حية داخل قطاع غزة مع تطور الاشتباكات على طول الحاجز الأمني، وأصيب آخر برصاصة مطاطية [35][36]
- أصيب ستة فلسطينيين بالرصاص المطاطي خلال مظاهرات في الضفة الغربية.[35]

### 9 يناير
- علي أبو مريم (26 عاما) من قرية الجديدة وسعيد أبو الوفا (38) من سكان الزاوية، قتلا رميا بالرصاص على حاجز الحمرا العسكري بالقرب من مستوطنتي بقوت وروعي في محافظة الزاوية. شمال وادي الأردن من الضفة الغربية. وتقول تقارير إسرائيلية إن الرجلين حاولا طعن جنود تحت الحراسة. يقول الفلسطينيون الحاضرون إن الرجلين، وهما بقالة بالجملة في طريقهما لتسليم البضائع إلى منافذ البيع بالتجزئة، طُلب منهما الخروج من سيارتهما ثم قتلا بالرصاص، وأن السكاكين لم تكن مرئية لهما.[37][38] وفقًا لتحقيق متابعة مفصل أجراه جدعون ليفي وأليكس ليفاك، نُشر في صحيفة "هآرتس"، ورد أن الوفا، وهو رجل أعمال ثري يدير تجارة عائلته في مجال الاستيراد والتجزئة، قد أُطلق عليه الرصاص 11 مرة بينما كان لا يزال خلف عجلة القيادة. كانت المركبة متوقفة في المكان المناسب عند اقترابها من نقطة تفتيش. تمت إعادة جثته على الفور إلى عائلته. كانت مريم طالبة إدارة في جامعة القدس، وعملت عاملة زراعية في مستوطنة بكعوت الإسرائيلية. تم إطلاق النار عليه ثلاث مرات. ومازالت الشرطة الاسرائيلية تحقق في الحادث.[39]
- أصيب ماهر عامر (60 عاما) برصاصة في الفخذ أثناء عودته من زيارة للأقارب. ووقع الحادث أثناء قيام القوات الإسرائيلية بتفريق المتظاهرين في مظاهرتهم الأسبوعية في كفر قدوم.[40]

### 10 يناير
- أطلقت القوات الإسرائيلية النار على سبعة فلسطينيين جنوبا باتجاه بيت لحم، احتجاجا على تجريف وتدعيم أراض فلسطينية خاصة في بلدة تقوع تمهيدا لإنشاء برج مراقبة عسكري إسرائيلي.[41] شابان، 17 و20 عام على التوالي، أصيبوا بالرصاص الحي، بينما أصيب الخمسة الآخرون بالرصاص المطاطي.[42]
- أصيب عامل فلسطيني كان يحاول عبور الجدار الفاصل بالقرب من مستوطنة أورانيت الإسرائيلية بعد فراره، عندما طُلب منه التوقف. وكان واحدا من بين 60 فلسطينيا ليس لديهم تصاريح عمل تم اعتراضهم في المساء.[43]

### 11 يناير
- زيد ماهر الأشقر، 18 عاما، من سكان بلدة صيدا طولكرم، أصيب في بطنه برصاص قوات الاحتلال الإسرائيلي أثناء محاولته طعن جندي إسرائيلي أثناء قيامه بواجبه في حاجز بالقرب من مستوطنة حرمش.[44]
- أطلق جنود الجيش الإسرائيلي النار على شاب فلسطيني رشق الحجارة باتجاه السيارات الإسرائيلية بالقرب من حاجز حزما وأصيب بجروح طفيفة في الموقع.[45]
- ألقى فلسطينيون حجارة في القدس الشرقية بالقرب من طريق الحج، مما أدى إلى إصابة ثلاثة حراس إسرائيليين بجروح طفيفة، جميعهم في الثلاثينيات من العمر.[46]
- أصيب مواطن إسرائيلي بجروح طفيفة إثر رشق مركبات بالحجارة على شارع 60 بالقرب من كفر تبواش.[47]

### 12 يناير
- سرور أحمد أبو سرور (21 عاما) من سكان مخيم عايدة، استشهد في بيت جالا عندما داهمت القوات الإسرائيلية تلك القرية وبيت ساحور بعد أن أطلق مسلحون في سيارة النار على حاجز حاويات شمال شرق بيت لحم.[48][49][50] 6 أعضاء في خلية يُقال إنهم متحالفون مع حماس، وجميعهم من بيت لحم، - محمد سامي الحميد العزة (26)، محمد عيسى محمود البربري (26)، محمد مجدي مصطفى العزة (21 عامًا) وأحمد محمد محمود مشيخ (19 عامًا) وعلي أحمد محمد عروج (30 عامًا) وسعيد أسامة عيسى حرماس (30 عامًا) - قيل إنهم من السكان المحليين وليسوا من الخارج، اعتقلوا في أواخر مايو بتهمة المشاركة في الحادث.[51]
- قُتل محمد أحمد خليل كوازبة، 23 عامًا، من سكان سعير، بعد أن اقتحم دورية للجيش الإسرائيلي تحمل سكينًا عند مفترق بيت عينون شمال الخليل.[52][53]
- عدنان حميد المشني، 17 عاما، من سكان قرية الشيوخ، قُتل برصاص الجيش الإسرائيلي عند مفرق بيت عينون. وأفاد الجيش أن المهاجم وصل إلى مفترق بيت عينون على شارع 60 مع سيارته، وخرج من السيارة واقترب من دورية لجنود جفعاتي بسكين مسحوبة بسكين. وأفادت مصادر فلسطينية أنه أصيب برصاصة بينما كان يقود سيارته بالقرب من مفترق الطرق، وأن مصادر إسرائيلية تزعم أن مشني اقتاد كوازبة إلى الموقع.[52][54]

### 13 يناير
- موسى زعيتر (23) من غزة، عضو كتائب شهداء الأقصى، [55] قُتل في غارة جوية إسرائيلية استهدفت مجموعة من الفلسطينيين داخل قطاع غزة أثناء توغل شرقي بيت لاهيا استهدف تسوية الأرض بالجرافات. منطقة. وأصيب ثلاثة فلسطينيين. والسبب الذي ذكره المتحدثون الإسرائيليون عن الغارة هو أن مجموعة تم تحديدها على أنها "خلية إرهابية" تنوي تفجير عبوة ناسفة باتجاه القوات الإسرائيلية.[56][57]
- قامت القوات الإسرائيلية بهدم خيمة عائلة مكونة من تسعة أفراد يعيشون في خربة الرحوة جنوب الظاهرية بالقرب من مستوطنة تيني الإسرائيلية، مما أدى إلى تشريد الجميع.[58]
- أصيب أحد عناصر شرطة ماجاف الإسرائيلية بجروح طفيفة في هجوم بقنبلة حارقة في القدس.[59]

### 14 يناير
- قُتل مؤيد عوني جبارين (20 عامًا) برصاص القوات الإسرائيلية بالقرب من حاجز بيت عينون بعد أن حاول طعن جنود، [60]
- هيثم محمود عبد الجليل، 31 عاماً، من سكان عصيرة الشمالية، استشهد بعد إصابته بضابط إسرائيلي بسكين على حاجز طائر خارج قريته. وبحسب ما ورد أصيب الجندي بجرح طفيف للغاية.[61]
- أصيب أحد عناصر شرطة ماجاف الإسرائيلية بجروح طفيفة جراء إلقاء زجاجة حارقة باتجاه قوات الجيش الإسرائيلي في العيسوية بالقدس.[59]

### 15 يناير
- استشهد محمد ابو زياد (18 عاما) ومحمد مجدي ابو كتة (26 عاما) خلال اشتباكات مع القوات الاسرائيلية شرق مخيم البريج وسط قطاع غزة واصيب ما لا يقل عن 10 شبان آخرين بدرجات متفاوتة الخطورة. وقال الجيش الإسرائيلي إن الفلسطينيين هرعوا إلى الحدود وحاولوا تدمير السياج. طالبهم الجنود بالتوقف وأطلقوا طلقات تحذيرية في الهواء. وعندما أصروا، أطلقت القوات النار على "مثيري الشغب الذين شكلوا تهديدا بالتسلل".[62]
- أصيب جندي إسرائيلي بجروح طفيفة جراء إلقاء حجارة خلال مواجهات مع فلسطينيين قرب حاجز أمني في بيتونيا غربي رام الله. وخلال الاشتباكات، أحرق عشرات الفلسطينيين الإطارات ورشقوا الحجارة باتجاه القوات الإسرائيلية التي ردت بأسلحة السيطرة على الحشود.[63]
- استشهد محمد أبو زايد (19 عامًا) ومحمد مجدي قيتة (26 عامًا) من سكان خان يونس بالرصاص، الأول في الرأس والثاني في البطن، بعد ساعات من إطلاق النار على القوات الإسرائيلية خلال مواجهات بالقرب من مخيم البريج للاجئين داخل قطاع غزة. وقيل إن ما لا يقل عن 10 فلسطينيين آخرين من غزة أصيبوا بنيران حية خلال الاشتباكات. وقالت مصادر إسرائيلية إن الحوادث وقعت عندما حاولت مجموعات اختراق الحاجز الحدودي.[64]
- اندلعت اشتباكات في الضفة الغربية. وأفاد الهلال الأحمر الفلسطيني، بإصابة خمسة فلسطينيين بالأعيرة النارية والمطاطية، فيما أصيب العشرات بجروح جراء استنشاق الدخان والغاز المسيل للدموع.[62]

### 17 يناير
- وسام مروان قصرا، 21 عاما، من سكان قرية المسيلية جنوب نابلس، استشهد برصاص جنود الاحتلال بعد هجوم طعن مزعوم على جنود.[65]
- قُتلت دفنة مئير (38 عامًا) من مستوطنة أتونئيل الإسرائيلية جنوب الخليل، طعناً حتى الموت، وأصيب في رأسها من الخلف، على يد مهاجم فلسطيني فر بعد ذلك، بزعم أنه باتجاه بلدة فلسطينية قريبة.[66][67] واعتقل الفتى الفلسطيني مراد عديس (15 عاما) من بلدة يطا لاحقا كمشتبه به في الجريمة.[68]

### 18 يناير
- تعرضت امرأة إسرائيلية تبلغ من العمر 30 عامًا في مستوطنة تقوع الإسرائيلية للطعن على يد فلسطيني أطلق عليه حراس الأمن النار وأصابوا إصابات خطيرة.[69]
- تدمير جراج للمواطن جمال أحمد دراج، كما دمرت غرفة بنيت على منزل المواطن حمدي أبو خليل في خربثا بالضفة الغربية. وبحسب ما ورد تضرر محجر في خربثا المصباح المجاورة يملكه أحمد الحبيبة. والسبب أن أصحابها يفتقرون إلى تصاريح عمل إسرائيلية حديثة.[70]

### 20 يناير
- أعلنت إسرائيل أنها ستصادر 1500 شخص دونم (370 دونم) من الأراضي الزراعية في الضفة الغربية، شمال مستوطنة الموج الإسرائيلية وقريبة من مدينة أريحا الفلسطينية، معلنة أنها أراضي دولة. وعملية المصادرة هي الأكبر منذ أغسطس 2014، عندما استولت إسرائيل على 1000 شخص فدان بالقرب من كتلة مستوطنات غوش عتصيون بالقرب من بيت لحم.[71] الأساس القانوني المفترض لهذه الخطوة هو قانون عثماني يعود تاريخه إلى عام 1858 والذي يسمح للسلطة الحاكمة بالاستيلاء على الأراضي البور.[72][73]
- هدمت الجرافات الإسرائيلية منزل هبة أبو عصب في بيت حنينا لعدم وجود تصريح إسرائيلي. إنه واحد من 6000 منزل فلسطيني دمر في منطقة القدس منذ بدء احتلال عام 1967.[74]
- أصيب فلسطيني يبلغ من العمر 42 عامًا في قطاع غزة برصاصة في قدمه من قبل حرس الحدود الإسرائيلي بالقرب من معبر المنطار جنوب شرقي مدينة غزة.[75]

### 21 يناير
- تعرضت منازل فواز قفيشة وشمس الزعتري وحسين الزعتري في شارع السهلة قرب الحرم الإبراهيمي / الحرم الإبراهيمي وسط الخليل لاعتداء من قبل المستوطنين الإسرائيليين. تم إلقاء الحجارة، وهدم العديد من الأبواب، وسكب الجنود الإسرائيليون على المنازل منازلهم.[76]
- ألقى فلسطينيون زجاجة حارقة على قوة من طراز ماجاف، مما أدى إلى إصابة شرطي في العيسوية بالقدس.[77]
- تم تجريف ثلاثة منازل بدوية، على التوالي، لحمده محمد عودة أبو قتيبة، وابنها علي أبو قتيبة، وغسان جهالين، وجميعها منازل متنقلة تبرع بها الاتحاد الأوروبي، في جبل البابا، بالقرب من قرية العيزرية. وتشرد 17 شخصا تم إجلاؤهم بالقوة نصفهم من الأطفال. كما تم تدمير جميع أثاثهم وممتلكاتهم بالداخل. احتج البدو على أن الوحدات الممنوحة كان يمكن تفكيكها بدلاً من تدميرها. يُعتقد أن عمليات الهدم هذه هي جزء من خطة لإنشاء آلاف المنازل للمستوطنين الإسرائيليين في الممر E1.[78]
- أصيب ضابط شرطة إسرائيلي، حوالي 40 عامًا، بجروح طفيفة في ساقه من زجاجة حارقة ألقيت على الطريق في الطريق السريع 1 في منطقة القدس الشرقية بالضفة الغربية، حيث قامت الشرطة بتفريق الشبان الذين كانوا يستعدون لإلقاء الحجارة، حسبما ورد.[79][80]
- خلال اقتحام قرية تل قرب نابلس بالضفة الغربية، تم اعتقال 19 فلسطينيًا، أصيب حامد إبراهيم عوض رمضان (21 عامًا) برصاصة حية في الفخذ، وجهاد الوهابي في الأسفل. البطن برصاصة من عيار 0.22 من نوع "توتو".[81]
- أصيب سائق حافلة إسرائيلي بجروح طفيفة إثر سقوط حجارة قرب مستوطنة بيت إيل.[82]

### 22 يناير
- أصيب 15 فلسطينيا برصاص الاحتلال وأصيب مواطن آخر بالرصاص في اشتباكات بمنطقة الفراحين شرقي خان يونس.[83]
- أصيب فلسطيني في قدمه بنيران حية في مواجهات بالقرب من حاجز ناحال عوز.[83]
- في كفر قدوم، أصيبت الطفلة آيات زاهي، البالغة من العمر 9 سنوات، في يدها أثناء تواجدها في شرفة منزلها، حسبما ورد. كما اصيب فلسطينيان اخران حمزة خلدون (21 عاما) وعبدالله انور (40 عاما) من القرية بالرصاص الحي في نفس الحادث.[83]
- تامر ذياب، 20 عاما، فقد إحدى عينيه بعد إصابته بعيار مطاطي في اشتباكات مع جنود الاحتلال في قلقيلية.[83]
- أصيب الطفل بشار مصطفى الخطيب، 10 أعوام، برصاصة مطاطية في رأسه في اشتباكات مع جنود الاحتلال في بلدة بلعين.[83]
- أصيب شريف حنيني برصاصة مطاطية في ساقه برصاص جنود الاحتلال في مواجهات بقرية بيت فوريك [83]
- أصيب شاب فلسطيني برصاصة في قدمه، ثم اعتقل في مواجهات مع القوات الإسرائيلية عند المخرج الشمالي لمدينة بيت لحم.[83] وأصيب شخص ثان بطلق ناري في قدمه ونقل إلى المستشفى في بيت جالا.[83]
- استشهد محمد نبيل حلبية، 17 عاماً، من سكان أبو ديس في القدس الشرقية، بانفجار عبوة ناسفة كانت بحوزته، بينما كان في محيط موقع عسكري إسرائيلي.[84]

### 23 يناير
- استشهدت الفتاة المراهقة، رقية عيد أبو عيد، 13 عاماً، من سكان عناتا، بعد أن قيل إنها حاولت طعن حارس أمن عند بوابة مستوطنة عناتوت. وذكرت مصادر بالشرطة أن الحادث وقع بعد مشاجرة أسرية أدت بها إلى هجر منزلها عازمة على الموت. وبحسب ما ورد وصل والدها متأخرا جدا لمنعها.[85][86]

### 24 يناير
- أصيبت سيارة يقودها مستوطن برصاص بالقرب من مستوطنة دوليف بالضفة الغربية. لم يصب أحد.[87]
- أطلق صاروخ من غزة وسقط في منطقة شاعر هنيغف بجنوب إسرائيل.[88]

### 25 يناير
- شنت إسرائيل غارتين جويتين ردا على الهجوم الصاروخي، حيث استهدفت موقع تدريب كتائب القسام المحاررات بالقرب من دير البلح وقطعة أرض جنوب خان يونس.[88]
- تعرضت امرأتان إسرائيليتان للطعن في مستوطنة بيت حورون بالضفة الغربية، غربي رام الله، على أيدي فلسطينيين. شلوميت كريغمان، 23 سنة، من شدموت ميهولا، أصيبت بجروح خطيرة بطعنات في الجزء العلوي من جسدها، وتوفيت فيما بعد ؛ أصيبت المسنة (58 عاما) بجروح متوسطة. كما ترك المهاجمون قنبلتين في الموقع. قتل حارس أمن بالرصاص أثناء فرارهما من مكان الحادث. وهما: إبراهيم أسامة يوسف علان، 23 عاما، من سكان بلدة بيت عور التحتا، وحسين محمد أبو غوش، 17 عاما، من سكان مخيم قلنديا.[89][90][91][92]

### 27 يناير
- وهُدم منزل إبراهيم علي سوري في حي جبل المكبر في القدس الشرقية بالجرافات، لأنه بُني بدون تصريح إسرائيلي، حسبما ورد.[93]
- تم هدم منزل كفاية الرشق في شعفاط بالجرافات على ما يبدو لإخلاء الأرض من الطريق 21 وربط القدس بمستوطنات بسغات زئيف ورمات شلومو ونيفي يعقوب الإسرائيلية. وتركت الأسرة المكونة من 19 فردا بلا مأوى.[93]
- اعتقل عبادة عزيز أبو راس (18 عاما) من بير نبالا للاشتباه في أنه كان وراء هجوم طعن أسفر عن إصابة إسرائيلي يبلغ من العمر 35 عاما بجروح خطيرة في محطة وقود بالقرب من مستوطنة جفعات زئيف بالضفة الغربية.[94]

### 29 يناير
- أصيب سبعة متظاهرين فلسطينيين بالرصاص الحي خلال اشتباكات في القطاع، على التوالي، في الفرحين شرق خان يونس في الجنوب ومعبر بيت حانون في الشمال. وبحسب ما ورد أُصيب رجل برصاصة في رأسه. وبحسب ما ورد أطلقت طلقات تحذيرية في وقت سابق.[95]
- أصيب مزارع في غزة برصاص جنود حرس الحدود الإسرائيلي في قدمه.[96]
- صادرت قوات الاحتلال الإسرائيلي شاحنة وجرافة تستخدمان في إصلاح الطرق من قرية خربة الدير. ويقول سكان إن التدريبات العسكرية في المنطقة دمرت قطع الأراضي الزراعية والطرق في المنطقة المتاخمة لمستوطنة محولا الإسرائيلية في وادي الأردن شمال الضفة الغربية.[97]

### 30 يناير
- طرد مزارعون ورعاة من غزة من حقولهم عندما فتحت القوات الإسرائيلية النار بالقرب من خان يونس.[98]
- طعن شابان صبيًا أمريكيًا إسرائيليًا متشددًا، كان قد هاجر إلى إسرائيل قبل شهر بقليل، في ظهر شارع السلطان سليمان بجوار باب العامود في القدس. أصيب الضحية بجروح طفيفة. تعرض الشاب الإسرائيلي البالغ من العمر 17 عامًا للهجوم أثناء مغادرته الحائط الغربي بعد الصلاة في طريقه إلى مدرسة الإعدادية العسكرية في القدس. قام شاب فلسطيني من القدس الشرقية، يبلغ من العمر 16 عامًا، بتسليم نفسه لاحقًا إلى الشرطة.[99]

### 31 يناير
- قُتل ثلاثة جنود إسرائيليين، على التوالي، في العنق والبطن والساقين من قبل فلسطيني يحمل مسدسًا بعد أن أوقف عند نقطة تفتيش في الضفة الغربية بين بيتين وسلوان والبيرة في اتجاه رام الله. كان الفلسطيني أمجد جاسر سكر (34 عاما) من سكان جماعين، رقيبا في السلطة الفلسطينية وسائقا للنائب العام الفلسطيني أحمد حنون.[100][101][102] كان قد أعلن عن نيته على Facebook. وبحسب إيدو كونراد، فإن تصرف سكر يعكس السخط، كمسؤول أمني فلسطيني، ينفذ سياسات تحرض على الاحتلال. كان العيش بلا معنى "مادام الاحتلال يضطهد أرواحنا ويقتل إخواننا وأخواتنا".[103]
- قُتل فلسطيني بعد أن تورط في محاولة دهس على الطريق 443 بالقرب من رام الله في الضفة الغربية.[104]

## شهر فبراير

### 1 فبراير
- هدمت القوات الإسرائيلية أربعة منازل بدوية مؤقتة من الحديد المموج في منطقة أيوب الواقعة بين رأس كركر ودير عمار. اثنان وعشرون شخصًا تُركوا بلا مأوى.[105]
- قُتل أحمد حسن طوبا (19 عامًا) من قرية كفر جمال برصاصة بعد عبوره أو محاولته عبور الحاجز الإسرائيلي / الضفة الغربية بالقرب من مستوطنة صلع الإسرائيلية بالقرب من طولكرم. وقال متحدثون إسرائيليون إن القوات عثرت عليه مختبئا خلف الأدغال وأطلق عليه الرصاص بعد أن سحب سكينا. ولم يصب أي جندي بجروح.[101][106]

### 2 فبراير
- أطلقت القوات الإسرائيلية، خلال مداهمة متجر للهواتف المحمولة في قرية قبلان بالضفة الغربية، النار على يوسف شحرور في قدمه واعتقلته واثنين آخرين للاشتباه في ارتباطهم بحركة حماس، واقتادتهم إلى المعتقل في أرييل.[107]
- وكان طفل فلسطيني، 14 عاما، في حالة حرجة بعد إصابته برصاصة حية في بطنه خلال اشتباكات مع قوات الاحتلال. أطلق الأخير النار عليه في اشتباكات بمنطقة جبل الطويل في البيرة. وقال متحدث إسرائيلي إن "المحرض الرئيسي" على "الغوغاء العنيفين" أطلقوا النار عليهم بعد محاولة تدمير السياج الأمني لمستوطنة بساغوت الإسرائيلية القريبة.[108]
- وفي منطقة تلة الخليل جنوب مدينة مسافر يطا بالضفة الغربية، هدمت قوات الاحتلال الإسرائيلي 23 لترًا منزلاً سكنياً. تم هدم منزل أحمد عيسى أبو عرام المكون من غرفتين في جنبا، كما تمت مصادرة الألواح الشمسية التي تستخدمها الأسرة. كما تم هدم منزلين يملكهما على التوالي عيسى يونس أبو عرام وشقيقه جميل يونس أبو عرام، وقد تم بناؤهما بمساعدة أجنبية بعد أن دمرت مساكنهما في الشتاء الماضي. وفي الوقت نفسه، تم تجريف عدد من المنازل الأخرى في منطقتي الحلاوة والتبان، المكونة من الحديد المموج والخيام. يعيش في المنطقة ثلاثة آلاف مستوطن إسرائيلي. طُرد الفلسطينيون من المنطقة في السبعينيات عندما أُعلنت منطقة عسكرية مغلقة، لكن سُمح لهم بالعودة بعد دعوى قضائية طويلة.[109][110]
- تم هدم منزل إياد أبو محاميد، الذي تبلغ مساحته 200 متر مربع، في وادي أبو الحمص جنوب صور باهر، لعدم وجود تصريح إسرائيلي، في اليوم الذي خططت فيه الأسرة المكونة من سبعة أفراد للانتقال إليها.[111]
- دمرت الجرافات منزل يحيى محسن الذي تبلغ مساحته 220 مترا مربعا في حي وادي قدوم في سلوان بالقدس الشرقية بالأرض. تم تدمير أكثر من 3000 منزل فلسطيني في القدس الشرقية منذ السبعينيات.[111]

### 3 فبراير
- قامت القوات الإسرائيلية بتجريف مرآب لتصليح السيارات على مساحة 400 م 2، يملكه ويديره هيثم مصطفى في العيسوية، بحجة عدم الترخيص. وبحسب ما ورد تم بناؤه على أرض فلسطينية تخطط إسرائيل لمصادرتها من أجل إنشاء حديقة وطنية إسرائيلية.[112]
- استشهدت هدار كوهين، 19 سنة، من بلدة أور يهودا، شرطية من طراز ماجاف إسرائيلية، متأثرة بعيار ناري في الرأس. اقتربت مع ضابطين آخرين من فلسطينيين جالسين على مقعد بالقرب من باب العامود، وطلبوا أوراق هويتهم. وقف أحد الرجال وطعن إحدى الضابطات (20)، مما أدى إلى إصابتها بجروح خطيرة، وقتل كوهين بالرصاص. أخرج رجل آخر بندقية من طراز Carl Gustav وبدأ في إطلاق النار. ظهر فلسطيني ثالث وقتل كوهين بالرصاص. فتحت الشرطة في المنطقة النار وقتلت الثلاثة. وأصيب رجل ثالث بجروح طفيفة. الرجال الثلاثة هم: أحمد راجح إسماعيل زكارنة (20/21) ومحمد أحمد حلمي كامل (20/21) وناجح إبراهيم أبو الرب (20/21) من قرية قباطية. وسبق أن منع الشاباك الثلاثة من دخول إسرائيل. وبحسب ما ورد تم العثور على ذخائر ومتفجرات أخرى في مكان قريب.[113][114] في 4 أكتوبر / تشرين الأول 2017، نفذ رجلان من قباطية، مسقط رأس ناجح إبراهيم أبو الرب، جريمة قتل رجل الأعمال اليهودي روفين شميرلنغ، بدعوى أنهما تحركا للانتقام لمقتل الرب.[115]
- مقتل ناشطين من حماس بعد انهيار نفق كانوا يحفرونه من قطاع غزة إلى إسرائيل.[116]

### 4 فبراير
- في غارة على قرية قباطية بالضفة الغربية حيث قتل المهاجمون الثلاثة هدار كوهين في اليوم السابق، أطلقت القوات الإسرائيلية النار على أربعة شبان بالذخيرة الحية، مما ترك أحدهم في حالة حرجة مصابا بعيار ناري في الرأس. كما دهست سيارة جيب إسرائيلية وأصيب مجاهد زكارنة، 15 عاماً، بجروح خطيرة. كان الغرض من المداهمة هو إصدار إخطارات بهدم منازل لعائلات الفلسطينيين الثلاثة المتورطين في حادثة باب العامود. وأعلنت البلدة التي يبلغ عدد سكانها 20 ألف نسمة منطقة عسكرية إسرائيلية مغلقة، وأغلقت جميع المخارج والمداخل.[117]
- قامت فتاتان إسرائيليتان (13 عاما) من سكان حي الجواريش في الرملة بطعن حارس أمن إسرائيلي طلب أوراق هويتهم. وأصيب الحارس (27 عاما) بجروح طفيفة في اليد والساق.[118][119]
- هدمت القوات الإسرائيلية خمسة منازل من الخيام الفلسطينية وهدمت خمسة مبان أخرى في قرية طمون في غور الأردن بالضفة الغربية بحجة عدم حصولهم على تصريح.[120]
- اشتعلت النيران في حافلة تقل إسرائيليين وحراس أمن عندما أصيبت بزجاجات حارقة ألقيت في منطقة رأس العامود في حي سلوان في القدس الشرقية. ولم ترد انباء عن وقوع اصابات.[121]

### 5 فبراير
- هيثم إسماعيل الباو، 14 عاماً، من سكان حلحول، قُتل برصاص القوات الإسرائيلية بينما ورد أنه كان يستعد أو يحاول إلقاء زجاجة حارقة على السيارات المارة على شارع 60 في الضفة الغربية. وبحسب ما ورد أصيب ابن عمه وجدي يوسف الباو، 12 عاماً، وتقييد يديه وأخذ بعيداً.[122][123]
- أصيب فلسطيني برصاصة في ساقه خلال مواجهات بالقرب من السياج الحدودي عند معبر ناحال عوز شرق الشجاعية في قطاع غزة.[124]
- استشهد فلسطيني برصاص الاحتلال الإسرائيلي في قدمه في اشتباكات على الحدود بالقرب من مخيم البريج للاجئين.[124]
- وبحسب ما ورد، أصيب اثنان من المشاركين في المظاهرة الأسبوعية في كفر قدوم برصاص الاحتلال الإسرائيلي.[124]

### 6 فبراير
- ورد أن جمال الشطي، عضو المجلس التشريعي الفلسطيني، أصيب في بطنه برصاصة مطاطية أطلقتها القوات الإسرائيلية في محاولة لكسر الحصار المفروض على قرية قباطية.[125]
- شلوميت جانون (65 عاما) من مشمار هنيغف تعرض لطعن طفيف من قبل شاب فلسطيني من يطا، مقيم بشكل غير قانوني في إسرائيل. وقع الحادث في رهط.[126][127]

### 7 فبراير
- أعلنت إسرائيل عن مصادرة أربعة منازل في صور باهر بالقدس الشرقية تعود لعائلات الشبان الأربعة المتهمين بالتسبب في مقتل سائق إسرائيلي برشق حجارة في 14 سبتمبر / أيلول 2015. ولم تصدر المحكمة بعد حكمًا نهائيًا بشأن إدانتهم. كان من المقرر تنفيذ الأمر في 10 فبراير، وسيحرم 23 شخصًا من منازلهم. واحتجت الأسرة على هذا المرسوم كمثال للعقاب الجماعي. تزعم إسرائيل أن الهدف من الإجراء هو الردع.[128]
- هجوم طعن في عسقلان - جرح جندي إسرائيلي واحد [129]

### 8 فبراير
- ألقى مخربون مجهولون زجاجة حارقة على منزل عائلة يهودية في حي أبو طور في القدس الشرقية. لم يصب أحد بأذى ولكن لحقت أضرار طفيفة بنافذة المنزل.[130]
- عملية طعن في الرملة - جرح إسرائيلي واحد [131]

### 9 فبراير
- جرفت قوات الاحتلال الإسرائيلي 11 مبنى و5 منازل و6 خيام في قرية خربة طانا التي يقطنها 300 من الرعاة قرب مدينة نابلس. والسبب المعطى هو أنها كانت "منطقة إطلاق نار" إسرائيلية منذ السبعينيات. حددت إسرائيل 20٪ من الضفة الغربية على أنها "مناطق عسكرية مغلقة"، وهذه هي سادس عملية هدم يتم تنفيذها في خربة تانا منذ عام 2006.[132]
- قيل إن فتاة فلسطينية (18 عاما) من القدس الشرقية حاولت طعن ضابط أمن إسرائيلي بالقرب من باب العامود. وبحسب تقارير إسرائيلية، فقد تم توقيفها لأنها تصرفت بشكل مريب وأثناء تفتيش، وصلت إلى حقيبتها، وسحبت سكينًا وحاولت طعن الشرطي. تم القبض عليها دون اصابة.[133]
- وأصيب إسرائيلي من مستوطنة نيفي دانيال بجروح متوسطة في هجوم طعن أثناء الركض.[134] وأفاد أن المهاجم هرب باتجاه قرية نحالين الفلسطينية. وفرضت إسرائيل حصاراً شاملاً على القرية، وحرمت وصول الإمدادات الغذائية، ومنعت 500 من السكان من الوصول إلى أماكن عملهم في مدارس منطقة بيت لحم.[135]

### 10 فبراير
- استشهد الشاب عمر ماضي (16 عاما) برصاص جنود الاحتلال خلال مواجهات في مخيم العروب للاجئين. قال ناطق إسرائيلي إن الجنود أطلقوا النار على متظاهر في مجموعة كانت ترشق الحجارة على سيارات إسرائيلية على شارع 60.[136]
- تعرضت شاحنة فلسطينية كانت تسير بين قرية عزون ومستوطنة كارني شومرون الإسرائيلية لتحطيم زجاجها الأمامي بفأس. واعتُقل لاحقًا مستوطن يبلغ من العمر 40 عامًا من كارني شومرون، بعد أن تقدم السائق بشكوى وتورط نفسه في إلقاء الفأس. بين عامي 2013 و2014، أصدرت الشرطة الإسرائيلية في الضفة الغربية لائحتي اتهام فقط من بين 150 شكوى سجلها فلسطينيون.[137][138]

### 11 فبراير
- أصيب ثلاثة شبان من بلدة بيت دقو برصاص جنود الاحتلال الإسرائيلي في أطرافهم السفلية.[139]
- داهمت القوات الإسرائيلية قرية بيت عور التحتا بالقرب من رام الله، وفرضت إغلاقًا يمنع الأطفال من الذهاب إلى المدارس، وقيّد حركة 6000 شخص، وشرعت في هدم العديد من المباني التي لا تصاريح إسرائيلية. وجرف مرآب سيارات السلطان زياد سليمان بالجرافات والأربع سيارات التي كانت بداخله. تدمير سقيفة للمواطن الشيخ ظافر وبئر للمواطن سميح عطا الله حمدان سليمان.[140]
- هدمت القوات الإسرائيلية سبعة منازل في الفارسية وخلة الخضر، تاركة عائلات بلا مأوى وهدمت 35 مبنى في منطقتي بردلة وعين البيضاء في منطقة طوبا بوادي الأردن في الضفة الغربية. وترفع عمليات الهدم عدد المشردين المشردين إلى 168، بينهم 94 طفلا، منذ بداية فبراير.[141]

### 12 فبراير
- وأصيب فلسطينيان من غزة برصاص إسرائيلي حي، فيما أصيب ثالث بجروح خطيرة عندما أصيب في رأسه بقنبلة غاز مسيل للدموع، في اشتباكات مع القوات الإسرائيلية بالقرب من مخيم البريج للاجئين.[142]
- أصيب رجل واحد على الأقل بالرصاص الحي خلال مواجهات مع القوات الإسرائيلية شرق الشجاعية.[142]
- واصيب طفل بجروح بالغة اثر اصابته برصاصة مطاطية اطلقتها القوات الاسرائيلية في تفريق الاحتجاجات الاسبوعية في نعلين. احتاج الطفل لعملية جراحية. وأصيب أربعة نشطاء آخرين.[142]

### 13 فبراير
- وأصيب فلسطينيان بالرصاص فيما أصيب ثالث برضوض فيما أصيب أربعة جنود إسرائيليين بجروح طفيفة بالقرب من حاجز الزعيم. شوهد فلسطينيان يعبران الجدار الفاصل ويدخلان سيارة انطلقت مسرعا عندما اقتربت واصطدمت بجيب عسكري، وعندها فتح الجنود النار. كل الفلسطينيين الثلاثة كانوا إسرائيليين [143]
- كلزار العويوي، 18 عاما، أصيبت بجروح طفيفة جندي إسرائيلي، وأحد المارة الفلسطينيين الذين تدخلوا لإيقافها بالقرب من الحرم الإبراهيمي في الخليل. أصيبت ثلاث مرات بالرصاص وتوفيت فيما بعد متأثرة بجراحها.[144] اقترح تشريح الجثة أنها ربما تم إنقاذها لو تلقت رعاية طبية في الوقت المناسب لوقف نزيف حاد في صدرها.[145]

### 14 فبراير
- نهاد رائد محمد واقد، 15 عاما، وفؤاد مروان خالد واقد، 15 عاما، من سكان قرية عراقة، قتلا برصاص جنود الاحتلال بعد أن رشقوا السيارات بالحجارة، وحاولوا عبور الجدار الفاصل. عند وصول حرس الحدود بدأ الشباب بإطلاق النار عليهم وقتلوا بنيران الرد. تم العثور على صورة لسكين وبندقية في مكان قريب، وفقًا لموقع جيروساليم أونلاين.[146][147][148]
- قُتل نعيم أحمد يوسف صافي من العبيدية شرقي بيت لحم برصاصة عند حاجز مزموريا بالقرب من مستوطنة هار حوما الإسرائيلية عندما شوهد وهو يحمل سكينا. وتقول مصادر إسرائيلية إنه كان يجري باتجاههم.[149][150]
- أصيبت ياسمين رشاد الزرو، 14 عاماً، بجروح بليغة عند حاجز 160 عسكرياً قرب الحرم الإبراهيمي / الحرم الإبراهيمي، عندما أطلقت عليها النار 6 مرات. وتزعم مصادر إسرائيلية أنها حاولت طعنها، لكن شرطيًا من حرس الحدود تمكن من دفعها بعيدًا قبل أن يطلق عليها النار.[149] وتشير تقارير فلسطينية إلى أنها كانت برفقة شقيقتها تبتعد عن الحاجز عندما أطلقت عليها النيران.[151] وسقط فلسطيني معاق كان ينتظر بالقرب من الحاجز على الأرض بكرسيه المتحرك بعد الحادث، وأطلقت قنبلة صوتية على المارة الذين كانوا يركضون لمساعدته.[152]
- قُتل فلسطينيان، هما منصور ياسر عبد العزيز شوامرة، 20 عامًا، وعمر أحمد عمر، 20 عامًا، من سكان قرية القبيبة بالضفة الغربية، بالقرب من باب العامود. تم توقيف الشوامرة، وهو ضابط في قوات الأمن التابعة للسلطة الفلسطينية بينما كان يحمل حقيبة لتفتيشها، وأُطلق عليه الرصاص عندما ورد أنه كان يسحب بندقية ويوجهها نحو القوات الإسرائيلية، بينما ورد أن الآخر أصيب برصاصة عندما أطلق النار من مكان قريب. وعثر في الحقيبة على متفجرات وسكين.[153]
- وتعرضت حافلة للرشق بالحجارة قرب مفرق حزما شمال القدس. لم يصب أحد بأذى ولكن لحقت أضرار بمقدمة الحافلة.[154]
- هجوم إطلاق نار بالقرب من هينانيت [155]
- محاولة هجوم طعن قرب القدس.[156]
- هجوم إطلاق نار في بيت إيل [157]

### 15 فبراير
- أطلقت القوات الإسرائيلية النار على 28 فلسطينيا في مخيم الأمعري للاجئين بالذخيرة الحية والأعيرة المطاطية خلال مواجهات في الضفة الغربية بالقرب من رام الله، اندلعت عندما تم تطويق منزل. ولا يُعرف ما إذا كانت المداهمة تهدف إلى هدم المنزل أو تفتيشه.[158]
- هدمت جرافات الاحتلال برفقة عسكرية، عددا من منازل المواطنين في قرية خربة أم الرشاش قرب نابلس. وكانت الأبنية والحظائر والمنازل المبنية من الطوب والحديد المموج تفتقر إلى تصاريح البناء الإسرائيلية المناسبة.[159]
- محاولة هجوم طعن في القدس [160]

### 16 فبراير
- اقتلعت القوات الإسرائيلية 100 شجرة زيتون عمرها سبع سنوات في وادي قانا غربي مدينة دير استيا بالضفة الغربية على اعتبار أن المنطقة كانت محمية طبيعية إسرائيلية.[161]

### 17 فبراير
- في عملية تمشيط في الضفة الغربية أدت إلى اعتقال 15 فلسطينيا، أفاد السكان المحليون في حلحول أنه في مداهمة لمنزل ماهر الهشلمون، وهو أسير في إسرائيل، أخذ الجنود 3843 دولارًا من المنزل.[162]
- جرفت السلطات الإسرائيلية طرق الوصول والمباني الزراعية في 5 دونم من الأرض خارج قرية العيسوية. خصصت إسرائيل المنطقة لتكون جزءًا وطنيًا إسرائيليًا مستقبليًا، بحيث يستوعب 175 دونم من الأراضي الفلسطينية في حيي العيسوية والطور.[163]

### 18 فبراير
- قُتل إسرائيلي يبلغ من العمر 21 عامًا وأصيب إسرائيلي يبلغ من العمر 36 عامًا بجروح متوسطة في هجوم طعن في سوبر ماركت رامي ليفي داخل المنطقة الصناعية شاعر بنيامين، وهي مستوطنة في الضفة الغربية. منفذي العملية هم أيهم بسام إبراهيم صبيح، 14 عاما، وعمر سليم الريماوي، 14 عاما، وكلاهما من سكان بيتونيا. أطلق أحد المارة النار على المهاجمين وأصيبا بجروح خطيرة.[164][165][166]

### 19 فبراير
- استشهد محمد أبو خلف، 20 عاما، من سكان كفر عقب في القدس الشرقية، بعد أن طعن شرطيين من حرس الحدود الإسرائيليين بالقرب من باب العامود. أصيبوا بجروح طفيفة. ذكرت قناة الجزيرة أنه أصيب حوالي 50 مرة من قبل خمسة من رجال الشرطة بعد أن سقط على الأرض من رصاصتين.[167] تم تصوير إطلاق النار على شريط فيديو.[168]
- عبد رائد عبد الله حمد، قُتل برصاص القوات الإسرائيلية حيث حاول دهس الجنود بسيارته. لم يصب أي إسرائيلي. وكان قد أعلن عن وفاته على فيسبوك قبل ساعات من الحادث.[169]
- وأصيب فلسطيني بالرصاص الحي في يده وآخر في قدمه في اشتباكات عند الطرف الشمالي لمدينة بيت لحم.[170]
- قُتل فتىان فلسطينيان برصاص الاحتلال الإسرائيلي خلال مواجهات في مخيم الجلزون للاجئين.[170]
- استشهد ثلاثة فلسطينيين برصاص جنود اسرائيليين قرب منطقة الشجاعية وسط قطاع غزة خلال مواجهات.[170]
- استشهد أربعة فلسطينيين، وثلاثة ثلاثة برصاص الاحتلال الإسرائيلي، شمال قطاع غزة.[170]
- قُتل خالد يوسف طقاطقة، 21 عامًا، برصاص جنود الاحتلال الإسرائيلي خلال مواجهات مع السكان المحليين في بيت فجار بالضفة الغربية.[171]

### 20 فبراير
- توغلت القوات الإسرائيلية تحت تهديد السلاح محمد عبد الحميد صليبي وعائلته أثناء قيامهم بتقليم الأشجار في أراضيهم الخاصة بالقرب من بيت أمر. قال الصليبي إن الحاج كان لديه قرار من المحكمة بالسماح له بالعمل في حقوله، لكن الجنود أخبروه أن فردًا واحدًا فقط من عائلته مسموح له بالسير على الأرض في أي وقت.[172]

### 21 فبراير
- تم إلقاء الحجارة على سكة حديد القدس الخفيفة في شعفاط. لم يصب أحد ولكن لحقت أضرار في القطار.[173]
- أطلق فلسطينيون في سيارة متحركة النار على موقع عسكري إسرائيلي مجاور لمدخل بيت إيل وفروا من المكان. لم يصب أحد. ورد الجنود بإطلاق النار وأكدوا إصابة السيارة.[174]
- هدمت القوات الإسرائيلية المدرسة الوحيدة التي تخدم أطفال المجتمع البدوي في مجتمع أبو النوار بالقرب من العيزرية في الضفة الغربية. قال السكان إنه هُدم لأن بناء الهياكل الخرسانية في المنطقة محظور.[175]
- قُتل قصي دياب أبو الرب، 15 عامًا، من سكان قرية قباطية، برصاص جنود إسرائيليين بعد محاولته طعن جندي على حاجز بيتا، بحسب ما ورد. أطلقت عليه قرابة 10 طلقات. لم يصب أي جندي، [176]
- حاول أحد المهاجمين طعن جندي من الجيش الإسرائيلي، وتم إطلاق النار عليه وهو في حالة حرجة.[177]
- قُبض على شاب يبلغ من العمر 14 عامًا بزعم محاولته تنفيذ عملية طعن بالقرب من بني نعيم. ولم ترد انباء عن وقوع اصابات.[178]

### 22 فبراير
- هدمت قوات الاحتلال الإسرائيلي، ليلا، منزل المواطن محمد الحروب في دير ساميت. وكانت الحروب قد قتلت إسرائيليين بالرصاص في نوفمبر 2014.[179]
- هدمت قوات الاحتلال الإسرائيلي، ليلا، منزل المواطن رائد محمد جبارة المسالمة في دورا. قتل المسالمة إسرائيليين في تل أبيب في نوفمبر 2014.[179]
- أطلقت القوات الإسرائيلية النار على فلسطيني في قطاع غزة. أصيب بجرح متوسط في قدمه.[180]

### 23 فبراير
- أفاد صياد من غزة بإلحاق أضرار بقواربهم بعد أن أطلقت عليها القوات البحرية الإسرائيلية النار قبالة ساحل غزة.[181]
- يُزعم أن ممدو يوسف محمود عمرو، 27 عامًا، مدرس في مدرسة دورا، حاول طعن النقيب إلياف جيلمان (30 عامًا) عند مفرق غوش عتصيون في الضفة الغربية. أصيب بجروح متوسطة بينما قتل جيلمان بنيران صديقة.[182][183]
- في تقرير من 69 صفحة قامت منظمتا حقوق الإنسان الإسرائيليتان هموكيد وبتسيلم بنشر دراسة تزعم أنها وثقت ما تعتبره انتهاكات منهجية للقواعد التي تحظر التعذيب والانتهاكات التي وضعتها محكمة العدل العليا الإسرائيلية في عام 1999. وقد تم أخذ الأدلة من مقابلات وإفادات من 116 أسيرًا فلسطينيًا معتقلين في سجن شكما في عسقلان.[184][185]

### 25 فبراير
- هاجم فلسطيني حارس أمن إسرائيلي وأصابه بجروح خطيرة في مجمع تجاري في مستوطنة معاليه أدوميم بالضفة الغربية. بعد ثلاثة أيام، تم اعتقال سعدي علي أبو حامد (21 عامًا) من العيزرية في القدس الشرقية للاشتباه في ضلوعه في الهجوم.[186]
- وتعرضت حافلة تابعة لشركة "إيغد" في القدس للرشق بالحجارة. لم يصب أحد بأذى ولكن لحقت أضرار بزجاج نافذة الحافلة.[187]
- تم إلقاء حجارة وزجاجة طلاء على القطار الخفيف في القدس. لم يصب أحد ولكن لحقت أضرار في القطار. اعتقلت قوات الأمن مشتبها به.[188]

### 26 فبراير
- عمر النايف (52 عامًا)، ناشط في الجبهة الشعبية لتحرير فلسطين، كان قد فر من سجن إسرائيلي عام 1990 حيث كان يقضي عقوبة بالسجن المؤبد لقتله مستوطنًا إسرائيليًا عام 1986، ولجأ إلى بلغاريا. لعقود من الزمان، عثر عليها مقتولة بالرصاص في حديقة السفارة الفلسطينية في صوفيا. وبحسب الجبهة الشعبية لتحرير فلسطين، فقد كان ضحية اغتيال إسرائيلي مستهدف.[189]
- أفادت الأنباء عن إصابة عشرات المتظاهرين الفلسطينيين في أنحاء الضفة الغربية بجروح في مواجهات مع القوات الإسرائيلية خلال مظاهرات الجمعة الأسبوعية.[190]

### 27 فبراير
- أصيب مراهق إسرائيلي متشدد يبلغ من العمر 17 عامًا، وكان قد هاجر إلى إسرائيل قبل شهر ونصف وكان عائدا من الصلاة عند حائط المبكى، بجروح طفيفة أثناء عودته إلى مدرسته الإعدادية العسكرية عندما هاجمه من قبل. فلسطيني يبلغ من العمر 16 عامًا، سلم نفسه في اليوم التالي عندما نبه للاشتباه في تورطه.[191]
- صادرت القوات الإسرائيلية آلات لقطع الحديد بقيمة 255.552 دولار من شركة غزالة لمواد البناء ومقرها بيت أُمر. يقول المالك إن لديه وثائق تثبت أنه اشتراها في تل أبيب. تصر المصادر الإسرائيلية على أنه يجب أن يثبت الملكية.[192]
- تعرضت قرية ياسوف في منطقة سلفيت، بحسب سكان القرية، لهجوم من قبل مستوطنين تحت حراسة الجيش.[193]
- ادعى صياد من غزة أن قواربهم تضررت عندما أطلقت القوات البحرية الإسرائيلية النار عليهم، [194]

### 28 فبراير
- استشهد فلسطيني من غزة برصاص القوات الاسرائيلية شرق خان يونس. وصف جرحه بأنه خفيف.[195]
- أصيب هشام محمد عطوان صبيح ويزن عمر صلاح، 16 عاما، برصاصة في الصدر، وأصيبتا بجروح خطيرة في قرية الخضر قرب بيت لحم. وقيل إن صبيح، وهو طبيب أسنان في منتصف العمر، أُطلق عليه الرصاص وهو جالس في سيارته.[196]
- خلال مداهمة لمنزل طارق وتحرير درويش في العيسوية بالقدس الشرقية لاعتقال ابنيهما يوسف (18 عامًا) وليث (17 عامًا) بتهم مجهولة، يُزعم أن جميع أفراد الأسرة أصيبوا، بما في ذلك الأم وابنتها، بتول (14) ودرويش (2). تم إطلاق سراح الأم وطفلها في وقت لاحق.[197]
- أصيبت شرطية إسرائيلية بجروح طفيفة خلال أعمال شغب في العيسوية رشق خلالها فلسطينيون حجارة وزجاجات حارقة على حرس الحدود. أطلقت القوات النار على المتظاهرين، وأصيب مواطن من العيسوية يبلغ من العمر 19 عاما برصاصة في ساقه.[198]

### 29 فبراير
- ذكرت مصادر إسرائيلية أن جنديين من وحدة أوكتس (القوات الخاصة) دخلوا مخيم قلنديا للاجئين عبر حاجزه المركزي. وعارض فلسطينيون في المخيم وجودهم، وألقوا الحجارة والزجاجات الحارقة وأشعلوا النار في الجيب. تم تنفيذ توجيه حنبعل. تم استرداد الاثنين بعد تبادل لإطلاق النار. وبحسب مخبرين محليين، فقد احتجزهم مسلحون لمدة ثلاث ساعات حتى أخلتهم مروحية. وأصيب خمسة من عناصر حرس الحدود، أحدهم متوسطه. استشهد إياد عمر السجادية (22 عاما) من كلية الصحافة بجامعة القدس في أبو ديس، على وشك التخرج، بعيار ناري في الرأس، فيما أصيب 12، وأربعة بالرصاص الإسرائيلي الحي، و6. بالرصاص المطاطي، واثنان من إصابات بقنبلة الغاز المسيل للدموع. ووفقًا لتقارير فلسطينية، كان الاثنان من العملاء السريين الذين دخلوا المخيم عبر زقاق يمر بجانب مقبرة المخيم. وفقًا لتقارير إسرائيل، فقد دخلوا المنطقة عن طريق الخطأ بعد أن تم تضليلهم بواسطة تطبيق Waze للملاحة [199][200]

## مارس

### 1 مارس
- دمرت القوات الإسرائيلية منزل يوسف عبد سمرين، الذي كان قيد الإنشاء في منطقة وادي ياصول في سلوان منذ سبتمبر / أيلول 2015، دون تصريح. وأصيب الفلسطينيون محمد سمرين وأحمد عوض وعز الدين سمرين وخالد شويكي برصاص مطاطي خلال الحادث.[201]

### 2 مارس
- أفادت التقارير أن المستوطن الإسرائيلي والجندي الاحتياطي، روي هاريل، من مستوطنة إيلي، تعرض للاعتداء من قبل مراهقين فلسطينيين، لبيب خلدون أنور عزام (17 عامًا) ومحمد هشام علي زغلوان (17 عامًا) من قرية قريوت. قال هاريل إنهم كانوا يحملون الهراوات والفؤوس، وتغلبوا عليه للحظة، وتوغلوا بالقرب من غرفة نوم الأطفال في منزله. حاربهم خارج المبنى وحبس نفسه مع عائلته داخل منزله. وقتل الجنود بالرصاص كلا المتسللين أثناء فرارهم. دخل المستوطن المستشفى بسبب جروح طفيفة في رأسه.[202][203]
- دمرت القوات الإسرائيلية "عشرات" المباني في قرية خربة تانا التي يبلغ عدد سكانها 275 نسمة وتقع خارج بيت فوريك بالقرب من نابلس. من بين المباني، بما في ذلك منازل من الصفيح والبلاستيك والخشب والحجر، تم تدمير مجموعة من القوافل المتنقلة التي تبرع بها الأجانب والتي تستخدم كمدرسة ابتدائية لـ 26 طفلاً.[204]
- قامت القوات الإسرائيلية بتدمير مبنى فلسطيني مكون من ثلاثة طوابق، كل طابق فيه شقتين قيد الإنشاء في الطور.[205]
- تعرض جنديان إسرائيليان في دورية للطعن، أحدهما طفيف والآخر طعنا / طفيفا في مستوطنة هار براخا.[206][207]

### 3 مارس
- أصيب شرطي إسرائيلي كان يقود حركة المرور بالقرب من العوجا بالقرب من أريحا شمال الضفة الغربية بجروح طفيفة في كتفه في هجوم طعن. المهاجم هادية ابراهيم عرينات، 14 عاما، فتاة من العوجا، تمت ملاحقتها واعتقالها بعد فترة وجيزة.[208][209]
- أطلق مسلحون النار على سيارة تابعة للشرطة الإسرائيلية عند مفرق رحليم بالقرب من مستوطنة أرييل بالضفة الغربية.[208]
- ورشق مستوطنون من يتسهار القريبة من نابلس خلال ما وصفته مصادر فلسطينية بمداهمة القرية سيارات فلسطينية عند مدخل عصيرة القبلية بالحجارة. أعادت قوات الأمن المستوطنين إلى يتسهار. وفي طريق العودة رشقوا سيارة بالحجارة وحطموا زجاجها الأمامي. ولم ترد انباء عن وقوع اصابات.[210][211]

### 4 مارس
- صدمت سيدة فلسطينية كانت تقود سيارتها جنديًا إسرائيليًا كان متمركزًا على رصيف مفترق غوش عتصيون في الضفة الغربية. وأصيب الجندي بجروح طفيفة في ساقيه. استشهدت المواطنة اماني حسني سباتين، 34 عاما، من سكان قرية حوسان. وبحسب ما ورد تم العثور على سكين على لوحة القيادة بعد ذلك.[212][213]
- أطلقت قنابل الغاز المسيل للدموع الإسرائيلية خلال الاشتباكات في شمال بيت لحم، حطمت نوافذ سيارة إسعاف تابعة للهلال الأحمر أرسلت لمساعدة الشباب في المنطقة، مما أدى إلى معاناة المسعفين أيمن دبابسة وفادي جعفرة من استنشاق مفرط للغاز المسيل للدموع. وبحسب الفلسطينيين، فقد تم استهداف سيارات الإسعاف عمداً.[214]
- أصيب المواطن خالد مراد شتيوي، 12 عاماً، بعيار ناري في ساقه اليمنى، مما أدى إلى إصابات بالغة في العظام، وذلك خلال الاشتباكات مع قوات الاحتلال في كفر قدوم. وبحسب تقارير فلسطينية، يُظهر مقطع فيديو للحادث إطلاق النار على مشهور جمعة (45 عامًا) عندما حاول حمل الصبي وحمله بعيدًا.[215]

### 7 مارس
- اصيب فلسطيني من غزة برصاصة في ساقه خلال عمليات امنية شرق مخيم المغازي للاجئين.[216]
- أصيبت سائحة تبلغ من العمر 60 عامًا بجروح طفيفة في رأسها على يد رماة حجارة على سطح رشقوها مع مجموعة من الزوار في كنيسة القديسة آن بالقرب من بوابة الأسد في القدس.[217][218]

### 8 مارس
- فدوى أحمد أبو طير (50 عاما)، امرأة عربية إسرائيلية من أم طوبا في القدس الشرقية، اقتربت من الشرطة الإسرائيلية المتمركزة في شارع حجاي في البلدة القديمة، وبحسب ما ورد حاولت طعنها. أصيبت مرة في العين ومرتين في البطن، وتوفيت بعد ذلك بقليل. وتقول مصادر فلسطينية إن الجنود الإسرائيليين منعوا الرعاية الطبية لمدة عشر دقائق. وتقول مصادر إسرائيلية إن الشرطة التي وصلت إلى مكان الحادث قدمت لها الإسعافات الأولية لكنها أعلنت وفاتها بعد ذلك بوقت قصير. وقع الحادث في شارع الواد بالحي القديم في القدس.[219][220] والمهاجم هو ابنة شقيق المسؤول في حماس محمد أبو طير.[221]
- ماهر فارس عبد الرحمن بني فاضل من عقربا صادرت القوات الإسرائيلية جراره بعد أن حرث أرضا زعمت مصادر فلسطينية أنها أرضه.[222]
- أصيب الإسرائيلي المتشدد يوناتان إزرياهاف (39 عاما) بجروح طفيفة إلى متوسطة في متجر في شارع البارون هيرش على يد الفلسطيني عبد الرحمن رداد (17 عاما) من قرية الزاوية الذي طعنه في بتاح تكفا. وصارع صاحب المتجر إزرياشيف المهاجم الذي انتزع السكين منه وطعنه حتى الموت.[223][224]
- ضابطا شرطة إسرائيليان، أحدهما 47 والآخر 33 برصاص فلسطيني باستخدام بندقية من طراز Carl Gustav في شارع صلاح الدين، القدس الشرقية. أصيب كلاهما برصاصة في الرأس، وتُرك الضابط الأكبر سناً في حالة حرجة، بينما أصيب الآخر بجرح متوسط في رقبته. وقتل المهاجم بالرصاص.[223][224]
- في عمليات الطعن في تل أبيب عام 2016، قُتل تايلور فورس، وهو أمريكي كان جزءًا من مجموعة سياحية في جامعة فاندربيلت [225] وأصيب 11 إسرائيليًا بجروح - ثلاثة منهم خطيرة، وثلاثة متوسطة، وستة آخرون طفيفة - عندما قام الفلسطيني بشار مصالحة (22 سنة) من حجة [226] في قلقيلية، بالركض فساداً في عملية طعن في يافا. ثم واصل الجري في اتجاه تل أبيب، وطعن سائقي السيارات أثناء تقدمه. وكانت إحدى الجرحى متوسطة الحجم سيدة حامل.[223][224] تم إخضاع مصالحة لاحقًا وقتل بالرصاص على ما يبدو بينما كان مستلقيًا على يد شرطي متطوع، حيث شجعه حشد على إطلاق النار على مصالحة في رأسه، وفقًا لمقطع فيديو للحادث نُشر على موقع يوتيوب.[227] وهذا هو الهجوم الثالث خلال عدة ساعات مساء الثلاثاء.[228]
- أمير ميمون (29 عاما) من زوهار، عميل الشاباك، قُتل برصاصة صديقة على حدود غزة، بعد أن ظن عميل آخر أنه فلسطيني.[229][230]

### 9 مارس
- حاول فلسطينيان من كفر عقب دهس رجال شرطة عند محطة قطار خفيف بالقرب من باب العامود في القدس. كما أطلقوا النار على رجل في سيارة. والرجل فلسطيني يبلغ من العمر 57 عاما من سكان بيت حنينا أصيب بجروح خطيرة في الصدر. ثم فر المهاجمون من مكان الحادث. تم وضع حصار وبدأت الشرطة في البحث عن الرجلين في سيارتهم. عثرت الشرطة على الرجال الذين صوبوا عليهم رشاش كارل جوستاف. ثم شرعوا في إطلاق النار على الفلسطينيين وقتلهم.[231][232]
- قُتل أحمد يوسف عامر (16 عامًا) من سكان مسحة، وأصيب آخر عندما أطلقت شرطة الاحتلال النار عليه عندما اقترب منهم بسكين على حاجز للجيش خارج قرية سلفيت المحاصرة. عامر، في مذكرة الوصية الأخيرة، دعا والديه إلى الوداع، وطلب العفو، وذكر دينًا قيمته 60 شيكلًا على أصدقاء المدرسة. وبحسب مسؤول محلي، اعتدى جنود الاحتلال على بائع خضار أثناء تواجده في شاحنته القريبة.[233]
- دخلت سيدة فلسطينية مستوطنة كدوميم بالقرب من حجة وطاردت امرأة. وصل حراس الأمن وصارعوها على الأرض واعتقلوها. كانت بحوزتها سكين ويشتبه في أنها كانت تنوي مهاجمة المرأة في منزلها.[234][235] تم رصد المرأة من قبل ديكلا جافيش، التي فقد زوجها يشورون غافيش والديه وشقيقه وجده في هجوم لحركة حماس على منزلهم في مستوطنة إيلون موريه قبل 12 عامًا.[236]
- اعتدى خمسة شبان يهود بالعنف لعدة دقائق على المواطن أحمد بدار (40) من سكان سلوان، وهو فلسطيني يعمل بوابًا في بلدية القدس. وقع الحادث في متنزه ليبرتي بيل في القدس. وأثناء ضربهم لبدار صاح الشبان " الموت للعرب ".[237]

### 11 مارس
- أصيب مواطن إسرائيلي من الحريديم يبلغ من العمر 29/30، بجروح طفيفة إلى متوسطة بعد أن طعنه فلسطيني بالقرب من بوابة دونغ بالقدس الشرقية. واعتقل لاحقا مشتبه به وهو شاب يبلغ من العمر 19 عاما من قبالان بالضفة الغربية. وتقول الشرطة إن لقطات من كاميرات الدوائر التلفزيونية المغلقة ساعدتهم في تعقب المشتبه به.[238][239]
- أصيب جنديان إسرائيليان برصاص مسلح أطلق عليهما النار عندما أوقفت سيارة عند حاجز بل العسكري على شارع 443 بالضفة الغربية.[240]
- سقط ما لا يقل عن 3 صواريخ أطلقت من قطاع غزة على أرض مفتوحة في جنوب إسرائيل بالقرب من سديروت. ولم ترد انباء عن اضرار.[241][242]

### 12 مارس
- قصفت الغارات الجوية الإسرائيلية 4 مواقع في قطاع غزة تم تحديدها على أنها تابعة لحركة حماس، ردا على إطلاق الصواريخ من القطاع.[242]
- استشهد ياسين أبو خوصة (9/10) بغارة جوية إسرائيلية على بيت لاهيا. بعد بضع ساعات، انتهت صلاحية شقيقته إسراء أبو خوصة (6 سنوات) بعد إصابتها بجروح خطيرة في نفس الحادث.[242] في تحقيق لاحق، انتقدت بتسيلم إسرائيل على إغفالها الإبلاغ عن أن الهجوم على قاعدة تدريب حماس أثر أيضًا على منزل أبو خوصة الذي يبعد حوالي 50 مترًا، وهو كوخ مؤقت كانوا يعيشون فيه منذ الهجوم الإسرائيلي على غزة في 2014.. وألقت باللوم على إسرائيل في سقوط القتلى، لرفضها تغيير تكتيكاتها للامتثال للقانون الإنساني الدولي.[243]

### 13 مارس
- عدي كمال سلامة، 14 عاماً، أصيب برصاصة في صدره خلال مواجهات مع القوات الإسرائيلية التي دخلت قرية المزرعة الغربية [244]

### 14 مارس
- أطلق قاسم فريد جابر (31 عامًا) وأمير فؤاد الجنيدي (22 عامًا) النار من شاحنة بيك آب بيجو 504 على إسرائيليين في موقف حافلات خارج مستوطنة كريات أربع وقتلا رميا بالرصاص. أصيب جندي إسرائيلي واحد [245]
- وبعد ذلك بوقت قصير، أفادت التقارير أن سيارة صدمت مركبة عسكرية إسرائيلية في نفس المنطقة، في الخليل، مما أدى إلى إصابة 3 جنود إسرائيليين. السائق يوسف وليد طرايرة (بديل. يوسف وليد طرايرة) [246] (18) من بني نعيم، استشهد برصاص القوات.[247]

### 15 مارس
- ناهد فوزي امتير، 24 عاما، من سكان مخيم قلنديا، استشهد متأثرا بجراحه في حادث وقع في 1 آذار / مارس قتل فيه فلسطيني واحد وجرح 11 آخرين، بينما حاولت قوات الجيش الإسرائيلي إخراج جنديين من المخيم.[248]

### 17 مارس
- أصيبت مجندة إسرائيلية في موقف للحافلات خارج مستوطنة أرييل الإسرائيلية بجروح خطيرة في الجزء العلوي من جسدها عندما هاجمها فلسطينيان بسكين، علي عبد الرحمن الكار ثوابتة (20) وعلي جمال محمد طقاتق ( 19) من بيت فجار.[249][250]

### 18 مارس
- محمود أحمد أبو فنونة، 21 عاما، من سكان الخليل بحسب تقارير إسرائيلية، نزل من سيارته وحاول طعن جنود إسرائيليين بالقرب من مستوطنة غوش عتصيون وقتل بالرصاص. ينفي المارة الفلسطينيون أنه كان يحمل أي شيء بين يديه.[251][252]
  - توقيف شابين فلسطينيين يحملان سكاكين، واعتقلا بعد اقترابهما من محيط مستوطنة شاعر بنيامين الصناعية شرقي رام الله. أسقطوا سكاكينهم عند الطعن.[251]

### 19 مارس
- أصيب جندي إسرائيلي يبلغ من العمر 20 عامًا بجروح طفيفة في الرأس والوجه عندما أوقف عبد الله محمد العجلوني (18 عامًا) كشخص مشبوه وطلب أوراق هويته وسحب سكينًا وطعن الجندي في أبو العجلوني. - حاجز الريش قرب مستوطنة كريات أربع.[253][254]
- أصيب فلسطينيان برصاص الاحتلال الإسرائيلي خلال مواجهات مع القوات الإسرائيلية في قرية تقوع.[255]

### 21 مارس
- هدمت القوات الإسرائيلية أساسات منزل في حي جبل المكبر بالقدس الشرقية، تم بناؤه بدون تصريح إسرائيلي، تعود ملكيته لصهيب جعبس، شقيق إسراء جعابيص، الذي نفذ هجومًا على إسرائيليين في أكتوبر 2015 فسره مسؤولون إسرائيليون. تنكر.[256]
- أصيب شاب فلسطيني برصاصة مطاطية في قدمه في بيت ريما بالقرب من رام الله.[257]

### 22 مارس
- وفي غارة شنتها القوات الإسرائيلية على حرم الجامعة العربية الأمريكية في جنين، تضررت ممتلكات المكاتب ومصادرة أجهزة الكمبيوتر.[258]
- تسببت غارة إسرائيلية على مؤسسة خيرية تديرها السلطة الفلسطينية في أضرار تقدر بنحو 7789 دولارًا للأبواب والنوافذ والطاولات وأجهزة الكمبيوتر المصادرة.[259]
- أصيب طالب فلسطيني يبلغ من العمر 14 عاما في قدمه برصاصة مطاطية أطلقتها القوات الإسرائيلية في قرية الخضر جنوب بيت لحم.[260]
- جرفت قوات الاحتلال الإسرائيلي، منزلاً وحظيرة وحظيرة مواشي، تعود ملكيتها للمواطن شاهر أحمد عيسى في خربة جنبا في منطقة مسافر يطا بالضفة الغربية. كما تمت مصادرة جهاز خلية شمسية.[261][262]
- جرفت قوات الاحتلال الإسرائيلي كوخ ناصر خليل أبو عبيد من الصفيح في خربة التبان بمنطقة مسافر يطا.[261]
- تم هدم محل تجاري فلسطيني في جبل المكبر بالقدس الشرقية على يد مالكه خضر عبيدات، بأوامر إسرائيلية استباقية. هدمها المالك لتجنب دفع تكاليف هدم البلدية.[263][264]
- منزل متنقل مساحته 100 متر مربع يستخدمه مجدي إدريس وعائلته كمأوى، حيث تم تدميره في بيت حنينا، القدس الشرقية، منذ أن أقيم دون تصريح إسرائيلي.[263][264]
- تم هدم منزل عائلة عماد العباسي في منطقة عين اللوزة في سلوان من قبل أصحابه بأوامر إسرائيلية لتجنب دفع تكاليف هدم البلدية.[264]

### 23 مارس
- - تجريف 17 منزلا و21 حظيرة مواشي و5 منازل ومسبح صغير في خربة طانا شرق نابلس لعدم الحصول على تصريح اسرائيلي. كما تمت مصادرة 4 سيارات قديمة لعدم حيازتها رخصة إسرائيلية. يبلغ عدد سكان القرية 250 ساكنًا، رعاة وعائلاتهم، غير موصولين بالمياه أو الكهرباء، وقد تعرضت لثلاث عمليات هدم في عام 2015، نظرًا لعدم اعتراف التخطيط الإسرائيلي للضفة الغربية بها. وقد أصبح 87 من سكان القرية البالغ عددهم 250، بينهم 35 طفلاً، بلا مأوى منذ يناير / كانون الثاني، وتراجع البعض للعيش في الكهوف القريبة.[265][266][267]

### 24 مارس
- قُتل رمزي عزيز القصراوي، 21 عاماً، وعبد الفتاح يسري الشريف، 21 عاماً، في منطقة تل الرميدة في الخليل بعد طعن جندي إسرائيلي يبلغ من العمر 20 عاماً، وأصيب بجروح متوسطة في يده. كتف. قام الباحث الميداني الفلسطيني في بتسيلم في تل الرميدة، عماد أبو شمسية، بتصوير جندي إسرائيلي، بعد حوالي 11 دقيقة [268] بعد حادثة الطعن، مما أسفر عن مقتل الشريف بطلق ناري في رأسه. ملقى جريحاً على الأرض. ونشرت بتسيلم الفيديو، وأفادت الشمسية لاحقًا أنه منذ ظهور الشريط، تظاهر المستوطنون خارج منزله وهم يهتفون بكلمات تاركينه خائفًا على حياته.[269][270][271][272] أدان منسق الأمم المتحدة الخاص لعملية السلام في الشرق الأوسط، نيكولاي ملادينوف، مقتل أحد المهاجمين، لما بدا أنه قتل خارج نطاق القضاء.[273] ودعت منظمة العفو الدولية إلى المحاكمة باعتبارها جريمة حرب محتملة.[274] الجندي المسمى إيلور عزاريا، [275] مسعف في فرقة شمشون، تم اعتقاله للاشتباه في ارتكابه جريمة قتل، واعترف بأنه أطلق النار، مشيرًا إلى أنه أطلق النار على الفلسطيني لأنه كان بحاجة إلى الموت، [276] أو فعل ذلك لأنه شعر أن حياته كانت في خطر.[277] وكان الجيش الإسرائيلي قد تأكد قبل دقائق من أن شريف لم يكن يحمل متفجرات.[278] ابتسم الجندي بعد ذلك وصافح زعيم المستوطنين باروخ مارزل في مكان الحادث.[279] وفي وقت لاحق، خفّض الجيش الإسرائيلي التهمة إلى القتل غير العمد، [280] وأدى اتهامه إلى غضب شعبي في إسرائيل.[281] تم تخفيض رتب عزاريا بعد ذلك، وحكم عليه بالسجن لمدة 18 شهرًا وسنة واحدة تحت المراقبة، [282] وفقًا للتقارير التي جمعتها منظمة حقوق الإنسان الإسرائيلية غير الحكومية بتسيلم لاحقًا، أصيب القرسوي أيضًا برصاصة في الرأس أو الرقبة من قبل إسرائيلي. جندي بينما كان مستلقيًا مصابًا برصاص أصابته في مكان آخر من جسده.[283]

### 25 مارس
- تم نزع سلاح فتاة فلسطينية تبلغ من العمر 15 عامًا من العيسوية واعتقالها بعد أن ورد أنها تلوح بسكين على الجنود بالقرب من محطة وقود في حي التلة الفرنسية.[284]
- تيسير شتيوي، 68 عاماً، وأصيب برصاصة مطاطية في رأسه خلال اشتباكات بين القوات الإسرائيلية والمتظاهرين في كفر قدوم. وبحسب ما ورد كان في فناء منزله خارج منزله عندما أصيب.[285]
- وفي الاشتباكات مع قوات الاحتلال في بلدة بيت فوريك، أصيب مصطفى تحسين أبو حيط، 16 عاماً، بجروح متوسطة إلى خطيرة، عندما دهسته سيارة جيب عسكرية، فيما أصيب يوسف ثائر حناني، 17 عاماً، بعيار مطاطي.[286]
- أطلقت القوات الإسرائيلية النار على أربعة شبان من غزة، اثنان منهم قرب بيت حانون، وشبان قرب الشريط الحدودي شرقي مدينة غزة.[287]

### 26 مارس
- أصيب إسلام شعيب، 22 عاما، بعيار مطاطي في الصدر في منطقة النقار بقلقيلية. محمد ماجد الحاج حسن (19 عاما) اصيب برصاصة في الرضفة. وقال متحدث باسم الجيش الإسرائيلي إن القوات الإسرائيلية أطلقت طلقات تحذيرية على الفلسطينيين أثناء محاولتهما تدمير الجدار العازل الإسرائيلي في قلقيلية، وأطلقت النار على الأطراف السفلية، مؤكدة إصابة واحدة على الأقل.[288]

### 27 مارس
- أصيب فلسطينيان برصاص مطاطي في غارة إسرائيلية فجرا على مخيم الدهيشة للاجئين في الضفة الغربية.[289]

### 28 مارس
- أصيب إبراهيم حسن محمود الهريني، 6 أعوام، بسيارة مستوطن إسرائيلي أثناء عبوره للطريق الالتفافي بالقرب من قرية زيف الفلسطينية. تم نقله إلى المستشفى بإصابات متوسطة.[290]
- جرفت القوات الإسرائيلية منزلين يملكهما المواطن خضر الجراشي بالقرب من حاجز 300 شمال بيت لحم، بالإضافة إلى ملعب وحظيرة كبيرة. قال المالك إنه حصل على تصريح بناء من السلطة الفلسطينية. وصرح متحدث باسم إسرائيل أن ذلك يقع ضمن اختصاص بلدية القدس.[291]

### 29 مارس
- جرفت قوات الاحتلال الإسرائيلي ساحة لعب فلسطينية خاصة وغرفة تخزين وحظيرة دواجن وأسيجة كان خالد الزير قد أقامها في منطقة العباسية بسلوان. زعمت السلطات الإسرائيلية أنه تم تشييده في منطقة أثرية مهمة تاريخياً. كما تم قطع العديد من الأشجار التي تنتمي لعائلة سيمرين، التي نظفت المنطقة منذ عدة سنوات عندما تم استخدامها كمكب للنفايات.[292]

## أبريل

### 2 أبريل
- أصيب حاتم أبو ميالة، 13 عاماً، برصاصة مطاطية في مؤخرة رأسه أثناء توجهه إلى المدرسة في منطقة رأس العمود في سلوان، حسبما ورد. يقول والده إنه تعرض بعد ذلك للضرب على أيدي 6 من رجال الشرطة قبل أن تنقله سيارة إسعاف إلى المستشفى.[293]

### 4 أبريل
- أصيب يزن خالد ناجي، 12 عاماً، بجروح خطيرة، إثر إصابته برصاصة مطاطية إسرائيليّة في رأسه خلال الحصص في العيسوية.[294]
- هدمت ثلاثة منازل لأحمد زكارنة وأحمد أبو الرب ومحمد كميل من قباطية قتلوا شرطيًا إسرائيليًا وجرح آخر في فبراير. تم نقل 5 فلسطينيين إلى المستشفى بعد إصابتهم بالرصاص المطاطي خلال الاشتباكات التي اندلعت أثناء أعمال الهدم.[295]
- هدم الاحتلال الإسرائيلي منزل عزام محمود غيمات الذي تبلغ مساحته 170 مترًا مربعًا في صوريف، ويقطنه عائلة مكونة من 7 أفراد [296]
- هُدم منزل جمال الطويل وهشام الجبراوي في خربة المعراج بالقرب من دوما.[296]
- هدم منزل عبد الباسط أبو رميلة في جبل المكبر في القدس الشرقية، وهو منزل لعائلة مكونة من 7 أفراد.[296]

### 5 أبريل
- دمرت القوات الإسرائيلية الممتلكات، بما في ذلك طابعة وأعمال فنية، في غارة ليلية على جامعة القدس في أبو ديس للاستيلاء على ما وصفته بدعاية حماس.[297]
- وقامت قوات الاحتلال بتدمير 200 م2 (2,200 قدم2) شخص     مسلخ دواجن في بيت ساحور، الوحيد في البلدة، المملوك للبلدية. كما تم هدم شرفة وبئر، ومصادرة حاوية شحن كان يستخدمها مالكها عيسى خير كمنزل. هُدمت الشرفة لأن إسرائيل تعتبرها ممتدة إلى منطقة ج، بينما المنزل يقع في المنطقة ب. تعود ملكية العقار الذي تبلغ مساحته 200 متر مربع لبلدية بيت ساحور [298]
- محمد حسن (22 عاما) أصيب في رأسه برصاصة مطاطية خلال الاشتباكات عندما حاول عشرات المستوطنين اقتحام قرية دوما. وطبقاً للفلسطينيين، فإن الاعتداء كان مرتبطاً بالثأر لاعتقال عدد من المستوطنين المشتبه في ضلوعهم في حريق دوما.[299]
- شيرين الصيداوي مزقت تمديدات لمنزلها في بيت حنينا قبل 3 سنوات. فعل ذلك لتجنب دفع تكاليف البلدية، عندما نقلتها القوات الإسرائيلية لهدم الإضافات.[300]
- اقتلعت قوات الاحتلال الإسرائيلي وأحرقت 47 شتلة زيتون زرعها مواطنون فلسطينيون تخليداً لذكرى يوم الأرض في منطقة رأس العامود في سلوان.[301]

### 6 أبريل
- جرفت القوات الإسرائيلية 6 أكواخ من الصفيح في أم الخير بالقرب من مستوطنة الكرمل بالضفة الغربية، مما أدى إلى تشريد 35 شخصا. والمتضررون هم عادل سليمان الهذالين، وخضرة سليمان الهذالين، وسليمان عيد الهذالين، وخيري سليمان الهذالين، وعيد سليمان الهذالين، ومعتصم سليمان الهذالين. وقال متحدث إسرائيلي إنهم يفتقرون إلى تصاريح البناء.[302]
- وأصيبت الطفلة دعاء دياب جابر، 10 أعوام، بكسور خطيرة عندما صدمتها سيارة في الخليل. ويزعم فلسطينيون محليون أن مستوطن إسرائيلي كان يقود السيارة.[303]
- وأصيب ثلاثة شبان فلسطينيين برصاص مطاطي خلال اشتباكات حيث رافقت القوات الإسرائيلية ما يقدر بنحو 1000 يهودي في زيارة ليلية إلى قبر يوسف في نابلس. وقيل إن شبان محليين ألقوا زجاجات حارقة وحجارة.[304]

### 7 أبريل
- [305]
- هدمت قوات الاحتلال الإسرائيلي ورشة دهانات للسيارات يملكها خالد وياسر استيح ويوظف 15 فرداً في قرية نعلين.[305]
- جرفت قوات الاحتلال الإسرائيلي مسلخ دواجن عيسى عبد الغني سرور بالقرب من حاجز عسكري في نعلين. ويعمل هناك 72 فلسطينيا.[305]
- هدم الاحتلال الإسرائيلي مبان سكنية فلسطينية في بير المسكوب قرب الخان الأحمر الواقعة بين مستوطنتي معاليه أدوميم وكفار أدوميم.[305]
- ونفذت القوات الإسرائيلية أعمال هدم أخرى للأكواخ يوم الخميس في خربة طانا، على أساس أنها منطقة إطلاق نار عسكري. تم إعلان 20٪ من الضفة الغربية منطقة إطلاق نار عسكري منذ السبعينيات.[305]
- وقام المستوطنون الإسرائيليون تحت حراسة عسكرية بتجريف الأراضي الزراعية واقتلاع الأشجار قرب دير غسانة. والمنطقة متاخمة لمستوطنة بيت أرييه - عوفاريم. وبحسب أريج، تكبدت بني زيد خسائر بآلاف الدونمات بسبب زحف المستوطنين على مر السنين.[306]
- هدمت القوات الإسرائيلية 54 مبنى في 9 قرى في المنطقة (ج) بالضفة الغربية، 18 منها تم إنشاؤها بتمويل من مانحين أجانب، مما أدى إلى تشريد 154 فلسطينيا في يوم واحد. كما تضرر 293 شخصاً آخرين، من بينهم 98 طفلاً، من جراء عمليات الهدم.[307]
- أصيب رجل إسرائيلي يبلغ من العمر 30 عامًا بجروح طفيفة جراء إصابته بالحجارة في جبل الزيتون بالقدس الشرقية [308]

### 8 أبريل
- تضرر جرافة عسكرية إسرائيلية جراء انفجار عبوة ناسفة فلسطينية عندما دهست لغم جنوب قطاع غزة.[309]
- أصيب فلسطينيان برصاص مطاطي خلال مواجهات مع القوات الإسرائيلية في عزبة الطبيب بمنطقة قلقيلية. وقع الحادث عندما تدخلت القوات الإسرائيلية لوقف مسيرة الفلسطينيين لزرع شتلات الزيتون على أراض مهددة بمصادرة المستوطنات.[310]
- أصيب فلسطينيان في ساقيه بالرصاص الحي داخل قطاع غزة بالقرب من معبر ناحال عوز أثناء قمع مظاهرة بالقرب من الحدود.[311]
- أصيب ثلاثة فلسطينيين برصاص معبر بيت حانون شمال قطاع غزة خلال احتجاجات على الحدود.[311]

### 11 أبريل
- أصيب أمير الترابين، 13 عاماً، برصاص جنود الاحتلال المتمركزين بالقرب من منطقة حجر الديك وسط قطاع غزة، في قدمه، بينما كان يرعى الماشية.[312]

### 14 أبريل
- تضرر مكتب الصرافة التابع للحاج غازي العجولي في رام الله بنيران مداهمة شنتها القوات الإسرائيلية باستخدام قنابل صوتية وتفجير عبوات لتفجير خزنتها، مما أدى إلى إشعال المبنى. وتقول مصادر إسرائيلية إنها كانت تبحث عن أموال للإرهابيين.[313]
- إبراهيم برادية. (50) قُتل بالرصاص خارج مدخل مخيم العروب للاجئين بعد أن زُعم أنه حاول مهاجمة جندي بفأس.[314]

### 15 أبريل
- أصيب فلسطيني برصاصة في الجزء العلوي من جسده، وأصيب آخر خلال مواجهات مع القوات الإسرائيلية شملت رشق الحجارة ومحاولات تخريب السياج الحدودي، بالقرب من الجدار الفاصل بين إسرائيل وغزة بالقرب من مخيم البريج وسط قطاع غزة.[315][316]
- محمد نضال أبو غازي، 15 عاماً، دهسته سيارة جيب إسرائيلية أثناء مواجهات في مخيم العروب للاجئين.[316]

### 16 أبريل
- تعرض عضو فلسطيني في لجنة حقوق الأسرى علاء الحداد للاعتداء والضرب على أيدي جنود إسرائيليين بالقرب من صور باهر.[317]

### 18 أبريل
- أصيب 11 طالبة في مدرسة الزهراء للبنات بحي طارق بن زياد في الخليل بحالات اختناق شديدة جراء استنشاق الغاز المسيل للدموع بعد غمر المدرسة بقنابل الغاز المسيل للدموع. تم نقل العديد منهم إلى المستشفى.[318]
- قُبض على ثلاثة فلسطينيين يبلغون من العمر 13 عامًا بعد أن ضربوا قاصرًا يهوديًا في الحي القديم بالقدس، حسبما ورد.[319]
- انفجرت عبوة ناسفة في حافلة إسرائيلية على طريق موشيه برعام في حي تلبيوت بالقدس الشرقية، مما أدى إلى إصابة 21 شخصًا، وإصابة 2 بجروح خطيرة، و6 حروق واستنشاق دخان.[320][321] وقام بتفجير القنبلة عبد الحميد أبو سرور، 19 عاما، من سكان مخيم عايدة، وأعلنت حماس مسؤوليتها عن الانفجار. توفي الشاب في مستشفى إسرائيلي بعد يومين.[322]

### 19 أبريل
- أطلقت البحرية الإسرائيلية النار على صياد فلسطيني، ثم اعتقلت ثلاثة آخرين. وقع الحادث قبالة سواحل رفح [323]
- أصيب فتى فلسطيني (15 عاما) من سكان الرام برصاصة في فخذه من قبل قوات الاحتلال الإسرائيلي أثناء قيامه بعملية مداهمة.[324]

### 20 أبريل
- وأدى رشق الحجارة، للاشتباه في ذلك من قبل الفلسطينيين، إلى تحطيم نافذة سيارة إسعاف إسرائيلية كانت تستجيب لنداء طوارئ بالقرب من الرملة. كان هذا هو الحادث الثالث من نوعه في تلك المنطقة في آخر 2 أسابيع.[325]
- أصيب جنديان إسرائيليان بانفجار عبوة ناسفة ألقيت عليهما خلال أعمال شغب بعد أن بدأت قوات الأمن الإسرائيلية بهدم منزل حسين أبو غوش في قلنديا الذي طعن شلوميت كريجمان حتى الموت في 25 كانون الثاني 2016. ردت القوات الأمنية بأسلحة السيطرة على الحشود حتى اكتمال الهدم.[326]
- ألقى فلسطينيون زجاجات حارقة على رجال الإطفاء أثناء إخماد حريق في بسغات زئيف بالقدس الشرقية.[327]

### 21 أبريل
- وأصيب فلسطينيون بالرصاص المطاطي خلال مداهمات ليلية لمحلات الأشغال المعدنية في قريتي العيزرية وأبو ديس.[328]
- انتقدت هيومن رايتس ووتش إغلاق ما يقرب من 35 محجرًا فلسطينيًا، والتي تدر دخلاً قدره 25 دولارًا مليون سنويا قرب قرية بيت فجار بالضفة الغربية منذ أواخر آذار، ومصادرة المعدات الصناعية المستخدمة هناك. أدى الإغلاق إلى شل العمل في هذه المواقع، ويقال إنه يهدد سبل عيش حوالي 3500 عامل. مع ملاحظة حدوث تغيير في الممارسات، تدعي إسرائيل، أنها لم تعد تعيد المعدات المصادرة بمجرد دفع الغرامات، كما كان الحال في الماضي. وتعتبر المنظمة غير الحكومية الإغلاق بمثابة عقاب جماعي تم فرضه ردًا على هجمات الطعن بالسكاكين على الإسرائيليين من قبل سكان القرية. وتقول إسرائيل إنها تفتقر إلى تراخيص لم توفرها إسرائيل منذ 1994.[329]
- علاء غالب الرجبي، 16 عاما، اصيب برأسه من سيارة مستوطن في الخليل ونقل الى المستشفى في حالة متوسطة. في اليوم السابق، ورد أن مستوطنًا هدد بإطلاق النار على عائلة فلسطينية أثناء قيادتها لسيارتهم بالقرب من كريات أربع - [330]
- أطلق فلسطينيون النار على رجال الشرطة وقوات ماجاف المتمركزة في حاجز قلنديا. وردت القوات بإطلاق النار باتجاه مصدر النيران في حي الرام شرقي القدس.[331]

### 22 أبريل
- ألقى فلسطينيون كوكتيل حارق على منزل في جيلو بالقدس الشرقية. عندما وصل رجال الإطفاء لإخماد النيران، تم إلقاء المزيد من الزجاجات الحارقة على الطاقم مما تسبب في نشوب حريق في حقل قريب. لم يصب أحد.[332]

### 23 أبريل
- أبلغ الجيش سكان قرية جالود بالضفة الغربية بأن الحكومة قررت مصادرة 1250 فدادين من أراضيهم الخاصة. وخلطة الوسطى وشيب خلة الوسطى وأبو الكسبار هي القرى الأربع التي ستتأثر بهذا الإجراء.[333]

### 24 أبريل
- قُتل فلسطينيان في سلوان بعد أن ألقيا بعبوة ناسفة عندما اقتحم جنود الاحتلال المنطقة.[334]

### 26 أبريل
- أصيب سعيد هواري، مصور رويترز، وحافظ أبو صبرة، مراسل قناة رؤيا الفضائية، أثناء تغطيتهما لتظاهرة فلسطينية ضد اعتقال الصحفي عمر نزال، الذي كان قد اعتقل في وقت سابق أثناء عبوره من إسرائيل إلى الأردن. من أجل حضور مؤتمر في البوسنة.[335]

### 27 أبريل
- قُتلت مرام صالح حسن أبو إسماعيل، 23 عامًا، وهي حامل وأم لطفلين، وشقيقها إبراهيم طه (15/16)، وكلاهما من بيت سوريك، برصاص حارس إسرائيلي. وتقول تقارير إسرائيلية إنهم رفضوا التوقف عند اقترابهم من نقطة تفتيش. وزُعم أن الأم ألقت سكيناً على الشرطة الإسرائيلية، أو كانت يديها في حقيبة يد. كان الصبي يديه خلف ظهره. وأفادت تقارير فلسطينية بأن المرأة أصيبت برصاصة من 12 إلى 15 طلقة، وأن شقيقها أصيب برصاصة وهو يقترب من أخته المصابة.[336] وذكروا كذلك أن الاثنين قد سلكا ممرًا مخصصًا للسيارات، وليس للمشاة، وكانا يسيران في الاتجاه الخاطئ ضد حركة المرور، وأنهما لم يفهموا العبرية، وأن الشخص الذي أطلق النار عليهما كان متمركزًا 20 أمتار وراء الكتل الحجرية. كما زعموا أنه بعد إطلاق النار الأولي، اقترب منهم ضابط لإطلاق المزيد من الطلقات على أجسادهم ثم زُرعت سكاكين في مكان الحادث وصُورت لتوزيعها. على الرغم من تقديم صور للسكاكين، إلا أن إسرائيل لم تنشر مقاطع فيديو من الموقع تراقبها الكاميرات الأمنية.[337][338] وتبين بعد بضعة أيام أنه بينما أطلق شرطي إسرائيلي طلقات تحذيرية في الهواء، كان القتل من عمل مقاول أمن خاص يعمل لدى الشرطة الإسرائيلية. أسقطت وزارة العدل التحقيق لأنه خارج اختصاص وحدة تحقيقات الشرطة.[339] اقترحت قوات الأمن الإسرائيلية أنه في العديد من هذه الحالات، قد يكون الحادث مثالًا لأشخاص يعانون من مشاكل شخصية يسعون للحصول على فرصة لإطلاق النار عليهم من قبل الشرطة من خلال شن هجمات.[340]
- تم القبض على فتاتين فلسطينيتين تبلغان من العمر 14 عامًا، إحداهما بعد إطلاق النار عليها بعد أن هاجمتا جنود إسرائيليين على حاجز في قرية بيت عور التحتا.[341]

### 29 أبريل
- وأصيب ثلاثة فلسطينيين في مواجهات مع جنود الاحتلال خلال المظاهرة الأسبوعية في كفر قدوم احتجاجا على الحصار المفروض على القرية. وأصيب اثنان على التوالي في ظهره وبطنه برصاص مطاطي، وأصيب ثالث بحروق عندما أصابته عبوة غاز مسيل للدموع في يده.[342]

### 30 أبريل
- أصيب محمد قشقيش من حلحول بجرح متوسط في قدمه عندما اقترب من الجدار الفاصل بالقرب من دار صلاح، شرقي بيت لحم.[343]

## مايو

### 2 مايو
- في الصباح، أطلقت قذيفة هاون باتجاه وحدة هندسية تابعة للجيش الإسرائيلي بالقرب من السياج الحدودي مع غزة. أطلقت دبابة إسرائيلية النار على نقطة مراقبة تابعة لحماس في جنوب غزة بالقرب من معبر صوفا.[344]
- أصيب مواطن إسرائيلي (60 عاما) بجروح طفيفة بعد أن طعنه شاب في شارع الواد بالحي القديم بمدينة القدس. واعتُقل شاب فلسطيني يبلغ من العمر 18 عاما في وقت لاحق للاشتباه في ضلوعه في الهجوم.[345]

### 3 مايو
- بعد ظهر اليوم، أطلق قناص فلسطيني النار على وحدة هندسية تابعة للجيش الإسرائيلي كانت تعمل بالقرب من السياج الحدودي مع غزة. كما أطلق جنود الاحتلال النار باتجاه أهداف فلسطينية بالقرب من ناحال عوز [344][346]
- قُتل أحمد رياض عبد العزيز شحادة (36 عامًا) من مخيم قلنديا للاجئين برصاصة بعد هجوم دهس مفترق بالقرب من مستوطنة دوليف الإسرائيلية. ويقول شهود عيان فلسطينيون إن شاحنة شحادة السريعة أصابت 3 جنود كانوا يعبرون الطريق وهربوا في حالة ذعر على ما يبدو. تمت ملاحقته، وإطلاق النار على السيارة، وبحسب أحد الشهود، أطلقوا النار مرة أخرى بعد سحبه من الشاحنة. واصيب جندي بجروح خطيرة والاثنان الاخران اصابات متوسطة. وتوفيت شحادة، دون علاج طبي، متأثرة بعدة أعيرة نارية.[347]

### 4 مايو
تعرض رائد أبو رميلة، المصور السابق لمنظمة "بتسيلم" الإسرائيلية غير الحكومية، لهجوم من قبل مستوطنين إسرائيليين بالقرب من الحرم الإبراهيمي في الخليل أثناء محاولته تصوير مستوطنين يضايقون الأطفال الفلسطينيين. لكموه وضربوه على رأسه بعبوة صودا محكمة الغلق حتى انهار. وتواجد جنديان إسرائيليان في مكان الحادث لكنهما لم يتدخلا. أحد المستوطنين الذين اختفوا، ساعد الجنود أبو رميلة الذي نُقل إلى المستشفى.
ورد أن الشاب الفلسطيني عارف جرادات، 23 عاماً، يعاني من متلازمة داون، أصيب في ظهره برصاصة حية من قبل القوات الإسرائيلية خلال مواجهات مع السكان المحليين في منطقة رأس العرود بقرية سعير بالضفة الغربية. تم إطلاق النار عليه من مسافة 10 أمتار بعد أن لفت الأنظار إلى نفسه وهو يصرخ "لا يا أخي محمد!" استشهد متأثرا بجراحه في 19 حزيران / يونيو. وجاء في التقرير الإسرائيلي الرسمي: "توضيح للقضية يكشف أن القوة رصدت فلسطينيا كان على وشك إلقاء زجاجة حارقة وفتح النار من أجل إزالة التهديد". وبعد ذلك مباشرة، بدأت القوة في التحرك باتجاه الجريح من أجل تقديم العلاج له، إلا أن العناصر الفلسطينية قامت بإخلائه قبل وصول القوة إلى مكان الحادث.
خلال النهار، أطلقت خمس قذائف هاون على وحدات تابعة للجيش الإسرائيلي تعمل على جانبي السياج الحدودي مع غزة في محاولة لتحديد مواقع أنفاق مخفية. دبابات الجيش الإسرائيلي المتمركزة بالقرب من غزة ترد بإطلاق النار على مواقع قريبة لحماس.
خلال الليل بين 4 و5 مايو، ورداً على الهجمات الخمس بقذائف الهاون، شنت إسرائيل عدة غارات جوية واستخدمت نيران الدبابات ضد مواقع حددتها حماس في قطاع غزة. وتقول السلطات في غزة إن قذائف الهاون أطلقت لمنع الجرافات الإسرائيلية من تسويتها بالأرض داخل القطاع.

### 5 مايو
- نفذ سلاح الجو الإسرائيلي، بعد ظهر اليوم، خمس غارات على قطاع غزة. أصيب حسن حسنين (65 عامًا) وثلاثة أطفال من عائلته في إحدى الغارات التي استهدفت ورشة حدادة في حي الزيتون جنوب شرقي مدينة غزة.[353][354]
- استشهدت المواطنة زينة عطية العمور، 54 عاماً، جراء قصف إسرائيلي على منطقة الفخاري شرقي مدينة خان يونس في قطاع غزة، أثناء جلوسها في مزرعتها.[355][356]
- إصابة المواطن خزيمة الفرا، 21 عاماً، بقصف جوي إسرائيلي على منطقة الريان شرقي رفح [355]

### 6 مايو
- وقصفت طائرات اسرائيلية عدة مواقع لحركة حماس لليوم الثالث. سقطت قذيفة هاون من قطاع غزة بالقرب من بعض القوات الإسرائيلية المتمركزة بالقرب من القطاع.[357]
- وفي مظاهرات كفر قدوم الأسبوعية، أصيب عاكف جمعة (55 عاما) بعيار إسفنجي في المعصم، وأصيب المراسل التلفزيوني أحمد شاور في قدمه برصاص مطاطي، كما أصيب المصور الصحفي مثنى الديك في قدمه.[358]
- استشهد فلسطيني خلال مواجهات مع جنود الاحتلال عند معبر المنطار (كارني) في قطاع غزة.[358]

### 7 مايو
- رداً على إطلاق صاروخ باتجاه الأراضي الإسرائيلية، قامت إسرائيل بغارتين جويتين على أهداف في منطقة خان يونس.[359]
- وبحسب ما ورد مُنع مزارعو غزة من الوصول إلى حقولهم في القطاع عندما أطلق جنود الاحتلال النار في اتجاههم [360]

### 8 مايو
- وبحسب ما ورد هاجم مستوطنون في الخليل اثنين من نشطاء حقوق الإنسان الفلسطينيين، عماد أبو شمسية وياسر أبو مرخية، تعرض الأول للكم وتحطيم كاميرا الفيديو الخاصة به.[361]
- أصيب عامل فلسطيني من قرية صلاح دار برصاصة في ساقه أثناء محاولته تسلق الجدار الفاصل. وهو المواطن التاسع في القرية الذي أصيب في حوادث مماثلة خلال الأيام الماضية.[362]
- أصيب سبعة جنود إسرائيليين بجروح طفيفة من استنشاق الدخان الناجم عن حريق متعمد في قاعدة أوفريت في جبل سكوبس بالقرب من العيسوية في القدس. وكشف تحقيق أولي لرجال الإطفاء أن الحريق نتج عن حريق متعمد. تعرضت قاعدة أوفريت للنيران عدة مرات في الماضي من قبل سكان فلسطينيين.[363]

### 9 مايو
- مبنى من 3 طوابق في حي السعدية بالقدس الشرقية المحتلة القديمة، بإطلالة ومحكمة مطلة على المسجد الأقصى، ورد أنه مملوك لعائلة اليوزبيشي، استولى عليه 40 مستوطنًا خلال غياب المالك. صليت هناك.[364]

### 10 مايو
- هاجم مهاجمون مقنعون امرأتان إسرائيليتان في الثمانينيات من العمر تتنزهان في حديقة بالقرب من مستوطنة تلبيوت الشرقية بالقدس. أصيبت إحداهما بجروح في ظهرها.[365] تم القبض على ثلاثة شبان فلسطينيين من جبل المكبر بتهمة الاعتداء في 19 مايو [366]
- هدمت الجرافات الإسرائيلية منزلا بني بدون تصريح إسرائيلي في قرية الولجة بالضفة الغربية.[367]
- أصيب ضابط إسرائيلي بجروح عندما انفجر جسم مشبوه كان يقوم بفحصه بالقرب من حزما، بالقرب من مستوطنة بسغات زئيف.[368]

### 11 مايو
- أصيب شابان فلسطينيان في اشتباكات مع جنود الاحتلال في كفر عقب. أصيب أحدهما في صدره والآخر في ساقه.[369]
- ثلاثة دونمات من الأراضي في حي الشيخ جراح بالقدس الشرقية، مملوكة لعائلتي أبو طه وصيام، تم الاستيلاء عليها من قبل أعضاء منظمة مستوطنين الأمانة الإسرائيلية. تعتزم أمانة لبناء مقرها الرئيسي على الموقع.[370]

### 12 مايو
- اعتقل فلسطيني يبلغ من العمر 16 عامًا بعد أن ألقى حجارة على سيارات في بسغات زئيف في القدس الشرقية بالقرب من حي شعفاط الفلسطيني. تضررت سيارة واحدة.[371]

### 13 مايو
- تم القبض على عشرة إسرائيليين بتهمة الاعتداء على سكان فلسطينيين بالقرب من مدخل باب العامود، بينما كانوا يدعون، حسبما ورد، إلى تدمير المسجد الأقصى [372]
- وأصيب فلسطينيان برصاص اسفنجي خلال مواجهات مع قوات الاحتلال في بلدة كفر قدوم. أصيب رجل يبلغ من العمر 26 عامًا برصاصة في رأسه، وكان يبلغ من العمر 18 عامًا عام أصيب في قدمه بالذخيرة الحية،.[373]
- واصيب الفلسطيني باسم ياسم بجروح طفيفة اثر انفجار عبوة غاز مسيل للدموع أطلقتها القوات الاسرائيلية في يده خلال مظاهرة في بلعين.[373]
- وأصيب ثلاثة فلسطينيين في قطاع غزة في اشتباكات مع قوات الاحتلال. وأصيب أحدهم في قدمه بالذخيرة الحية بالقرب من مخيم البريج للاجئين.[373]

### 14 مايو
- هاجم مستوطنون منزل رياض أبو هزاع في حي تل الرميدة في الخليل، وضربوا زوجته ورشوا ابنته بالفلفل، حسبما ورد.[374]
- تسبب حريق مشتبه به على يد فلسطينيين في حرق عشرات الدونمات من الحشائش والشجيرات بالقرب من قاعدة أوفريت في جبل المشارف بالقرب من العيسوية في القدس الشرقية. وكشف التحقيق الأولي لرجال الإطفاء أن مصدر الحريق كان عدة حرائق في المنطقة. وقد تم حرق المكان في السابق من قبل سكان فلسطينيين.[375]

### 16 مايو
- قُبض على شاب فلسطيني (20 عامًا) من أبو ديس للاشتباه في قيامه بطعن طالب مدرسة دينية يهودية متشددة يبلغ من العمر 30 عامًا في شارع حنفييم بالقرب من باب العامود في القدس. وأصيب الإسرائيلي بجروح طفيفة.[376]
- تسعون بدوي فلسطيني، معظمهم من الأطفال. تركوا بلا مأوى بعد أن دخلت القوات الإسرائيلية حي جبل البابا خارج العيزرية، وقامت بتفكيك منازلهم المتنقلة الثمانية، والتي قدمها برنامج مساعدات الجماعة الاقتصادية الأوروبية. وتزامن الحادث مع الاحتفال بيوم النكبة.[377]
- أصيب الفلسطيني أحمد أبو عمر، 32 عاما، برصاصة مطاطية في رأسه أثناء محاولته تسلق الجدار الفاصل والذهاب إلى عمله في القدس.[378]
- شابان من المستوطنين الإسرائيليين من افرات، 19 و22 عام، اعتقل بعد سلسلة من الحوادث التي تم خلالها إجبار المركبات الفلسطينية على الخروج من الطريق تحت تهديد السلاح، والتهديد بقتل سائق. وتبين للشرطة أن المسدسات كانت بنادق بلاستيكية.[379]

### 17 مايو
- إطلاق نار على سيارة تابعة لحرس الحدود الإسرائيلي بالقرب من حاجز قلنديا. لم يصب أحد.[380]
- هدم الاحتلال الإسرائيلي منزلين على التوالي لعائلتي توتانجي وغانم في حي الصوانة المتاخم للجدار الشرقي للمدينة القديمة وجبل الزيتون. وبقي ثلاثة وعشرون فلسطينيا بلا مأوى. وقد صممت السلطات الإسرائيلية ممتلكاتهم لإدماجها في حديقة وطنية إسرائيلية.[381]
- تعرض رجال الإطفاء للاعتداء من قبل سكان فلسطينيين، حيث قاموا بإلقاء الحجارة عليهم بالقرب من موديعين عيليت أثناء إخماد حريق. ونتيجة للهجوم هرب رجال الإطفاء من المنطقة دون إخماد النيران. ولم يصب اي من رجال الاطفاء. ووقع حادث مماثل قبل أسبوع في نفس المنطقة.[382]

### 18 مايو
- قُتل شاب فلسطيني (18 عامًا) بالقرب من معبر كارني الحدودي في قطاع غزة، بدعوى إلحاق الضرر بالسياج الحدودي. أصيب بجروح متوسطة. إطلاق النار على مزارعين من غزة أثناء محاولتهم العمل في حقولهم في منطقة أبو ريدة شرق خزاعة.[383]
- هدمت القوات الإسرائيلية منزل عائلة الهوارين في شعفاط بالقدس الشرقية، والذي تم بناؤه عام 2001 بعد أن تم هدم منزلهم في بيت حنينا في ذلك العام. ويقول فلسطينيون إن الهدم تم لشق طريق يربط بين المستوطنات في المنطقة.[384]

### 20 مايو
- أصيب شابان فلسطينيان جراء إطلاق قنابل الغاز المسيل للدموع باتجاههما. أصيب أحدهما في الرقبة والآخر أصيب بجرح بسيط في القدم. وقعت هذه الأحداث خلال الإجراءات الإسرائيلية لتفريق حشد من مظاهرة كفر قدوم الأسبوعية في مارس [385]
- إصابة فلسطيني برصاص الاحتلال الإسرائيلي شرق مخيم البريج.[386]

### 21 مايو
- أفاد ركاب إسرائيليون أن مسلحًا في سيارة أطلق النار على حافلة مصفحة بالقرب من تقوع، مما أدى إلى إلحاق أضرار بنوافذها. لم يصب أحد.[387]

### 22 مايو
- اعتدى شرطيان إسرائيليان متخفيان بالضرب على موظف فلسطيني في سوبر ماركت في تل أبيب. والمصاب ميسم أبو القيان، 19 عاما، من بلدة حورة البدوية في النقب. تم إدخال الشاب لاحقًا إلى المستشفى. وعندما طُلب منه التعريف بنفسه، ورد أنه طلب من العملاء إبراز شاراتهم. تم استدعاء التعزيزات، ووفقًا لما ذكره صاحب العمل كوبي كوهين، فقد تعرض بعد ذلك للاعتداء من قبل 3 من رجال الشرطة، على الرغم من وقوفه مطويًا ذراعيه. وأضاف كوهين: "هناك سبب واحد لذلك: لأن الرجل كان عربيًا". أفاد شاهد عيان آخر، إيريز كريسبين، أنه عندما استجوبت امرأة مسنة الشرطة أثناء الحادث، قيل لها أن "تبا قبل أن ننتهي منك أيضًا"، "تزعم الشرطة أنه شتمهم وهاجمهم.[388][389][390]

### 23 مايو
- استشهدت الطفلة الفلسطينية سوسن علي داود منصور، 17 عاما، بعد أن زعمت أنها اندفعت باتجاه جنود إسرائيليين وهي تحمل سكينا. تم إطلاق النار عليها بالقرب من حاجز رأس بدو بالقرب من مستوطنة جفعون هحداشا في الضفة الغربية. ولم يصب احد من الجنود.[391][392]

### 24 مايو
- اقتحم مستوطنون إسرائيليون في الخليل منزل فلسطيني غير مأهول تعود ملكيته لعائلة السيد أحمد وطهبوب الممنوعين من دخول المنازل بعد إغلاق المنطقة. قام المستوطنون بإخراج عدة قطع من الأثاث، قيل إنها ستُستخدم في إشعال نار عادة للاحتفال بمهرجان لاغ باومر.[393]
- ألقى فلسطينيون حجرا على سكة القطار الخفيف بالقدس في شعفاط، مما تسبب في تلف أحد النوافذ. ولم ترد انباء عن وقوع اصابات.[394]

### 25 مايو
- أصيب شرطيان من شرطة الحدود الإسرائيلية بجروح طفيفة عندما تم إلقاء زجاجات حارقة مما أدى إلى إشعال النار في مركبتهم بالقرب من قاعدة "أوفريت" بالقرب من الجامعة العبرية في جبل سكوبس في القدس الشرقية.[395]
- أطلقت جماعة أنصار بيت المقدس في غزة 4 صواريخ، أصاب أحدها منطقة مفتوحة في منطقة المجلس الإقليمي شاعر هنيغف في جنوب إسرائيل. كان هذا هو الصاروخ التاسع الذي يسقط على الأراضي الإسرائيلية عام 2016.[396]

### 26 مايو
- شنت إسرائيل غارتين جويتين على مواقع لكتائب عز الدين القسام، إحداهما في رفح، والأخرى منطقة شهداء القسام غرب مخيم النصيرات للاجئين، وحملت حماس مسؤولية الصاروخ الذي أصاب الأراضي الإسرائيلية. اليوم الذي سبقه.[396]
- تسببت زجاجات المولوتوف التي يُعتقد أن الفلسطينيين ألقوها في حريق في قاعدة أوفريت في جبل المشارف بالقرب من حي العيسوية الفلسطيني.[397]

### 27 مايو
- وأصيب ثلاثة فلسطينيين في الاحتجاجات. وأصيب أحدهم برصاصة مطاطية في يده ورجله في كفر قدوم. أصيب شاب يبلغ من العمر 24 عاما في قدمه بنيران حية بالقرب من معبر الكرمي في قطاع غزة. وأفادت الأنباء أن فتى فلسطيني آخر، يبلغ من العمر 14 عامًا، أصيب في فخذه بنيران إسرائيلية حية باتجاه مركز الفاصل بالقرب من بيت لحم.[398]

### 29 مايو
- أصيب رجل بجروح طفيفة من جراء إلقاء حجر على حافلة في القدس.[399]

### 30 مايو
- أصيب الفلسطيني عمر العبوشي البالغ من العمر 17 عامًا من سلفيت، والذي يعمل في سوبر ماركت محلي في تل أفوف، بجروح طفيفة لجندي إسرائيلي يبلغ من العمر 19 عامًا باستخدام مفك براغي، وتم اعتقاله أثناء محاولته الفرار.[400]

## يونيو

### 2 يونيو
- قُتلت أنصار حسام حراشة (25 عامًا)، وهي أم لطفلين، برصاص القوات الإسرائيلية بعد محاولتها، حسبما ورد، طعن جندي عند حاجز عناب شرق طولكرم، بالقرب من عنبتا. ليس من الواضح كيف حاولت طعن الجنود إذا كانوا داخل برج الحرس الخرساني في الموقع في ذلك الوقت.[401][402]

### 3 يونيو
- أطلقت القوات الإسرائيلية النار على شابين فلسطينيين بالرصاص الحي في أطرافهما السفلية خلال مواجهات ليلية في كفر مالك قرب رام الله.[403]

### 4 يونيو
- أطلقت القوات الإسرائيلية النار على جمال محمد دويكات (20 عاما) من نابلس بالنيران الحية في الرأس، خلال مواجهات من بعد منتصف الليل حتى الفجر أثناء مرافقتها لليهود لزيارة موقع يُعرف باسم قبر يوسف، والذي يعتقد المسلمون أنه قبر الشيخ يوسف دويكات. وبحسب ما ورد أصيب 10 آخرون. توفي دويكات متأثرا بجراحه في 6 حزيران / يونيو.[404]
- وائل عبد الله، 16 عاماً، أصيب برصاصة في الفخذ عندما اندلعت اشتباكات مع القوات الإسرائيلية في كفر قدوم [405]

### 5 يونيو
- أصيب سائق الحافلة الإسرائيلية الفارغة للمستوطنين بجروح عندما اصطدمت الحافلة بالحجارة بالقرب من قرية حزما بالضفة الغربية.[406]
- هوجمت حافلة إسرائيلية لنقل المستوطنين بدون ركاب بـ "كرات فولاذية" بالقرب من نابلس بالضفة الغربية. لم يصب أحد لكن نافذة تحطمت.[406]

### 7 يونيو
- أطلق مسلحون فلسطينيون النار على آليات إسرائيلية بالقرب من قرية دير أبو مشعل ومستوطنة حلميش بالضفة الغربية. وأصيب إطلاق نار على إحدى السيارات، لكن لم يبلغ عن وقوع إصابات. قام مستوطن بالرد.[407][408]
- أصيب سائق حافلة إسرائيلي بجروح طفيفة بعد أن ألقى مهاجمون حجارة على حافلة في منطقة بنيامين شمال القدس في الضفة الغربية.[409]

### 8 يونيو
- إطلاق النار في تل أبيب، حزيران (يونيو) 2016، قام اثنان من أبناء عمومتهم الفلسطينيين، محمد محمرة (مخمري)، طالب منحة دراسية في الهندسة، [410] وخالد محمرة (21 عامًا) من يطا بشن هجوم على إسرائيليين في مطاعم ماكس برينر وبنديكت في منطقة سوق سارونا في تل أبيب، مما أسفر عن مقتل أربعة أشخاص وإصابة 8 آخرين. تم علاج 14 آخرين من.[411] ايدو بن آري (41) مدير شركة كوكاكولا من رمات جان. مايكل فيجي (58) أستاذ علم الاجتماع والأنثروبولوجيا في جامعة بن غوريون في النقب [412] وميلا ميشاييف (32 عامًا) من عسقلان، التي كانت تنتظر خطيبها. 2 من المصابين في حالة حرجة، و2 في حالة متوسطة، و4 إصابات طفيفة.[411] ووقع الحادث، الذي ربطه رئيس بلدية تل أبيب رون هولداي باستمرار الاحتلال الإسرائيلي للأراضي الفلسطينية، في الأسبوع الأول من شهر رمضان. ردا على ذلك، ألغت إسرائيل 87000 تصريح لفلسطينيين من كل من الضفة الغربية وقطاع غزة لزيارة عائلاتهم في إسرائيل أو حضور صلاة في الحرم القدسي. كما جمدت 204 تصاريح عمل منتظمة لأفراد الأسرة الممتدة للرماة، [413][414] وأضاف مسؤول في مكتب تنسيق الحكومة أن قريتهم الأصلية، يطا، يجب أن تخضع " لعلاج وقائي لقناة الجذر " سوف يسجل في التاريخ " في حين صرح نائب وزير الدفاع الإسرائيلي الحاخام إيلي بن دهان أن الحياة في يطا "لن تستمر كالمعتاد".[415] أحد المهاجمين، على ما يبدو في حالة من الصدمة، عُرض عليه المأوى وكوب من الماء عندما أخطأ أحد المهاجمين بالفرار من قبل عائلة شرطي إسرائيلي، ولم يتم القبض عليه في منزلهم إلا عندما عاد الضابط، بعد أن أدرك أنه كان يرتدي زي الجاني الآخر.[416]

### 10 يونيو
- أفادت مصادر إسرائيلية أن المواطن حسن خالد القاضي (22/26) من عورتا، أصيب برصاصة بالغة، وأصيب بجروح خطيرة قرب نابلس، بمحاولته طعن جنود إسرائيليين أثناء عملهم في نقطة أمنية. وتفيد مصادر فلسطينية أنه كان يركب دراجة في ذلك الوقت وأن الرجل يعاني من إعاقات عقلية واحتُجز عدة مرات حتى تم تحديد حالته العقلية الفعلية. في هذه المناسبة، قيل إنه أصيب بالذعر وابتعد عن رؤية الجنود وطلب منه التوقف. استقرت إحدى الرصاصات بالقرب من عموده الفقري، مما جعله غير قادر على المشي.[417][418]
- أفادت مصادر أمنية فلسطينية أن مستوطنًا إسرائيليًا اقتحم سيارته وسط قطيع من الأغنام الفلسطينية، ما أدى إلى مقتل 25 شخصًا بالقرب من قرية الزبيدات في منطقة أريحا بالضفة الغربية.[419]

### 11 يونيو
- هدمت القوات الإسرائيلية منزل عائلة المواطن مراد بدير عديس، 18 عاما، من بلدة بيت عمرة غربي يطا، خلال مداهمة ليلية للبلدة. كان الهدم إجراءً عقابيًا تم اتخاذه ردًا على حادث طعن دفنا مئير (39 عامًا) حتى الموت في مستوطنة أتونئيل في 17 يناير / كانون الثاني. ووجهت إلى مراد أديس لائحة اتهام بارتكاب جريمة القتل.[420]

### 12 يونيو
- أصيب 20 سيارة لمواطنين فلسطينيين كانت متوقفة في شارع الفلافل بسلوان خلال الليل بأضرار جراء المخربين. وعزت مصادر فلسطينية الأضرار إلى متطرفين إسرائيليين.[421]
- أصيب إسرائيليان عندما ألقى شبان فلسطينيون الحجارة على حافلة إسرائيلية كانت تمر عبر القدس الشرقية. أصيب شابان بجروح في الرأس بينما عانت شابة تبلغ من العمر 61 عامًا من آلام في الصدر تتطلب العلاج في المستشفى.[422]
- أصيبت امرأة إسرائيلية بجروح طفيفة بالقرب من كريات أربع عندما اصطدم زجاجها الأمامي بحجر رشقه فلسطينيون.[422]

### 13 يونيو
- وأصيب ضابطا أمن فلسطينيان هما عماد صالح ومجد صالح بجروح طفيفة ومتوسطة عندما تعرضت السيارة التي كانا يستقلانها للرشق بالحجارة بالقرب من مستوطنة يتسهار الإسرائيلية.[423]

### 16 يونيو
- وأصيب شابان بالرصاص الحي في الفخذين، أحدهما في حالة خطرة، خلال غارة إسرائيلية على مخيم عايدة للاجئين لاعتقال أسيرين سابقين.[424]
- ألقيت أربع زجاجات حارقة على منزل عائلة يهودية في أرمون هانتسيف في القدس الشرقية. أصابت إحدى المولوتوف إحدى نوافذ المنزل وتسببت في أضرار طفيفة والأخرى أضرمت النار في حديقة المنزل.[425]
- ضبطت خمس سيارات مملوكة لهيثم الخطيب وليث ياسين وعبد الحميد سمارا ومجاهد بيرنات وموفق الخطيب المصورون الصحفيون، حيث أفادت التقارير عن إصابة العشرات من المواطنين باختناق شديد بالغاز المسيل للدموع خلال غارة إسرائيلية على المدينة. قرية بلعين بالضفة الغربية - [426]

### 18 يونيو
- أصيب شاب فلسطيني، 23 عاماً، بجروح متوسطة جراء إصابته بشظايا قذيفة إسرائيلي من مخلفات معركة الشجاعية.[427]

### 19 يونيو
- أصيب أربعة فلسطينيين، وشرد يوم 13/26 عندما هدمت القوات الإسرائيلية مبنيين سكنيين في قرية سوسيا بالضفة الغربية، إلى جانب حظيرة حيوانات ومطبخ خارجي. تم الهدم خلال شهر رمضان، على الرغم من وجود التزام كتابي بعدم إنفاذ قوانين البناء الإسرائيلية خلال هذه الفترة، إلا في حالة المخاطر الأمنية. تشمل العائلات المتضررة عائلة خليل سلامة نواجعة، الذي تم هدم منزله المكون من غرفتين من الآجر. ووقعت إصابات نتيجة إبعاد نشطاء وأفراد عائلاتهم قسرا من منازلهم. بعد التجريف، انتقلت الوحدة الإسرائيلية إلى منطقة الديرات المجاورة حيث هدمت مساكن أخرى. وقال زعيم منظمة "حاخامات من أجل حقوق الإنسان"، أريك أشرمان، إن هذه هي المرة الأولى منذ عقدين من الزمن التي يشهد فيها هدم منازل فلسطينية خلال شهر رمضان.[428][429]

### 21 يونيو
- أصيب رجل إنجليزي وزوجته البلجيكية وامرأة إسرائيلية [430][431] بجروح طفيفة على شارع 443 في الضفة الغربية، بين موديعين وبيت سيرا تقريبًا عندما تحطمت نوافذ سيارتهم بالحجارة من قبل مجموعة من الفلسطينيين. تعتقد الشرطة أن النفط قد انسكب على الطريق مسبقًا لتعظيم الإصابات. ولحقت أضرار بما لا يقل عن 10 سيارات جراء رشق الحجارة.[432][433] وقع الحادث في حوالي الساعة 2 صباحًا [434]
- تم إرسال جنود الاحتلال إلى مكان الحادث. لاحظ ضابط من لواء كفور يقود جسراً سيارة فلسطينية على الطريق الموازي وفتح النار، معتقداً أنها كانت يقودها راشقي الحجارة. السيارة، وهي سيارة أجرة يقودها إيهاد عثمان، [435] كانت تحتوي على خمسة شبان كانوا عائدين إلى منازلهم في بيت عور التحتا من السباحة في بركة في قرية بيت سيرا القريبة بعد الإفطار. قُتل محمود رأفت بدران (15 عامًا) وشقيقاه أمير (16) وهادي (17 عامًا) مع الركاب الآخرين أبناء عمومتهم داود عصام أبو حسن (16 عامًا) ومجد بدران (16 عامًا) الأخير. في زيارة من دولة قطر، أصيب بجروح خطيرة في الرأس والصدر. وبحسب شهادة داود أبو حسن، خرج رجل إسرائيلي بملابس سوداء من سيارة تويوتا وبدأ بإطلاق النار عليهم. اصطدمت السيارة بحواجز الحماية، وهرب هو وشاب آخر واختبأوا تحت الجسر. كان والدا الأولاد القطريين يقودون سيارة ثانية خلفهم وشهدوا الحادث. أصيب السائق عثمان برصاصة في رأسه، وصودرت سيارته الأجرة وألغيت رخصتها واضطر إلى دفع نفقاته الطبية. رفضت إسرائيل قبول المسؤولية. نجح تحقيق صحفي إسرائيلي في استعادة حقوقه في القيادة.[431][436] تم القبض على اثنين من المشتبه في أنهم راشقوا الحجارة، [432][434][437]

### 23 يونيو
- وبحسب ما ورد تعرض صبي يهودي (17 عاما) لهجوم من قبل مجموعة من الشبان العرب في حديقة في يافا، وأصيب بعدة جروح من زجاجة استخدمت لطعنه.[438]
- أفاد أهالي الساوية أن بعض المستوطنين من مستوطنة رشاليم الإسرائيلية أضرموا النار في عشرات الدونمات من أراضيهم الزراعية بالقرب من مفترق قبلان جنوب نابلس [439]

### 24 يونيو
- أصيب شاب فلسطيني من مخيم الدهيشة للاجئين برصاص إسرائيلي حي في ساقه خلال مواجهات اندلعت خلال مداهمة قبل الفجر على المخيم.[440]
- قُتل مجد الخضور، 18 عامًا، من سكان بني نعيم، بعد أن حاول على ما يبدو اقتحام مستوطنين إسرائيليين خارج مستوطنة كريات أربع. أصيب إسرائيليان في الخمسينيات من العمر بجروح طفيفة.[441][442][443]

### 26 يونيو
- وبحسب مدير مجمع الأقصى، أصيب 12 مصلياً فلسطينياً برصاص فولاذي مغلف بالمطاط خلال اشتباكات مع القوات الإسرائيلية. وأصيب ثلاثة بجروح في الرأس فيما أصيب الآخرون في الظهر والساقين. تم نقل خمسة إلى المستشفى [444]

### 27 يونيو
- أصيب 35 فلسطينيا برصاص مطاطي في اشتباكات مع القوات الإسرائيلية في الأقصى.[445]

### 29 يونيو
- أفادت مصادر قرية وادي فوكين أن مستوطنين من بيتار عيليت، أحد عدة مستوطنين في ما يسميه الإسرائيليون كتلة عتصيون، داهموا ممتلكاتهم الزراعية في منطقة الفوار ودمروا دفيئتين ونباتات تعود ملكيتها لكل من ماهر سكر وجميل عساف ومحمد مناصرة ومحمد صالح. مناصرة ونعيم داود عطية. ثم قاموا برش شعار "الموت للعرب" على الموقع في قانون يشتبه في أنه يتعلق بسياسة بطاقة الأسعار. علق السكان المحليون بأن مثل هذه الغارات من بيتار عيليت شائعة.[446][447]

### 30 يونيو
- تسلل محمد ناصر طرايرة، 17 عاما من بني نعيم، إلى حي هرسنينا المحصن في مستوطنة كريات أربع الإسرائيلية وطعن الفتاة اليهودية هليل يافا أريئيل (13 عاما) من كريات أربع عدة مرات أثناء نومها. أصيبت بجروح خطيرة وتم نقلها إلى المستشفى وتوفيت في وقت لاحق متأثرة بجراحها. وبحسب بعض التقارير، فقد طعن اثنين من حراس المستوطنات الآخرين قبل أن يُقتل بالرصاص. أصيب أحد عناصر الدورية الأمنية التطوعية شوكي جلبوع برصاصة وفقدت إحدى عينيه لدى دخوله المنزل وتعرضه للهجوم من قبل الجاني، حيث أطلق والد الفتاة المقتولة رصاصتين أصابت إحداهما الجاني. كان يهاجم جلبوع، أما الآخر فقد أصاب جلبوع الذي فقد إحدى عينيه بشكل دائم. تم اتخاذ الترتيبات اللازمة لهدم منزل عائلة المهاجم.[448][449][450] وقد أشادت به والدته ووصفته بـ "البطل"، وشهدت في نظرها موته دفاعاً عن المسجد الأقصى.[451] أغلقت إسرائيل بلدة بني نعيم، واعتقلت شقيقة الجاني، لارا ناصر طرايرة (22 عامًا) ووالده، وأعلنت عن هدم منزل العائلة وإلغاء 2700 تصريح من السكان لزيارة إسرائيل. كما اقترح قادة إسرائيل إبعاد شقيقته ووالدته من الضفة الغربية.[452]
- وائل أبو صالح (46 عامًا) من طولكرم بالضفة الغربية، قُتل برصاص مدني مسلح في سوق نتانيا بعد طعن إسرائيليين، رجل أرثوذكسي في الأربعينيات من عمره وامرأة تبلغ من العمر 62 عامًا.[453] فلسطيني آخر، محمد كبها (30)، عربي إسرائيلي من يافا، تم اعتقاله لاحقًا للاشتباه في كونه شريكًا في نقل صالح إلى إسرائيل.[454]

## يوليو

### 1 يوليو
- قُتلت السيدة الفلسطينية الحامل، سارة الحجج عطرة، [443]، عندما قامت بسحب سكين وحاولت طعن جندي إسرائيلي عند نقطة تفتيش حسن تسلبانيت بالقرب من الحرم الإبراهيمي / المسجد الإبراهيمي في الخليل. وأفاد شهود عيان فلسطينيون أن الحادث وقع عندما أمرت بدخول غرفة للتفتيش المادي، ورشها بالفلفل، فهربت نحوها وقتلت بالرصاص. جاءت في الأصل من نفس قرية بني نعيم مثل محمد طرايرة، الذي قتل مستوطنًا إسرائيليًا في اليوم السابق، ومجد الخضور، الذي قُتل أيضًا قبل بضعة أيام في هجوم دهس على ما يبدو في الخليل.[455][456] بحسب تحقيق أجرته منظمة "بتسيلم" الإسرائيلية غير الحكومية بناء على شهادة المارة ومقاطع فيديو، نشبت مشاجرة أثناء التفتيش في غرفة، ربما بسبب العثور على سكين بحوزتها. غادر ضابطان إسرائيليان، رجل وامرأة، الغرفة يسعلان من رذاذ الفلفل، الذي وجد لاحقًا أيضًا على وجه المتوفى. كانت الضابطة تحمل رذاذ الفلفل في يدها. غادر ضابط ثالث الغرفة، وتجمع عدد آخر عند الباب، وسمع بعد ذلك إطلاق 4 أعيرة نارية. ويضيفون أن هذا كان، من وجهة نظرهم، واحدًا من عشرات عمليات القتل خارج نطاق القضاء للفلسطينيين، الذين كان من الممكن أن يتم اعتقالهم دون إجراءات مميتة، في الماضي 3 شهور.[457]
- في إطلاق نار من سيارة مسرعة في الضفة الغربية، أطلق مسلح فلسطيني النار على الحاخام مايكل مارك (48 عامًا)، رئيس مدرسة دينية في مستوطنة عتنيل الإسرائيلية، وأصاب زوجته حافا (40 عامًا) بجروح خطيرة. وأصيب اثنان من أطفالهما العشرة الذين سافروا معهم، بيداياه (15 عامًا) وتهيلا (13 عامًا)، بإصابات خفيفة إلى متوسطة. وقع الهجوم على الطريق 60 بين عتونئيل ومستوطنة بيت حجاي.[458][459] توقف الزوجان الفلسطينيان الماران، علي أبو شرخ من الظاهرية وزوجته، وكلاهما طبيبتان، كانا يقودان السيارة إلى المسجد الأقصى لأداء صلاة الجمعة، [460] للتدخل. كان زوجان فلسطينيان شابان يحاولان المساعدة بالفعل. قام الطبيبان بجر الأطفال والزوجة من المركبات المقلوبة وقدموا الإسعافات الأولية. في جنازة الأب، قام أطفاله بإسكات المعزين الذين يبكون انتقامًا.[461][462] وردا على ذلك، قال وزير النقل يسرائيل كاتس إن الوضع هو "حرب شاملة". وأغلقت إسرائيل الخليل والمناطق المحيطة بها في إغلاق عسكري في إجراء يؤثر على 700 ألف فلسطيني. وفرضت قيود على تنقل السكان المحليين باستثناء "الحالات الإنسانية".[443]
- استشهد المواطن محمد مصطفى حبش، 63 عاما، من سكان قرية عصيرة الشمالية بمنطقة نابلس، جراء استنشاق مفرط للغاز المسيل للدموع أطلقته قوات الاحتلال الإسرائيلي خلال مواجهات مع مواطنين فلسطينيين كانوا يعبرون حاجز قلنديا لحضور الصلاة في المسجد الأقصى بالقدس. كان ضمن مجموعة من 40 شخصاً أصيبوا بالغاز المسيل للدموع في الموقع.[463]
- أصيب شرطي إسرائيلي بجروح طفيفة إثر إلقاء حجر عليه خلال أعمال شغب في قلنديا. فرقت القوات الإسرائيلية المتظاهرين مستخدمة أسلحة السيطرة على الحشود.[464]
- وتعرضت الحجارة للرشق على سكة القطار الخفيف بالقدس في منطقة شعفاط، ولم تتسبب في وقوع إصابات ولكن أضرارا في القطار. وقامت الشرطة بالقبض على فلسطينيين اثنين وتم تقديمهما للتحقيق.[465]
- أطلق نشطاء فلسطينيون في قطاع غزة صاروخين باتجاه مدينة سديروت الإسرائيلية. وانفجر أحد الصواريخ في مركز مجتمعي للأطفال كان خاليا حينها، مما أدى إلى اختراق سقف المبنى وإلحاق أضرار بداخله. كما تضررت نوافذ المباني المجاورة. ولم تقع إصابات مباشرة جراء الصاروخ لكن مدنيين عولجا من الصدمة. أما الصاروخ الثاني فقد أصاب منطقة مكشوفة في حدود المجلس الإقليمي شعار هنيغف. وأصدرت منظمة فلسطينية تابعة لتنظيم الدولة الإسلامية تدعى أنقف بيت المقدس بيانا أعلنت مسؤوليتها عن إطلاق النار. وقصف سلاح الجو الإسرائيلي ما أسماه أربع "بنى تحتية للإرهاب" تابعة لحركة حماس. وقال متحدث باسم الجيش الإسرائيلي إن الجيش يعتبر حماس مسؤولة عن كل ما يحدث في قطاع غزة.[466][467][468]

### 4 يوليو
- هدم الاحتلال الإسرائيلي منزلين لعائلتي عساف وأبو حبسة في مخيم قلنديا، عقاباً لهما، على هجوم شنه اثنان من عناصرهما، عنان حمد، 20 عاماً، وعيسى عساف، 19 عاماً. وكان الاثنان قد نفذا هجوما في بوابة يافا في ديسمبر الماضي أسفر عن مقتل إسرائيليين. استخدمت القوات المطارق بدلاً من المتفجرات بسبب كثافة المعسكر. وخلال عملية الهدم التي استمرت أربع ساعات، قام الفلسطينيون بأعمال شغب، ورشقوا الحجارة وأطلقوا النار على الجنود الذين ردوا بالذخيرة الحية. واصيب اربعة فلسطينيين بجروح طفيفة ومتوسطة خلال الاشتباكات. ووصف المتحدث باسم الأونروا كريس جانيس هذه الأفعال بأنها انتهاك للقانون الدولي [469] فيما يتعلق بالعقاب الجماعي.[470]
- اندلعت أعمال شغب في بلدة دورا بالضفة الغربية بعد أن دخلت القوات الإسرائيلية قرية بني نعيم واعتقلت أربعة فلسطينيين بينهم شقيقان للمراهق محمد طرايرة الذي قتل فتاة تبلغ من العمر 13 عاما في مستوطنة كريات أربع الإسرائيلية الأسبوع الماضي.. كما تمت مصادرة سيارة. خلال المداهمة عثر الجنود على بندقية M16 وقنبلتين أنبويتين وزجاجة طلاء قابلة للاشتعال وصادروا.[470]

### نظرة عامة على الفترة من 5 إلى 11 يوليو
وأصيب 50 فلسطينيا، من بينهم 14 طفلا، بجروح في الاشتباكات، معظمهم خلال 98 عملية بحث واعتقال نفذتها القوات الإسرائيلية في جميع أنحاء الضفة الغربية، مما أدى إلى اعتقال 95 فلسطينيا. تم إطلاق النار على سكان غزة 7 مرات على الأقل في حوادث شملت عمليات برية وبحرية، وفي 4 مناسبات نفذت إسرائيل عمليات تجريف لتسوية الأرض داخل قطاع غزة. استشهد فلسطيني، وسُجلت 3 تقارير عن قيام فلسطينيين برجم سيارات إسرائيلية بالحجارة.

### 5 يوليو
- أطلق جندي مقاتل من لواء جفعاتي النار على الفتاة الفلسطينية جميلة داود حسن جابر (17 عامًا) من الزاوية في سلفيت، مما أدى إلى إصابتها بجروح خطيرة بعد محاولتها طعنه مع ضابط آخر أثناء قيامهما بواجبهما في محطة للحافلات. مفترق جيتاي بالقرب من مستوطنة أرييل الإسرائيلية في الضفة الغربية. يتوفر مقطع فيديو للحادث، [472][473][474] قال المعلق الإسرائيلي جدعون ليفي إن الفيديو يظهرها وهي تخطو ببطء "خطوات مترددة" وبيدها سكين مطبخ باتجاه جنديين مسلحين، وسأل الجنرال غادي إيزنكوت علنًا ما إذا كان الجيش الإسرائيلي يفترض "تحقيق رغبة الموت لكل فتاة فلسطينية في الانتحار؟" [475]
- أصيبت امرأة إسرائيلية (30 عاما) بجروح طفيفة في وجهها بعد أن حوصرت سيارتها في رشق حجارة شمالا باتجاه كريات أربع على الطريق السريع 60.[476]

### 6 يوليو
- وأصيب ثلاثة جنود بجروح طفيفة عندما اصطدمت سيارة يقودها فلسطيني بمركبتهم مما أدى إلى انقلابها. وقع الحادث بالقرب من مدخل مستوطنة نيفي دانيال الإسرائيلية. السائق الفلسطيني في حالة حرجة. أجريت تحقيقات للتأكد مما إذا كان الهجوم متعمدا أو حادث.[477][478]
- أفادت وسائل إعلام إسرائيلية عن إطلاق نار باتجاه سيارة مستوطن إسرائيلي قرب حاجز زعترة قرب نابلس بالضفة الغربية. ولم ترد انباء عن وقوع اصابات.[479]
- وبحسب ما ورد أصيب مستوطن إسرائيلي بجروح جراء رشق حجارة بالقرب من مستوطنة بيت إيل.[479]
- اعتقال فتى فلسطيني من القدس الشرقية لقصف مستشفى هداسا بجبل المشارف بالقنابل الحارقة. لا أحد أصيب في الهجوم.[480]
- وألقي بحجر على سكة حديد القدس الخفيفة مما تسبب في أضرار لكن لم تقع إصابات.[481]
- وأصيب ما لا يقل عن عشرة فلسطينيين، بعضهم بالرصاص الحي، في مواجهات مع جنود الاحتلال في قرية دورا بعد أن حاول الجنود اعتقال مشتبه بهم في منطقة الخليل. وقال الجيش الإسرائيلي إن القوات استخدمت الرصاص الحي من بنادق قنص روجر وأسلحة مكافحة الحشود لتفريق الفلسطينيين الذين هاجموا الجنود بالحجارة والقنابل الحارقة والإطارات المحترقة.[482]

### 9 يوليو
- إيتان فينكل من نتيفوت، أصيب برصاصة بينما كان يقود سيارته إلى منزله من مستوطنة ميتزاد. وقع الحادث خارج تيكوا. أصيب بجرح في الساق. كانت زوجته وأطفاله الستة في السيارة في ذلك الوقت. أغلقت قوات الاحتلال الإسرائيلي قريتين فلسطينيتين سعير والعروب بحثا عن مشتبه به. واندلعت اشتباكات واعتقل 8 اشخاص.[483][484][485] أفاد سكان محليون في سعير أن أربعة فلسطينيين أصيبوا برصاص فولاذي مغلف بالمطاط أطلقه جنود إسرائيليون، وعانى عشرات آخرون من استنشاق شديد للغاز المسيل للدموع.[486]
- ورد أن رجلاً فلسطينياً يُدعى بسام محمود طبش أطلق النار عليه من قبل جنود إسرائيليين أثناء اعتقاله دون سبب واضح. ولم يؤكد الجيش الاسرائيلي الحادث.[486]

### 11 يوليو
- أطلقت قوات الاحتلال الإسرائيلي النار على شابين فلسطينيين بالرصاص المعدني المغلف بالمطاط خلال مواجهات دهمت منطقة الشيوخ التابعة لقرية سعير المحاصرة.[487]
- أفيد أن 10 دونم (2.5 فدان) من أرض خطيئة منطقة أم صوانة المزروعة بأشجار الزيتون والتي تعود لعائلة السوادة في الرماضين كانت قد أحرقتها القوات الإسرائيلية قبل بضعة أسابيع.[488]
- ألقيت عبوة ناسفة على مجمع قبر راحيل في بيت لحم، مما أدى إلى إلحاق أضرار بمركبة وقوف السيارات.[489] في أوائل يوليو / تموز، خمسة مراهقين فلسطينيين تتراوح أعمارهم بين 16 و17 عامًا من مخيم العايدة للاجئين اعترفوا بأنهم مسؤولون عن سبع حوادث حيث ألقوا ما مجموعه 15 عبوة ناسفة على المجمع خلال شهر رمضان مما تسبب في أضرار جسيمة.[490]

### نظرة عامة على 12-18 يوليو
وأصيب 44 فلسطينيا، بينهم 13 طفلا، في مواجهات مع القوات الإسرائيلية خلال هذه الفترة، ووقعت 42 منها في الضفة الغربية. تم إطلاق النار على شخصين آخرين في قطاع غزة في منطقة ARA أو المنطقة المحظورة التي يُمنع سكان غزة من الوصول إليها، وأفادت الأنباء أن أحدهما كان يصطاد الطيور. هدمت 23 ملكية فلسطينية بسبب عدم وجود تصاريح بناء إسرائيلية، مما أدى إلى تشريد 43 شخصًا، 25 منهم من الأطفال. تم تسجيل تسع اعتداءات من قبل المستوطنين على الفلسطينيين وممتلكاتهم، بما في ذلك حرق 150 شجرة زيتون في بيت لحم واقتلاع 5 دونم الذرة الرفيعة قرب قرية حوارة، وسرقة أكثر من 50 جوالاً من العلف وحبوب القمح في قصرة، نتيجة أعمال المستوطنين. وأصيبت ست سيارات فلسطينية برشق المستوطنين بالحجارة. أصيب إسرائيليان على يد فلسطينيين 

### 13 يوليو
- أنور السلايمة (22/24) من سكان شعفاط، استشهد وأصيب فارس خضر الرشق، 20 سنة، بجروح خطيرة، عندما فتح شرطي من حرس الحدود الإسرائيلي النار على سيارتهما، وهو يشعر بأنه في خطر، خلال مداهمة في الساعة 3: 30 أنا في بلدة الرام لتفقد عمل حداد يستخدم كمصنع أسلحة. وذكر متحدثون اسرائيليون ان اطلاق النار وقع عندما شوهدت سيارة كانت متجهة نحو الجنود متسارعة. واعتقل الشاب الثالث في السيارة محمد نصار، 20 عاما. لم يصب بجروح. وتقول مصادر فلسطينية ان الشبان الثلاثة ربما لم يكونوا على علم باقتحام البلدة.[492][493][494][495] وبحسب محام فلسطيني، فإن الفحص الأولي يشير إلى إصابة السلايمة بعيار ناري في ظهره ثلاث مرات. سيتم إجراء تشريح للجثة بحضور طبيب فلسطيني لتحديد سبب الوفاة بالضبط.[496]
- شنت إسرائيل غارتين جويتين على مواقع شرق مخيم البريج في قطاع غزة، مما أدى إلى وقوع انفجارات. وقالت مصادر إسرائيلية إنه لم يتسن الكشف عن سبب ما أطلق عليه "التفجيرات المحكومة".[497]

### 14 يوليو
- وأصيب يحيى حجازي بجروح طفيفة برصاص الشرطة خلال اعتقال الشرطة في مخيم شعفاط للاجئين. وبحسب تقارير إسرائيلية، سعى حرس الحدود إلى اعتقال رجل يشتبه بضلوعه في "أنشطة إرهابية" عند نقطة تفتيش. وحاول سكان محليون عرقلة الاعتقال، ويقال إن حجازي اقترب من الجنود، وبحسب ما ورد كان يحمل سكينًا قبل إطلاق النار عليه. وزعم متحدث باسم فتح أن حجازي حاول انتزاع سكين من المشتبه به.[498][499]
- واصيب 11 فلسطينيا بجروح خلال مواجهات بين القوات الاسرائيلية ومتظاهرين رشقوا بالحجارة والزجاجات بعد اقتحام مجموعة سرية وجنود اسرائيليين المزرعة الغربية على الاطراف الشمالية لرام الله واعتقال الناشط الاسلامي في جامعة بيرزيت طارق ربيع. وأصيب تسعة بالذخيرة الحية، وثمانية في الأطراف وواحد بجرح بالغ في المعدة. وفُرض إغلاق عسكري على القرية ومحيطها. وتقول مصادر إسرائيلية إنه تم إلقاء زجاجات حارقة، فيما أفاد فلسطينيون بأنها زجاجات فارغة.[500]
- وافادت مصادر فلسطينية ان مجموعة من السيارات الفلسطينية اصيبت بوابل من الحجارة رشقها مستوطنون اثناء عودتهم من حفل زفاف على طريق وادي قانا بين قلقيلية وسلفيت. تضرر حافلة تابعة لشركة سلفيت، وتحطيم زجاج سيارة سائق من قرية بديا. يمكن أن يُعاقب الفلسطينيون المدانون برشق المركبات بالحجارة بعقوبة تصل إلى 20 سنوات، والتي يقول الفلسطينيون إنها لا تنطبق على قضايا مماثلة تورط فيها المستوطنون الجناة.[501]

### 18 يوليو
- تم هدم منزل بلال أحمد أبو زيد في قباطية، وهو فلسطيني قُبض عليه للاشتباه في قيامه بتوفير أسلحة استخدمت لقتل ضابط شرطة إسرائيلي وإصابة اثنين آخرين في 3 فبراير / شباط، خلال مداهمة وقعت قبل الفجر. وأصيب خمسة شبان فلسطينيين برصاص حي في الاشتباكات التي اندلعت في مكان الحادث. أصيب عبد الرحمن سليمان، 20 عاماً، بعيار ناري في الصدر. رامي زكارنة، 28 عاما، أصيب في كتفه. وأصيب أنور كامل (17 عاما) برصاصة في ساقه، فيما أصيب جواد كامل (16 عاما) في الخصر. ولم تعرف هوية الرجل الخامس المصاب.[502]
- أطلق جنود الاحتلال النار على شاحنة فلسطينية عندما اصطدمت بسيارة إسرائيلية بالقرب من مدينة الخليل. واصيب السائق هشام محمود ابو عياش من بلدة بيت امر بجروح واعتقاله. وذكرت مصادر فلسطينية أنه يبدو أنه كان حادث مروري.[503][504]
- أصيب جنديان إسرائيليان بجروح طفيفة من مفك براغي عندما هاجمهما المواطن مصطفى براديا، 51 عاما، مدرس رياضيات من صوريف، خارج مخيم العروب للاجئين. وأصيب الفلسطيني بدوره في بطنه. تلقى الجنديان، أحدهما مصاب في اليد والآخر في العنق، والمهاجم المدني الإسعافات الأولية من سيارة إسعاف تابعة لجمعية الهلال الأحمر. وتبين لاحقا أن شقيق المهاجم، إبراهيم برادية (50 عاما)، قُتل بالرصاص في نفس الموقع بعد محاولته مهاجمة جندي بفأس في 14 أبريل / نيسان. وتوفي برديا متأثرا بجراحه في وقت متأخر عن المساء.[505][506]
- يحيى حجازي، 24 عاما، أصيب بعيار ناري في ساقه من قبل جنود الاحتلال الإسرائيلي في مخيم شعفاط للاجئين. وبحسب والدته، فقد كان يمر بجواره ولاحظ شجارًا عائليًا، فتدخل ونزع سلاح رجل كان يمسك بسكين. وزعمت أنه رفع يده لإبلاغ القوات بأنه لا ينوي استخدام السكين، مما أدى إلى إطلاق النار عليه، وكُسرت ساقه الأخرى في الضرب اللاحق. تم اعتقاله ولكن بعد الاستجواب لم يوضع قيد الاعتقال.[507]
- أصيب حمزة محمود ربيعي، 12 عاماً، بكسر في القدم وكدمات في حادث اصطدام وهرب، بحسب ادعاءات فلسطينية، بسيارة يقودها مستوطن إسرائيلي.[508]

### نظرة عامة على 19-25 يوليو
أصيب 74 فلسطينيا، من بينهم 18 طفلا، في اشتباكات مع القوات الإسرائيلية في الضفة الغربية. تعرض مزارعون وصيادون من قطاع غزة لإطلاق النار عشر مرات على الأقل. قامت فرق الهدم الإسرائيلية في 4 مناسبات منفصلة بتجريف 7 مبانٍ فلسطينية في القدس الشرقية. أطلق مستوطنون مسلحون النار على فلسطينيين يزرعون أراضيهم بالقرب من قرية الخضر ومستوطنة العازر بالقرب من بيت لحم.

### 19 يوليو
- أصيب صياد من غزة بجروح جراء تعرض القارب الذي كان يصطاد منه لنيران إسرائيلية قبالة الساحل الشمالي الغربي لقطاع غزة.[510]
- جرفت قوات الاحتلال الإسرائيلي 7 مبان في بلدة سلوان بالقدس الشرقية وسويت بالأرض. دمر عرفات أبو الحمام 4 من مبانيه، ومنزل من غرفة واحدة و3 مخازن، تم بناؤها في عام 2008 دون تصاريح إسرائيلية. كما تم هدم مغسلة سيارات ومرآب لعائلات أبو تايه.[511]
- كما تم هدم منزل على وشك الانتهاء، يملكه شرحبيل علقم في حي بيت حنينا في القدس الشرقية. وكان المنزل مخصصًا له زوجته وأطفاله السبعة. فشل المالك في تقديم طلب للحصول على تصريح.[511]
- هدم فلسطيني منزله في منطقة عين اللوز في سلوان لتجنب دفع تكاليف الهدم الوشيك الذي أمرت به السلطات الإسرائيلية.[511]
- استشهد محيي الدين الطبخي، 10 أعوام، متأثراً بجراحه، بعد إصابته بعيار إسفنجي أسود في الصدر، خلال اشتباكات مع حرس الحدود الإسرائيلي، حيث أطلقوا النار على مجموعة من شبان رشقوا الحجارة، احتجاجاً على ذلك. بناء جدار الفصل. كما أصيب أحد المارة الفلسطينيين الذي حاول مساعدة الصبي بدوره، وأصيب في يده.[512][513]
- واتهم فلسطينيون المستوطنين بإضرام النار في منزل محمد دوابشة في دوما. وزعم تحقيق إسرائيلي أولي أن المبنى أضرم فيه النيران في أعقاب التوترات بين العشائر في القرية.[514][515]

### 20 يوليو
- أصيب مزارع من غزة برصاصة فولاذية مغلفة بالمطاط أثناء عمله في أرض شرق دير البلح وعلى مقربة من الحدود الإسرائيلية.[516]
- هدم كوخان من الصفيح يملكهما أبو سنينة بالقرب من مستوطنة عطروت شمال القدس، بهما 4 حاويات تخزين ومساحات مكتبية. كما دمر التجريف ثلاث سيارات وخزان ديزل. تعتبر الأرض أرضًا عامة من قبل إسرائيل.[517]

### 21 يوليو
- اصيبت سيارة مستوطن اسرائيلي بالرصاص الحي مساء الخميس قرب بيت ساحور في منطقة بيت لحم بالضفة الغربية المحتلة، بحسب مصادر اسرائيلية. ورداً على ذلك، أغلقت إسرائيل مداخل بلدات بيت ساحور وجناطة وزعترة والخص ومرح رباح في جنوب شرق بيت لحم.[518][519]

### 22 يوليو
- وأصيب شابان فلسطينيان في اشتباكات مع جنود الاحتلال خلال مسيرة الاحتجاج الأسبوعية في كفر قدوم. أصيب أحدهما في الفخذ بعيار معدني مغلف بالمطاط، والآخر أصيب في رأسه بعبوة غاز مسيل للدموع. غُمرت منطقة المسيرة أيضًا بسائل الظربان، الذي ظلت رائحته الرائحة باقية لعدة أسابيع.[520]

### 23 يوليو
- كان سمير جابر وأبناء عمومته يتفحصون بعض ممتلكاتهم، التي يزعمون أنهم يحملون حقها من الحقبة العثمانية، عندما تعرضوا للتهديد وتعرضوا لإطلاق النار من قبل الإسرائيليين من مستوطنة تسمى طريق الآباء، بالقرب من بيت لحم، بين نيفي دانيال وإيلعازر. عندما رفضوا التزحزح، أطلقت الطلقات فوق رؤوسهم بقليل. تم تصوير الحادث ونشره على موقع يوتيوب. طبقاً لتقرير صادر عن الأمم المتحدة، أصاب المستوطنون فلسطينيين أو أتلفوا ممتلكاتهم في 9 مناسبات في الأسبوع بين 12 و18 يوليو / تموز [521]

### 24 يوليو
- أصيب شاب فلسطيني بجروح خطيرة في رأسه جراء إطلاق نار حي خلال مواجهات مع جنود الاحتلال الإسرائيلي قبل فجر اليوم الثلاثاء، على قرية سلواد قرب رام الله.[522]

### 25 يوليو
- هدمت القوات الإسرائيلية 12 منزلا فلسطينيا في قرية قلنديا بالضفة الغربية لعدم حصولها على تصاريح بناء وقربها من الجدار الفاصل. وبحسب ما ورد أصيب سبعة فلسطينيين إما برصاص فولاذي مغلف بالمطاط أو استنشاق الغاز المسيل للدموع أو الاعتداء الجسدي عندما اندلعت الاشتباكات عندما حاول السكان المحليون الدفاع عن المنازل.[523]
- وأفاد الهلال الأحمر الفلسطيني، بإصابة 9 شبان برصاص إسرائيلي من الصلب المغلف بالمطاط، في مواجهات في أبو ديس بالقدس الشرقية، اندلعت في أعقاب مسيرة تضامنية للفلسطينيين مع الأسير المنخرط في إضراب عن الطعام لمدة 43 يومًا.[479]
- قام شرطي من شرطة الحدود الإسرائيلية بتحطيم ومصادرة دراجة عائلية كان يركبها أنور برقان (8 أعوام) بعد أن تعدت على جزء من طريق وسط الخليل مخصص للمستوطنين اليهود. كان مصدر اللعب الوحيد للعديد من الأطفال من عائلة فقيرة محلية. تم إيقاف الشرطي المعني عن العمل بعد أن نشرت بتسيلم شريط فيديو للحدث على موقعها على الإنترنت في 2 آب.[524]

### نظرة عامة على 26 يوليو - 1 أغسطس
استشهد فلسطيني وأصيبت امرأة بجروح نتيجة هجمات طعن مزعومة على نقاط التفتيش، ليرتفع عدد القتلى الفلسطينيين في مثل هذه الحوادث في عام 2016 إلى 60 وعدد الإسرائيليين 11 ؛ وأصيب 67 فلسطينيا، بينهم 14 طفلا، في مواجهات مع القوات الإسرائيلية. - 7 مرات تعرض مزارعون وصيادون من قطاع غزة لإطلاق نار. قامت إسرائيل بتدمير 20 مبنى فلسطينيًا في القدس الشرقية، مما أدى إلى تشريد 17 شخصًا، وإلحاق الضرر بـ 221 آخرين. ألقى فلسطينيون الزجاجات الحارقة على سيارات إسرائيلية في الضفة الغربية في ست مناسبات، بينما أصاب المستوطنون سائقًا فلسطينيًا بإلقاء الزجاجات على سيارته.

### 26 يوليو
- 4 مبان، بينها منزل بناه صلاح عبد النبي محمود. هدمت ورشة هيثم مصطفى لتصليح السيارات وجدارين في غارة شنتها القوات الإسرائيلية فجر اليوم على قرية العيسوية بالقدس الشرقية. والسبب في ذلك أنهم يفتقرون إلى تصاريح إسرائيلية.[526]
- أصيبت الشابة الفلسطينية رغد نصرالله شواني، 18 عاما، من سكان قرية كفر عقب، برصاصة في ساقيها، متجاهلة الدعوات بالتوقف، فركضت باتجاه الجنود الذين يحرسون الحاجز في قلنديا. أصيبت بجرح طفيف. في وقت لاحق، تم العثور على سكين في حقيبتها. قد تكون حالة محاولة انتحار من قبل شرطي.[527][528]
- إصابة 3 شبان فلسطينيين برصاص حي، جراء اقتحام قوات الاحتلال الإسرائيلي مخيم الأمعري في محافظة رام الله.[529]

### 27 يوليو
- قُتل محمد فقيه من قرية دورا، الذي يُعتبر مرتكب جريمة اغتيال الحاخام مايكل مارك في 1 تموز / يوليو، عندما تعرض المنزل الذي كان يختبئ فيه، في قرية صوريف، لقصف بعدة صواريخ مضادة للدبابات. بعد أن رد بإطلاق النار. كما أصيب خمسة من سكان البلدة بنيران إسرائيلية في اشتباكات مع القوات الإسرائيلية. ما تبقى من المنزل المملوك للمواطن محمد علي الهيح، تم هدمه بعد ذلك بواسطة الجرافات.- [530]
- قام شاب فلسطيني واحد على الأقل بإلقاء الحجارة على حافلة على الطريق السريع 55 في شمال الضفة الغربية. لم يصب أحد لكن الحافلة تضررت. واعتقل راشق الحجارة وفلسطيني آخر مشتبه في تورطهما ووُضعا تحت تهمة الشاباك.[531]

### 29 يوليو
- وأصيب مواطنان من غزة بجروح متوسطة في قدميهما جراء إطلاق نار حي خلال مواجهات بالقرب من الجدار الفاصل في قطاع غزة.[532]

### 30 يوليو
- أصيب فوزي أبو دقة، 21 عاما، ونقل إلى المستشفى بعد إصابته بعيار معدني مغلف بالمطاط في اشتباكات اندلعت خلال غارة إسرائيلية على جنين.[533]

### 31 يوليو
- قُتل رامي محمد زعيم عورتاني، 31 عاماً، برصاص القوات الإسرائيلية عند حاجز حوارة بالضفة الغربية عندما هاجمهم بسكين في يده. وكان أربعة فلسطينيين قد اعتقلوا عند نفس الحاجز في الليلة السابقة لحيازتهم سكاكين.[534]

## أغسطس

### نظرة عامة على الفترة من 2 إلى 8 أغسطس
- وفي 14 مناسبة منفصلة، هدمت السلطات الإسرائيلية 42 مبنى فلسطينيا، 12 منها أقيمت بتمويل إنساني، لعدم وجود تصاريح بناء. تم تهجير ثلاثين شخصًا، وتضرر 1200 آخرين، و1000 بسبب مصادرة أنابيب المياه التي تخدم 5 مجتمعات رعاة في وادي الأردن. وأصيب 65 فلسطينيا، من بينهم 15 طفلا، بجروح في اشتباكات مع القوات الإسرائيلية. تعرض مزارعون وصيادون لإطلاق نار تحذيري 6 مرات في منطقة قطاع غزة. تعرضت سيارتان إسرائيليتان للرشق بالحجارة في حزما وحلحول.[535]

### 2 أغسطس
- واعتقل فلسطيني من سكان قرية دورا أطلق سراحه في عملية تبادل الأسرى جلعاد شليط بعد تورطه في رشق قوات الاحتلال بالحجارة والحجارة. واعترف بتورطه في مثل هذا النشاط وبأنه نقض التزامه بعدم المشاركة في أعمال عنف ضد الإسرائيليين بعد إطلاق سراحه من السجن.[536]

### 3 أغسطس
- هدم منزل عز الدين أبو نجمة في بيت حنينا للمرة السادسة خلال عقد سعى خلاله للحصول على تصريح بناء إسرائيلي.[537]

### 4 أغسطس
- أطلقت الزوارق الحربية الإسرائيلية النار على سفن الصيد الفلسطينية قبالة سواحل غزة، مما ألحق أضرارًا تتجاوز إصلاح محرك أحد القوارب التي يملكها محمد سيف أبو ريالة [538]
- أفاد سكان محليون من قرية رمون الفلسطينية بالقرب من مستوطنة ريمونيم الإسرائيلية في الضفة الغربية أن مجموعة من ثمانية رجال ملثمين، يشتبه في أنهم نشطاء في سياسة "دفع الثمن "، هاجموا قطيعًا من الأغنام / الماعز، وراعيهم يبلغ من العمر 11 عامًا. - طفلة بدوية تبلغ من العمر عامًا من مجتمع الطيبة، طعنت 11 رأسًا من الماعز، وقتلت من 7 إلى 11 منها. ثم أشعل نشطاء تاج ماهر المشتبه بهم النار في حقل شائك. وأكدت شرطة الاحتلال الاشتباه في أن الحادث كان عملاً مشتبهاً بـ "سياسة دفع الثمن".[535][539][540]
- هدمت قوات الاحتلال الإسرائيلي منزلين لعائلات اثنين من أبناء عموم عائلة المحمره، اللذين نفذا هجوم إطلاق النار في سارونا الذي أسفر عن مقتل أربعة مدنيين إسرائيليين في يونيو. ونتيجة لذلك، أصبح ستة أطفال و7 بالغين بلا مأوى.[535] كان منزل خالد محمرة في يطا مليئا بالمتفجرات وتم تفجيره، وفي منزل محمد محمرة تم استخدام حفارة لتدمير الطابق الثاني، وفقا لحكم المحكمة.[541][542]
- - تجريف منزلين متنقلين ومكاتب ومطابخ مع دورة مياه وثكنة و3 خزانات مياه تعود ملكيتها للمواطن علي سليمان مليحات في منطقة المعرجات خارج أريحا. كما تم تدمير مبنى سكني آخر تابع لمحمد علي مليحات. وبذلك ارتفع عدد المباني الفلسطينية التي هدمتها القوات الإسرائيلية منذ بداية عام 2016 إلى 684 مبنى فلسطينيًا.[543]

### 5 أغسطس
- مبنيين زراعيين، أفادت التقارير أنه تم تشييدهما عام 1954 ويملكهما ناصر قباجة في قطاع فرش الهوى غربي الخليل. بالإضافة إلى هدم وحدة زراعية وحمامها الذي تم بناؤه حديثًا.[544]
- وردت أنباء عن إصابة 6 فلسطينيين في قطاع غزة بالرصاص الحي. وقيل إن أحدهم، 25 عاماً، أصيب بجروح خطيرة، فيما أصيب آخر بجروح متوسطة.[545]

### 7 أغسطس
- وأصيب عدد من القرويين في بيتا وبورين بالرصاص المطاطي خلال الغارات الإسرائيلية على البلدات.[546]
- قُتل عبد الفتاح بويرات، 17 عاماً، بالرصاص واعتقل مع أحد رفاقه أثناء قيامهم، بحسب تقارير فلسطينية، بالسير بين قرية سلواد ومستوطنة عوفرا.[547]

### 8 أغسطس
- اضطر عبد الله جمال إلى هدم الحظيرة التي تبلغ مساحتها 400 متر مربع غربي قرية سبسطية والتي بناها دون تصريح في منطقة من الضفة الغربية كانت إسرائيل قد حددتها كمنطقة أثرية. تم استخدام الهيكل لأعمال الماشية الخاصة به.[548][549]

### نظرة عامة على 9-15 أغسطس
وأصيب 92 فلسطينيا، من بينهم 15 طفلا، في مواجهات طيلة الأسبوع. 32٪ من النيران الإسرائيلية، الحية وغيرها، والباقي بشكل رئيسي من استنشاق الغاز المسيل للدموع، وتم اعتقال 115 فلسطينياً في عمليات التفتيش والاعتقال الإسرائيلية في الضفة الغربية. جرت محاولتا طعن واعتقال فتاة لحملها سكين. أطلقت القوات الإسرائيلية النار 15 مرة على سكان غزة في المنطقة المحظورة، دون وقوع إصابات. دمرت القوات الإسرائيلية مبانٍ في المنطقة ج، بعضها تبرع به النازحون جراء عمليات الهدم السابقة، مما أدى إلى تهجير 22 شخصًا، من بينهم 9 أطفال، فيما تشرد آخرون. تأثر 120. واشتبك مستوطنون وفلسطينيون في قريتي عصيرة القبلية وقصرى في محافظة نابلس. 290 شجرة زيتون فلسطينية في قريتي إسكاكا وخلة نحلة، التدمير بدافع الاتهامات بأن الأرض كانت أراضي دولة إسرائيلية.

### 9 أغسطس
- تم هدم ما مجموعه 8 مبانٍ فلسطينية على مدار اليوم، مما أدى إلى تشريد 22 شخصًا والتأثير على 88 آخرين [535]
- تم اعتقال فتاة فلسطينية عندما اقتحمت حاجز أبو الريش الإسرائيلي وهي تلوح بسكين أو أخرجت سكيناً من حقيبتها وهددت الجنود المتمركزين هناك أثناء تفتيش أمني بالقرب من الحرم الإبراهيمي / الحرم الإبراهيمي في الخليل. تم رشها بالفلفل واعتقالها. لم يصب أي جندي.[551][552]
- أفادت وسائل إعلام فلسطينية أن سبعة فلسطينيين أصيبوا بجروح خلال مواجهات في مخيم الدهيشة للاجئين في بيت لحم، من قبل القوات الإسرائيلية التي اعتقلت ناشطًا ينتسب إلى الجبهة الشعبية لتحرير فلسطين. وذكرت وكالة معا الاخبارية ان فلسطينيين اصيبوا بالرصاص الحي. أفادت مصادر الجيش الإسرائيلي أن الاشتباكات اندلعت عندما كان الجنود في طريقهم إلى مغادرة منطقة المخيم، أطلقوا النار لمنع تصعيد، باستخدام رشقات روجر 10/22 ضد المتظاهرين، حسبما ورد، رشقوا الحجارة والقنابل الأنبوبية باتجاه القوات. لم يؤكد الجيش الإسرائيلي وقوع إصابات بين الفلسطينيين [553][554][555]
- قامت القوات الإسرائيلية بتجريف محلين تجاريين قائمين، مطعم القلعة التابع لنائل رزق عقيل وكشك تيسير عقيل لبيع الهدايا في قرية سبسطية بالضفة الغربية، [548]
- هدمت القوات الإسرائيلية بالجرافات 5 مبان سكنية، يسكنها 27 فلسطينيا، 18 منهم قاصرون، تعود إلى عائلة الهذالين التي مول الاتحاد الأوروبي بناؤها في أم الخير. وقال متحدث إسرائيلي إن 4 هدمت بحجة عدم حصول إسرائيل على تصاريح.[548]
- كما تم هدم مبنى سكني في فصايل في منطقة أريحا لعدم وجود تصريح إسرائيلي.[548]
- ألقى مجهولون زجاجات حارقة على سقيفة في مستوطنة يتسهار بالضفة الغربية مما أدى إلى إلحاق أضرار بها.[556]

### 10 أغسطس
- موسى محمد سلمان، رجل يبلغ من العمر 85 عامًا من قرية تلفيت في منطقة نابلس، توفي بعد أن دهسته دراجة نارية كان يقودها مستوطن إسرائيلي، حسبما ورد. ووقع الحادث الذي وقع على ظهر حمار وهو يرعى قطيع أغنامه بالقرب من خربة المعراج غربي دوما. كما قتل حمار.[557]
- إصابة 4 شبان فلسطينيين برصاص الاحتلال الإسرائيلي في مخيم الأمعري. واندلعت اشتباكات خلال غارة إسرائيلية، حيث ألقى فلسطينيون الحجارة وإحراق الإطارات، وأطلقت القوات الإسرائيلية النار لتفريق ما وصفوه بأعمال شغب.[558]
- جرفت جرافات المستوطنين، برفقة القوات الإسرائيلية، ومن البؤرة الاستيطانية الإسرائيلية غير القانونية في نفيه حنانيا ومستوطنة راحيليم ما يقرب من 500 شجرة زيتون موزعة على 8.6. دونم في منطقة البياضة التابعة لقرية إسكاكا بالضفة الغربية.[559]

### 11 أغسطس
- أصيب 2 فلسطينيين في أقدامهم بنيران إسرائيلية حية خلال مواجهات دهمت الأخيرة مخيم عايدة للاجئين والتقت بمجموعات ألقت قنابل حارقة.[560]
- اعتدى فلسطيني بواسطة مفك براغي على شاب إسرائيلي خارج المقبرة اليهودية في جبل الزيتون بالقرب من الطور في القدس الشرقية، مما أدى إلى إصابته بجروح طفيفة في رقبته وظهره. ثم هرب المهاجم.[561] واعتقل الفلسطيني أحمد نعيم (19 عاما) من الطور في 17 آب للاشتباه في ضلوعه في الحادث.[562]

### 13 أغسطس
- في مداهمة لجمعية خيرية فلسطينية ( زكاة ) في مدينة بيت لحم، صادرت قوات الاحتلال 6 أجهزة كمبيوتر وملفات تحتوي على بنك معلومات للفقراء والأيتام في المنطقة. وتركت أبواب المكتب محطمة.[563]
- أصيب فلسطيني (23 عاما) برصاصة إسرائيلية في ساقه بعد مشاركته في مظاهرة بالقرب من مخيم البريج للاجئين والسياج الحدودي مع إسرائيل. وقال متحدث إسرائيلي إن الطلقات التحذيرية لم يتم الالتزام بها.[564]

### 14 أغسطس
- أمل جمال قبها، 15 عاما، خرجت من سيارة على حاجز إسرائيلي قرب مستوطنة شاكيد بمحافظة جنين بالضفة الغربية، واعتدت على مواطنة من حرس الحدود الإسرائيلي، أصيبت بجروح طفيفة. تم القبض على الفتاة.[565]

### 15 أغسطس
- هدم الاحتلال الإسرائيلي منزل عائلة المواطن محمد ناصر طرايرة، 17 عاما، في بني نعيم. كانت طرايرة قد طعنت حتى الموت مراهقة يهودية، هاليل أريئيل، 13 سنة، في منزلها في مستوطنة كريات أربع.[566]
- 5 صياد من غزة كان يعمل على الانتهاء من بلدة بيت لاهيا في قطاع غزة وصادر زورقه من قبل القوات البحرية الإسرائيلية.[567]
- ألقى جندي إسرائيلي قنبلة صوتية على مجموعة من الشبان كانوا يجلسون خارج منزل في رام الله، بعد أن توقفت سيارة جيب عسكرية مارة بالقرب منهم. تم تسجيل الحادث على شريط فيديو. ولم ترد انباء عن وقوع اصابات. تم في وقت لاحق تأديب 3 جنود على الحادث.[568]

### نظرة عامة على 16-22 أغسطس
أصيب 88 فلسطينيا، من بينهم 14 طفلا، في الضفة الغربية، وأصيب 52.32 بالرصاص الحي في حادثة واحدة وقعت في مخيم الفوار للاجئين. قُتل شاب. 4 فلسطينيين واحد 17 عام، بالرصاص الحي في قطاع غزة، في حين انقطع العمل في المناطق المحظورة من قبل إسرائيل بإطلاق نيران تحذيرية في عدة مناسبات. تم هدم 28 مبنى فلسطينيًا وتشريد 55 فلسطينيًا، وتضرر 800 آخرين في المنطقة (ج) والقدس الشرقية. قطع أنابيب المياه التي تخدم 41 عائلة بدوية في منطقة القدس. كما صادرت السلطات الإسرائيلية خزان مياه وحفاراً ومولداً للكهرباء وماكينة لحام من عدة قرى، وجرفت 330 كرمة زيتون وعنب، مؤكدة أن المزارع كانت على أراضي دولة إسرائيل في الضفة الغربية. رشق فلسطينيون بحجارة ألحق أضرارا بممتلكات قرب حوسان وحزمة وشعفاط، مما أدى إلى إصابة مستوطن.

### 16 أغسطس
- خلال غارة إسرائيلية على مخيم الفوار للاجئين، أصيب 3 شبان فلسطينيين بالرصاص الحي، فيما أصيب 32 بالرصاص المعدني المغلف بالمطاط خلال عملية تفتيش واعتقال طالت 150-200 منزل. تضرر 28 منزلاً وعثر على بندقيتين وقنابل صوتية ومعدات عسكرية.[550][570][571] وتوفي أحد الثلاثة وهو محمد أبو هشهش (19 عاما) فيما بعد، وتبين أنه أصيب في ظهره برصاص حي فوق القلب. واشتكى الفلسطينيون من أن سيارة الإسعاف التي نقلته إلى المستشفى أخرت من قبل القوات الإسرائيلية لمدة 1 ساعة، مما يجعله القتيل الفلسطيني رقم 218 منذ انتفاضة أكتوبر 2015.[572] خلص تحقيق أجرته منظمة حقوق الإنسان الإسرائيلية غير الحكومية، بتسيلم، إلى أن حشاش رشق الحجارة في وقت سابق من ذلك اليوم، ثم عاد إلى منزله، وأنه قُتل برصاص قناص إسرائيلي كان متمركزًا في منزل عائلة الحموز 30. على بعد أمتار، بينما خرج حشاش من منزله. تسمح اللوائح الإسرائيلية باستخدام الذخيرة التي قتله فقط في حالات الخطر المميت للجندي. من بين الاثنين الآخرين، أصيب محمد العامسي (22 عامًا)، بحسب بتسيلم، بأربع طلقات في يده ورجليه بنيران حية أثناء استماعه للراديو على هاتفه الخلوي بينما كان يقف على سطح منزل. منزله، حوالي 80 على بعد أمتار.[570][573]
- دمرت الجرافات الإسرائيلية حوالي 50 شجرة زيتون في قرية الشوفة الفلسطينية في محافظة طولكرم. كما تم هدم الجدران الحجرية الجافة. كان أحد بساتين الزيتون ملكًا لعبد حامد، الذي ذكر أن الأشجار قد زُرعت قبل 15-20 عامًا، وأن استئنافه ضد المصادرة المقررة لأرضه لا يزال معلقًا. ورد متحدث عسكري إسرائيلي بأن الأشجار زرعت في أراضي دولة إسرائيل، وزُرعت دون تصريح.[574]
- قامت القوات الإسرائيلية بهدم مبنى غرفة محمد علي عبيدات المنفردة الذي تبلغ مساحته 40 متراً مربعاً، والمبني للإقامة دون تصاريح إسرائيلية، لكن تم استخدامه كحصان خيول في حي جبل المكبر بالقدس الشرقية.[575]
- هدم تاجر سيارات زكريا موسى في قرية عناتا وسيارتين من قبل جرافات مرافقة من مستوطنة بيت إيل.[575]
- نتيجة عمليات الهدم الإسرائيلية لثمانية منازل تعود لعائلة شلالدة الممتدة في جرة الخيل خارج قرية سعير في محافظة الخليل، أصبح 50 فلسطينياً بلا مأوى. تقول مصادر إسرائيلية إن لديهم أوامر بوقف العمل مؤخرًا 2 سنين مضت. ويقول الفلسطينيون إنهم حاولوا مرارًا وتكرارًا الحصول على تصاريح لكنهم رُفضوا طلباتهم.[575][576]
- نزح 20 فلسطينيا من عائلة زرينة بعد أن هدمت قوات الاحتلال الإسرائيلي منزلين وغرفة في منطقة بير عونا في بيت جالا قرب مدينة بيت لحم.[575]

### 17 أغسطس
- جرفت الجرافات الإسرائيلية مبنى من غرفة واحدة يملكه طارق الديراوي في خربة المعراج بالضفة الغربية.[577]
- جرفت القوات الإسرائيلية منزلا زراعيا في قرية قصرة، تعود ملكيته للمواطن سمير حسن، كما هدم عدد من الجدران الاستنادية في المنطقة.[577]

### 18 أغسطس
- تم إلقاء الحجارة على سكة حديد القدس الخفيف في حي بيت حنينا في القدس الشرقية. لم يصب أحد بأذى ولكن لحقت أضرار في القطار الخفيف.[578]

### 19 أغسطس
- أصيب 3 متظاهرين فلسطينيين برصاص فولاذي مغلف بالمطاط في كفر قدوم وبلين. وبحسب متحدث فلسطيني، فقد تم استهداف شبكة المياه في القرية، وتعطلت لعدة ساعات. وأضاف أن هذه هي المرة السابعة التي يتم فيها تمييز إمدادات المياه.[579]
- وزعمت جمعية الأسير الفلسطينية أنه تم تعريض المعتقل أحمد يسري مسودة (16 عاما) من الخليل بالصدمات الكهربائية. واشتكى العديد من المعتقلين الآخرين من تعرضهم لانتهاكات بدنية أثناء الاستجواب.[580]

### 21 أغسطس
- محمود علي والويل، 24 عاما، أصيب بشظايا في صدره وذراعيه في اشتباكات مع قوات الاحتلال الإسرائيلي في مخيم الفارعة بمحافظة طوباس.[581]
- وسقط صاروخ اطلق من غزة بين منازل في مدينة سديروت الاسرائيلية ولم يبلغ عن وقوع اصابات او اضرار. وأعلنت كل من الجبهة الشعبية لتحرير فلسطين وبعض الجماعات الإسلامية السلفية المتشددة مسؤوليتها.[582][583]
- وردا على الصاروخ، أطلق سلاح الجو الإسرائيلي صاروخا على قاعدة تابعة لحماس في بيت حانون، وأطلقت دبابة النار على ما وصفته مصادر إسرائيلية بالبنية التحتية الإرهابية، بما في ذلك خزان مياه غير مستخدم. وقالت مصادر إسرائيلية إن فلسطينيا أصيب بشظايا. وذكرت مصادر فلسطينية وأممية أن 4 جرحى بينهم مدنيان وصبي.[569][582][584]
- وقال متحدث إسرائيلي، في تعليقه على عدة هجمات صاروخية تم إطلاقها في المساء، إن الصاروخ أضر بسيادة إسرائيل.[585] وذكرت تقارير فلسطينية أن مواطنين آخرين من غزة أصيبوا في الضربات اللاحقة.[586]

### 22 أغسطس
- شنت إسرائيل 50 غارة جوية على أهداف تابعة لحماس في قطاع غزة خلال 2 ساعات من وقت متأخر من مساء الأحد حتى وقت مبكر من يوم الإثنين، وفقًا للتقارير، يتماشى مع النهج الجديد بعد تولي أفيغدور ليبرمان منصب وزير الدفاع. ردت السياسة القديمة على صاروخ واحد بضربة واحدة. وقال المتحدثون إنه "لا توجد نية لتصعيد الموقف أكثر".[583][587][588]
- وفي مداهمات فجر اليوم، اقتحمت القوات الإسرائيلية عدة مواقع للحدادة والمخارط في بيت لحم وبيت جالا والخليل والدوحة وصادرت الآليات، بناء على أنباء تفيد بأن إحدى هذه المحلات في المنطقة كانت تنتج أسلحة. خلال المواجهات مع أحد الشباب في مخيم العزة للاجئين والدوحة، أصيب شاب بعيار ناري في ساقه. وإجمالاً، أصيب 5 شبان آخرين بالرصاص المعدني المغلف بالمطاط. ووقعت بعض المداهمات في المنطقة "أ" الخاضعة حصريًا لسيطرة السلطة الفلسطينية، وهي من الناحية الفنية محظورة على القوات الإسرائيلية.[589]

### نظرة عامة على الفترة من 23 أغسطس إلى 5 سبتمبر
وأصيب 66 فلسطينيًا بجروح في الاشتباكات، معظمهم خلال بعض من 186 عملية بحث واعتقال نفذتها القوات الإسرائيلية خلال تلك الفترة، وأدت إلى اعتقال 239 فلسطينيًا من الضفة الغربية. إصابة 5 جنود إسرائيليين برشق حجارة. فتحت القوات الإسرائيلية النار 18 مرة على الأقل في المناطق المحظورة في قطاع غزة، مما أدى إلى إصابة راع وصياد بجروح. تعرض نحو 28 مبنى فلسطينيا للهدم أو المصادرة بسبب عدم وجود تصاريح إسرائيلية في المنطقة ج من الضفة الغربية أو منطقة القدس. وبذلك تم تشريد 58 شخصًا. اقتلاع 300 شجرة زيتون من بساتين فلسطينية في جيوس ورأس عطية. هاجم مستوطنون فلسطينيا في القدس الشرقية وأطلقوا العنان للكلاب التي هاجمت فلسطينيا بالقرب من دير استيا. تضررت البساتين عندما وردت أنباء عن تصريف مياه الصرف الصحي من مستوطنة بيتار عيليت في مزارع قرية حوسان. إصابة 4 سيارات إسرائيلية جراء رشق الحجارة وإصابة إسرائيليين.

### 24 أغسطس
- ساري محمد أبو غراب، 24 عاماً، من سكان قباطية، قُتل برصاص القوات الإسرائيلية التي كانت تلاحق سيارة رشق منها الحجارة، حسبما ورد، بالقرب من مستوطنة أرييل. وبحسب التقارير الإسرائيلية، غادر أبو غراب السيارة وحاول طعن جندي في رقبته وقتل رداً على ذلك. واصيب الجندي بجروح طفيفة.[591]
- هدم منزلان للمواطن شويب الهذالين ومنزل سليمان الهذالين في قرية أم الخير. السابق، وهو شخص مسن معاق، تم اعتقاله لاحقًا. كما تم هدم مبنى تم بناؤه كمركز ثقافي.[592]
- خلال عدة مداهمات بحث واعتقال في جميع أنحاء الضفة الغربية، أدت أيضًا إلى اعتقال قاصرين، حيث اندلعت اشتباكات مع القوات الإسرائيلية في مخيم جنين للاجئين، أصيب خليل السعدي (25 عامًا) في حقويه بالذخيرة الحية وكذلك أصيب برصاصتين في ساقه.[593]
- أصيب فلسطيني يبلغ من العمر 20 عاما من غزة برصاصة في قدمه عند معبر إيريتز الحدودي.[594]
- يُشتبه في أن موشيه يانون أورين من البؤرة الاستيطانية في جفعات عروسي أطلق النار على سيارة أجرة فلسطينية على متنها خمسة ركاب بالقرب من مستوطنة يتسهار، باستخدام مدفع جوي. وتحطمت الزجاج الخلفي للسيارة ولم يصب احد.[595]

### 25 أغسطس
- أصيب عبد العزيز سعد الله، صياد من غزة بنيران البحرية الإسرائيلية، واعتقل بعد ذلك. وقال متحدث إسرائيلي إنهم فتحوا النار على سفن بعد أن فشلت الطلقات التحذيرية في منع الصيادين من الانحراف إلى منطقة تعتبرها إسرائيل محظورة. كما أفاد المصدر بإطلاق أعيرة نارية من الشاطئ باتجاه القوات البحرية الإسرائيلية.[596]

### 26 أغسطس
- استشهد الفلسطيني اياد حمد (38 عاما) برصاصة عندما ركض باتجاه نقطة حراسة اسرائيلية بالقرب من سلواد ومستوطنة عوفرا الاسرائيلية. ذكرت التقارير الأولية أنه مهاجم مسلح، وأطلق النار على الجنود من داخل سيارته فأطلقوا النار عليه قبل أن يتمكن من الخروج. وقال شهود عيان في الموقع، بحسب وكالة معا للأنباء، إنه أصيب برصاصة أثناء تواجده داخل السيارة. اتضح أن حمد، وهو أب لثلاثة أطفال، كان مريضاً عقلياً وغير مسلح. تم تنبيه القوات الإسرائيلية إلى اختفاء شخص كان ينوي القيام بهجوم إرهابي من منزله. قالوا أيضًا إنه ضاع في طريق عودته إلى المنزل بعد شراء الحلوى لأطفاله، وأصيب بالذعر عند رؤية الجنود، وحاول الهرب وأصيب برصاصة في ظهره.[597] حمد هو الفلسطيني الذي قتل 220 منذ تصاعد الصراع الإسرائيلي الفلسطيني الذي بدأ في سبتمبر 2015.[598]
- أصيب شابان فلسطينيان في مخيم الدهيشة للاجئين برصاص حي في الساقين خلال مواجهات مع القوات الإسرائيلية، التي حددها الجيش الإسرائيلي على أنها داهمت شرطة الحدود الإسرائيلية المخيم لاعتقال أحد المشتبه بهم. أصيب 30 شابا بجروح في الساق منذ بداية عام 2016. تتحدث التقارير الفلسطينية عن الإصابات بالتهديدات المزعومة التي وجهها النقيب نضال أثناء استجواب المشتبه بهم المحتجزين، حيث ورد أنه قال إنه سيعطل جميع الشباب في المخيم [599][600]

### 27 أغسطس
- أصيب أحد حرس الحدود الإسرائيلي بحجر رشقه به خلال أعمال شغب في قطنة وأصيب بجروح بالغة في عينه.[601]

### 29 أغسطس
- تم إلقاء الحجارة على سكة حديد القدس الخفيف في حي بيت حنينا في القدس الشرقية. لم يصب أحد بأذى ولكن لحقت أضرار في القطار الخفيف.[602]

### 30 أغسطس
- هدمت ثلاثة منازل فلسطينية بحجة عدم الحصول على تصاريح إسرائيلية. اثنان يملكان إياد نيروخ في سلوان لا يزالان قيد الإنشاء، وثالثاً يخص وسيم عطية في صور باهر. وسيم عطية وعائلته، 5 أفراد، باتوا بلا مأوى.[603]

### 31 أغسطس
- ووفقًا لتقارير فلسطينية، تعرض ستة شبان للاعتداء على أيدي الشرطة الإسرائيلية في منطقة باب الحطة في البلدة القديمة بالقدس، بينما تعرض خمسة لاعبين فلسطينيين آخرين، حسبما زُعم، للضرب بأعقاب البنادق بالقرب من بوابة هيرود.[604]
- وصادرت السلطات الإسرائيلية آلات تعبيد الطرق في منطقة ود الرخم في سوسيا، بعد أن ضلوا طريقهم إلى منطقة محظورة، بحسب متحدث باسم القرية. وقالت مصادر إسرائيلية إن الطرق أدت إلى سكن يعتبر غير قانوني.[605]
- وأصيب جندي في وحدة إسرائيلية تحمي قافلة مؤلفة من 16 حافلة متجهة إلى قبر يوسف قرب مخيم بلاطة للاجئين بجروح متوسطة.[606]
- تشرد 14 فلسطينيا، بينهم 3 أطفال، بعد أن قامت القوات الإسرائيلية بتفكيك 3 كرفانات ومراحيض وملاجئ للماشية في منطقة بديو المعراجات بالقرب من أريحا. تم التبرع بالبنية التحتية المؤقتة من قبل وكالات المعونة الأجنبية، بعد أن دمرت منازل العائلات في وقت سابق من الشهر، في 4 أغسطس.[607]
- ظل 28 فلسطينيًا، من بينهم 19 قاصرًا، بلا مأوى في منطقة معزي جبع شمال شرق القدس، بعد أن هدمت السلطات الإسرائيلية منازلهم الأربعة بالجرافات، بالإضافة إلى 3 حظائر لمواشيهم.[608]

## سبتمبر

### 1 سبتمبر
- أصيب إسرائيلي بجروح متوسطة برصاصة أثناء قيامه بحراسة مصلين يهود كانوا يؤدون شعائر دينية في قبر يوسف في نابلس. وأفاد الجيش أن الأعيرة النارية جاءت من مخيم بلاطة القريب. واندلعت الاشتباكات عندما وصلت 16 حافلة تقل مصلين يهود، برفقة قوات من الجيش الإسرائيلي والشرطة الإسرائيلية ومنسق الحكومة وشرطة الحدود الإسرائيلية إلى الضريح والتقت بمشاغبين فلسطينيين رشقوا الزوار والجنود بالحجارة وقنابل المولوتوف وإطارات السيارات المشتعلة.[609][610][611]
- تم القبض على امرأة فلسطينية تبلغ من العمر 21 عاماً من سكان العيزرية بعد أن زعمت أنها حاولت طعن حراس إسرائيليين عند حاجز قلنديا [612]

### 2 سبتمبر
- نضال اشتية، مصور صحفي فلسطيني أصيب في مؤخرة رأسه بقنبلة غاز إسرائيلية أثناء اشتباكات في مظاهرة في كفر قدوم [613]

### 3 سبتمبر
- أفادت مصادر إسرائيلية عن إطلاق نار على مواقع حدودية من مناطق قرب بيت لاهيا بقطاع غزة [614]

### 4 سبتمبر
- وقصفت المدفعية الاسرائيلية موقعين لحركة حماس شمال قطاع غزة انتقاما.[614]

### 5 سبتمبر
- وفقًا لتقارير إسرائيلية أولية، قُتل إرهابي، مصطفى نمر (27 عامًا) كان يقود سيارته في اتجاه جنود إسرائيليين بسرعة ولم يبطئ سرعته في مخيم شعفاط للاجئين، لإطلاق النار على ما يبدو، لمحاولته دهس جنود إسرائيليين كانوا يداهمون. المخيم. كما ألقي القبض على شقيق زوجته علي تيسير نمر (25 عاما) الذي كان يقود السيارة وكان مصابا بجروح متوسطة.[615] وأوضحت مصادر فلسطينية أن مصطفى نمر كان يزور شقيقه الأكبر، وكان يجلب معه مواد غذائية لشراء ملابس العيد التي عثر عليها لاحقًا في المقعد الخلفي. وقال شهود عيان محليون إن السيارة كانت تسير بسرعة عادية، واصطدمت بسيارة قريبة بعد إطلاق الرصاص عليها.[616] واعترفت مصادر المخابرات الإسرائيلية في وقت لاحق بأن إطلاق النار كان خطأ وتراجعت عن الادعاء بأنه إرهابي. واحتُجز الجريح بتهمة القيادة بدون رخصة والقيادة تحت تأثير الكحول و"تعريض مركبة للخطر بشكل متهور".[617] أحصى أحد الصحفيين 30 رصاصة في السيارة. وزُعم كذلك أن سيارتين كانتا تتسابقان وقت وقوع الحادث، وأن سائق السيارة المعنية لم يكن يعلم أن هناك مداهمة جارية. وفي مقطع فيديو نُشر لاحقًا، يمكن سماع عيارين ناريين بعد خروج السائق الجريح، علي نمر، من السيارة. عاش مصطفى نمر مع صديقته اليهودية في رمات غان. امرأة في السيارة، ورد أنها صديقته أو زوج أخته، [618] التي كانت مع مصطفى في المقعد الخلفي، لم تُصاب في إطلاق النار.[619] في أعقاب ذلك، اتُهم علي نمر أيضًا بالتسبب في وفاة شقيق زوجته بسبب إهمال القيادة.[620] رفضت محكمة إسرائيلية مزاعم الشرطة أن قيادة علي تجعله مذنبا بالقتل غير العمد.[621]
- كان عبد الشقر من الزاوية مطالبته بـ 12.3 فدان من الأراضي التي صادرتها السلطات الإسرائيلية في الماضي واعترفت بها المحكمة العليا الإسرائيلية بعد معركة قانونية استمرت 12 عامًا. في عام 2004، 78.3 صودرت من القرية لبناء الجدار الفاصل في الضفة الغربية.[622]
- أصيب عبد الغني بحلاق (21 عاما) ونمر أبو غزالة (20 عاما) برصاص في الساقين خلال اشتباكات مع القوات الإسرائيلية في سبسطية.[623]

### نظرة عامة على 6 سبتمبر - 19 سبتمبر
أكثر من 4 في الفترة من 16 إلى 19 سبتمبر، تم تنفيذ 7 هجمات منفردة وهجمات مزعومة. قُتل 6 من المهاجمين المشتبه بهم، وأصيب 3 بجروح، وأصيب 5 من أفراد الأمن الإسرائيلي، و3 مستوطنين. استشهد فلسطينيان بالرصاص واصيب 98 فلسطينيا، من بينهم 37 طفلا، بالرصاص الحي والمطاطي أو استنشاق الغاز المسيل للدموع في مواجهات مع جنود الاحتلال. تعرض سكان غزة لإطلاق النار 29 مرة لدخولهم منطقة الوصول المقيد داخل قطاع غزة أو على طوله. اعتقل 183 فلسطينيا في غارات التفتيش والاعتقال الإسرائيلية في الضفة الغربية. هدمت السلطات الإسرائيلية 15 مبنى مملوكًا لفلسطينيين في المنطقة (ج) والقدس الشرقية أو هدمت أصحابها بالقوة بحجة عدم حصولهم على تصاريح بناء إسرائيلية، مما أدى إلى تهجير 23 شخصًا، من بينهم 12 طفلاً. أصيب 4 من ركابها، من 6 حوادث رشق بالحجارة. وبحسب ما ورد أحرق المستوطنون 45 شجرة زيتون في قريتي جينصافوط وبورين بالضفة الغربية، بينما قام المستوطنون بتجريف أراضي القرية غير المزروعة في القرية الأخيرة تحت حراسة الجيش الإسرائيلي.

### 6 سبتمبر
- وتعرضت عدة مواقع للمسلحين، من بينها برج مراقبة ومناطق تدريب في قطاع غزة، لقصف بالمدفعية الإسرائيلية. تعرض منزل عائلة الشنطي في بيت لاهيا لأضرار عرضية. وتقول مصادر إسرائيلية إن العملية جاءت ردا على إطلاق نار على الدفاعات الحدودية خلال الليل.[625]

### 7 سبتمبر
- قامت القوات الإسرائيلية بتجريف ما يزيد عن 40 شخصاً دونم من الأراضي الزراعية في بيت أولا، اقتلاع ما يقارب 800 شجرة زيتون. والممتلكات المتضررة هي عقارات كل من بسام حمدان العدم وسليمان محمود العدم وعلي محمد العدم ومحمود خالد العدم. بالإضافة إلى ذلك، تم نهب بئرين خاصين. جاء هذا الإجراء في أعقاب أمر عسكري يعلن ملكية الأرض للدولة. يقول المالكون إنهم لم يتم إخطارهم.[626]

### 8 سبتمبر
- دهس فلسطيني مسن (65 عاما) من قرية الخضر بسيارة مستوطنين. وأصيب الرجل بكدمات وكسور في العظام. يزعم الفلسطينيون أن الحادث كان متعمدا.[627]
- أعلنت مصادر فلسطينية أن القوات الإسرائيلية أطلقت النار على شاب فلسطيني (18 عاما) في مدينة جباليا شمال قطاع غزة.[628]
- أصيب شاب فلسطيني في ظهره ويده برصاص الاحتلال الإسرائيلي في مخيم الجلزون. وتقول مصادر فلسطينية إن الحادث وقع أثناء مغادرة الطلاب مدرستهم في المخيم.[629]

### 9 سبتمبر
- استشهد الشاب عبد الرحمن أحمد الدباغ، 18 عاما، برصاص الاحتلال، بحسب تقارير فلسطينية، خلال احتجاجات قرب مخيم البريج في قطاع غزة. استشهد برصاصة في رأسه وأعلنت وفاته لدى وصوله إلى مستشفى الأقصى. ونفت إسرائيل أي دور لها في الحادث.[630]
- وأصيب فلسطيني من غزة بنيران إسرائيلية خلال احتجاجات بالقرب من ناحال عوز شرق الشجاعية.[630]

### 10 سبتمبر
- توفيت لمى مروان موسى، 6 أعوام، إثر كسر رقبتها عندما دهستها سيارة مستوطنين في قرية الخضر. وذكرت تقارير فلسطينية أولية وتقرير إسرائيلي لاحق أن الحادث كان حادثا. قال فلسطينيون محليون إنها كانت تقف على ممر مشاة خارج منزلها عندما صدمتها سيارة سريعة. وتفيد التقارير الإسرائيلية بأنها كانت تعبر الشارع وقت وقوع الحادث.[631]

### 12 سبتمبر
- جندتان من الجيش الإسرائيلي كانتا تبحران بواسطة جهاز WAZE GPS، ضالتا طريقهما إلى بلدة طولكرم الفلسطينية. ولدى اقترابهما من القرية قيل لهما الاستمرار في السير نحوها، بينما نصحهما شرطي فلسطيني يرتدي ملابس مدنية بالعودة. تقدموا إلى القرية، ورد أنهم أصيبوا بجروح طفيفة عندما ألقيت الحجارة على سيارتهم. وقامت الشرطة المحلية بإلقاء القبض عليهم وسلمتهم إلى السلطات الإسرائيلية.[632][633]
- أحمد زياد أبو داود، 17 عاماً، وإياد نعيم أبو داود، 19 عاماً، في حالة حرجة جراء إصابتهما، حسبما ورد، عندما صدمتهما حافلة عسكرية إسرائيلية في منطقة الفحص جنوب الخليل.[634]
- وخلال مواجهات مع المتظاهرين الفلسطينيين في بلدة قصرة جنوب نابلس، أصيب 4 فلسطينيين بجروح. أسفر ذلك عن إصابة مواطن، 35 عاماً، بعيارين ناريين ناريين، فيما أصيب آخر في الرأس بعيار معدني مغلف بالمطاط.[635]
- أصيبت شرطية حرس حدود إسرائيلية بجروح نتيجة رشقها فلسطينيون بالحجارة بالقرب من تقوع وغوش عتصيون.[636]

### 14 سبتمبر
- سقط صاروخ أطلق من قطاع غزة على منطقة زراعية بالقرب من الحدود أو في منطقة إشكول جنوب إسرائيل.[637]

### 15 سبتمبر
- وشنت إسرائيل بعض الغارات الجوية على قطاع غزة انتقاما. وكانت المناطق المستهدفة عبارة عن أراض زراعية شمال غربي بيت لاهيا وموقع اليرموك قرب الشجاعية، التي يُشتبه في أنها مناطق تدريب للمسلحين. كما تعرضت بلدة الشيماء شمال بيت لاهيا للقصف.
- أصيب محمد أحمد عبد الفتاح السراحين، 30 عاماً، من سكان بيت أولا، متأثراً بجراحه، أثناء فراره من القوات الإسرائيلية التي جاءت لاعتقاله في غارة عسكرية على منزله. قال الجيش الإسرائيلي وشرطة الحدود إنهم تمكنوا من القبض على مشتبه به واحد وأطلقوا النار على المشتبه به الآخر (السراحين) الذي حاول الفرار. فتح الجيش الإسرائيلي تحقيقا.[638][639]

### 16 سبتمبر
- قتل رجل أردني يدعى سعيد حائل عمرو (28 عاما) من قرية المغير خارج باب العامود، في إحدى النسخ، بينما كان يركض باتجاه حرس الحدود الإسرائيلي وبيده سكين ويصرخ " الله أكبر ". وبحسب ما نقلته صحيفة "هآرتس" عن شاهد عيان، صرخ عمرو "الله أكبر" بعد أن تم إيقافه وطلب منه رفع قميصه، ثم أطلق عليه ضابط قريبه النار. وصرح المتحدث الإسرائيلي ميكي روزنفيلد أنه تم العثور على 3 سكاكين في جسده، وأنه كان ينوي استخدامها لمهاجمة الناس.[640] ولم يصب احد الا الاردني. تم تصوير الهجوم في فيلم.[641][642]
- قُتل موسى محمد خضور، 18 عاماً، برصاص جنود إسرائيليين بالقرب من مستوطنة كريات أربع بعد أن صدم بشاحنته الصغيرة محطة حافلات إسرائيلية في محاولة دهس. وكانت خطيبته رغد عبد الله عبد الله خضور، 18 عاماً، برفقته في السيارة، وأصيبت بجروح خطيرة من إصابتها بطلق ناري في بطنها. وعولج فيما بعد ثلاثة شبان إسرائيليين فروا من محطة الحافلات من الصدمة. وقال متحدث إسرائيلي إنه تم العثور على سكين في مقعد الراكب. وكان كلا المعتدين المشتبه بهما من قرية بني نعيم. وكانت رغد قد تركت رسالة لعائلتها قبل الاعتداء تقول فيها إنها ستنضم إلى خطيبها في الهجوم "من أجل تبرئة اسمها". قامت شقيقتها مجد خضور، بهجوم مماثل في نفس الموقع في 24 يونيو، مما أدى إلى إصابة إسرائيليين اثنين وقتلها جنود إسرائيليون. في رسالة أخرى ورد أنهما غادرا للعائلات، قالا إنهما يريدان ارتكاب الهجوم من أجل الانتقام لمقتل أحد أفراد الأسرة. وبحسب الأسرة، أراد الزوجان الزواج، لكن لم يتلقيا مباركة أهلهما، ولأن رغد كانت حاملاً، قررا الانتحار.[643][644][645][646][647] تم إطلاق سراح خضور لاحقًا وتم نقلها إلى مستشفى فلسطيني بعد أن أثبتت الشرطة الإسرائيلية عدم وجود دليل يربطها بالهجوم.[648]
- أصيب سائق حافلة إسرائيلي بجروح طفيفة من الزجاج المتطاير عندما ألقيت حجارة وزجاجات طلاء على الحافلة في الطريق السريع رقم 1 أثناء قيادته لها من القدس إلى مستوطنة معاليه أدوميم الإسرائيلية.[649]
- أصيب فلسطينيان في اليد والساق على التوالي في قطاع غزة بنيران الحدود الإسرائيلية أثناء مظاهرة شرق مخيم البريج للاجئين. ووصفتهم مصادر إسرائيلية بأنهم "محرضون" على أعمال شغب.[650]
- أصيب جندي إسرائيلي بجروح طفيفة في وجهه في هجوم طعن على حاجز جيلبرت في الخليل. قُتل المهاجم، محمد ثلجي كايد ثلجي الرجبي، 15 عاماً، بعد أن سحب سكيناً بعد أن طلب منه إبراز أوراق هويته. وقع الحادث بالقرب من تل الرميدة.[651][652][653]
- أطلقت القوات الإسرائيلية النار على شابين فلسطينيين خلال مواجهات في مخيم الجلزون بالقرب من مستوطنة بيت إيل.[654]

### 17 سبتمبر
- استشهد حاتم عبد الحفيظ الشالودي، 25 عامًا، من سكان تل الرميدة في الخليل، بعد أن طعن جنديًا إسرائيليًا بالقرب من الحي، مما أدى إلى إصابته بجروح طفيفة. تم تصوير الشلودي في فيلم وهو يقترب من مجموعة من الجنود الإسرائيليين في حاجز تمار وطلبوا منه إبراز بطاقة هويته. أعطى أحد الجنود ورقة، ثم أخرج سكيناً من جيبه واعتدى على الجندي بها، ثم اندفع نحو جندي آخر قبض عليه. واصل الشلودي محاولة طعن الجندي الذي أسره، مما دفع الجنود إلى إطلاق النار عليه وقتله.[655][656] تدعي عائلته أنه أصيب برصاصة بدم بارد بينما كان في طريقه إلى المصنع حيث كان يعمل.[657]
- قُبض على فتى من بلدة العيسوية، 15 عاماً، بعد أن ضبط وهو يلقي بالحجارة على مركبات بالقرب من مستوطنة معاليه أدوميم. وتمكن من اصطدام إحدى الحافلات، مما أدى إلى إلحاق الضرر بنافذتها الأمامية. لم يصب أحد.[658]

### 18 سبتمبر
- طعن ضابط احتياط في الجيش الإسرائيلي (30) بالقرب من إبطه، بالقرب من مستوطنة إفرات في غوش عتصيون وتم إخلائه في حالة متوسطة. وكان طعنه بهاء الدين محمد خليل عودة، 20 عاما، من سكان ارطاس، لكنه من سكان وادي رحال، أصيب برصاصة في رأسه وتم إخلائه في حالة متوسطة. وبحسب الجيش الإسرائيلي، تم التعرف على الجاني بواسطة سياج إلكتروني حوالي 440 أمتار من المستوطنة قبل حوالي أربع ساعات وأرسلت قوة لتعقبه لكنها فشلت. ويُزعم أنه اختبأ خلف شجيرات قبل أن يقفز ويهاجم الضابط بسكينين.[659][660][661]

### 19 سبتمبر
- في حوالي الساعة 7:30 صباحاً، طعن أيمن الكرد، 20 عاماً، من سكان حي رأس العمود في القدس الشرقية، ضابطي شرطة إسرائيليين كانا متمركزين في شارع صلاح الدين، بالقرب من الحي القديم في القدس. واصيبت شرطية، 38 عاما، بجروح في رقبتها وتم نقلها الى المستشفى في حالة حرجة. وتعرض الشرطي الآخر (47 عاما) للطعن في ظهره عدة مرات وتم إخلائه في حالة خطيرة. تم إطلاق النار على المهاجم بدوره وتم إجلاؤه في حالة خطيرة. وصدرت أوامر بإغلاق جميع المحلات المملوكة لفلسطينيين في الشارع حتى إشعار آخر.[662][663][664]
- قُتل مهند جميل الرجبي (21 عامًا) وأمير جمال الرجبي (17 عامًا) من سكان الخليل بعد أن حاولوا طعن جنود إسرائيليين بالقرب من الحرم الإبراهيمي، وقيل إنه تم استدعاء الاثنين للتوقف أثناء السير نحو نقطة تفتيش. وتابعوا وهم يلوحون بالسكاكين وقتلوا. توفي أحدهما على الفور، والآخر في وقت لاحق في المستشفى متأثرا بعدة أعيرة نارية. وورد فيما بعد أن أحد الجنود أصيب بجلد في يده أثناء المشاجرة.[665][666]
- عندما أقامت القوات الإسرائيلية حاجزاً عسكرياً في حي وادي الحرية في الخليل، مستخدمة منزلاً لتأسيس محطة عسكرية على السطح، واستولت على عدة سيارات لعمل حاجز على الطريق، وقعت مواجهات مع شبان محليين أصيبت فيها سيدة فلسطينية بجروح. أطلقت عليها عبوة غاز مسيل للدموع وأصابتها في صدرها.[667]
- أصيب سائق حافلة إسرائيلي بجروح طفيفة في هجوم رشق بالحجارة على حافلة كانت تسير في حي وادي الجوز بالقدس.[668]
- أصيب الصياد أحمد زيد، 30 عاما، في بطنه برصاص الاحتلال الإسرائيلي أثناء قيامه بالصيد قبالة سواحل بيت لاهيا.[669]

### 20 سبتمبر
- جرفت قوات الاحتلال الإسرائيلي منشآت زراعية فلسطينية ومخزن في صور باهر وبيت حنينا. [670]
- وأصيب جنديان إسرائيليان بجروح طفيفة جراء انفجار زجاجة حارقة خلال اشتباكات إثر مداهمة اعتقالات إسرائيلية في مخيم الدهيشة للاجئين جنوب بيت لحم. وأصيب جندي بحروق من الدرجة الثانية، بينما أصيب الآخر باستنشاق دخان.[671]
- سليم محمود طرايرة، 16 عاماً، من بني نعيم، نزل من الحافلة، وبحوزته سكين، عندما توقفت السيارة عند حاجز مفرق وادي الجوز. وتقول التقارير الإسرائيلية إنه حاول الهجوم بالسلاح. قُتل بالرصاص. ولم يصب اي جندي اسرائيلي.[672]
- تم تصوير رجل فلسطيني في الخليل أثناء تعرضه للضرب والركل من قبل عدد من الجنود الإسرائيليين. وذكرت مصادر إسرائيلية أن الرجل قاوم اعتقاله.[673]

### 21 سبتمبر
- أصيبت الشابة الفلسطينية، براء رمضان عويصة (العويسي) (12/13)، برصاصة في ساقها بعد اقترابها من حاجز الياهو الإسرائيلي في قلقيلية بالقرب من مستوطنة ألفي منشيه، ورفضت التوقف عندما أمرت بالتوقف. تحدثت تقارير إسرائيلية أولية عن هجوم إرهابي فاشل، واعتقد أفراد الأمن أن حقيبة قد تحتوي على مواد متفجرة، وأنها وضعت يدها في قميصها. لم يتم العثور على متفجرات أو أسلحة بين آثارها، وعند الاستجواب، ورد أنها قالت إنها جاءت لتموت. ونفت الفتاة قول ذلك على الإطلاق، وقالت بدلاً من ذلك إنها تريد أن ترى أين وكيف ماتت عمتها، التي قُتلت في نفس نقطة التفتيش قبل عدة أشهر. أمرت محكمة إسرائيلية في وقت لاحق بالإفراج عنها بعد أن حكمت بأنها لم تكن تنوي طعن أي شخص وليس بحوزتها سكين.[674][675][676][677]

### 22 سبتمبر
- في الاشتباكات التي وقعت قبل الفجر مع القوات الإسرائيلية التي كانت ترافق 700 إسرائيلي في 14 حافلة لزيارة قبر يوسف في نابلس، أصيب شاب فلسطيني محلي برصاصة فولاذية مغلفة بالمطاط في ساقه.[678]
- تم تصوير جنديين إسرائيليين أثناء مرافقة الزوار اليهود إلى قبر يوسف بالكاميرا وهم يشعلون النار في ساحة للأخشاب ومخزن فلسطيني في نابلس، مما تسبب في أضرار تقدر بنحو 39 ألف دولار.[679]

### 23 سبتمبر
- أصيب الطفل الفلسطيني أسامة مراد جميل ماري زيدات (15 عاما) برصاصة بعد أن تسلل باتجاه الجنود المتمركزين عند مفترق الياس بالقرب من مستوطنة كريات أربع الإسرائيلية، وقام بإخراج سكين. وأصيب الصبي بجروح متوسطة إلى خطيرة إثر إصابته بطلق ناري في بطنه. لم يصب أي إسرائيلي.[680][681]
- وردت أنباء عن إطلاق النار على ثلاثة فلسطينيين في قطاع غزة و2 شرق مدينة غزة والثالث شرق مخيم البريج للاجئين. وتحدثت مصادر إسرائيلية عن وقف محاولة التسلل إلى إسرائيل.[682]

### 27 سبتمبر
- رشق فلسطينيون بالحجارة سكة حديد القدس الخفيف في حي شعفاط. لم يصب أحد بأذى ولكن تضرر الزجاج الأمامي للسيارة الأمامية.[683]
- وأصيب إسرائيليان بجروح طفيفة جراء انفجار زجاجة حارقة على سيارتهما بالقرب من اللبن الشرقية في الضفة الغربية. تعرضت السيارة لأضرار.[684]
- 4 آبار لتوفير مياه الآبار لري الأغنام والمحاصيل في منطقة جرة الخيل شرق قرية سعير الفلسطينية. وقالت السلطات الإسرائيلية إن المباني تفتقر إلى تصاريح إسرائيلية.[685]
- تم هدم منزلين لكل منهما وحدتين سكنيتين للأخوين أبو الهوى في الطور شرقي القدس لعدم وجود تصاريح إسرائيلية، مما أدى إلى تشريد 16 شخصاً.[686]
- هدم مطعم يديره عماد برقان لمدة عقدين في بيت صفافا بالقدس الشرقية لعدم حصوله على تصريح إسرائيلي.[686]

### 28 سبتمبر
- وأصيب مستوطن إسرائيلي في سيارة مكونة من ثلاثة مستوطنين بجروح عندما اصطدمت زجاجة حارقة بسيارتهم أثناء مرورها بالقرب من قرية اللبن الشرقية الفلسطينية. تعرضت السيارة لأضرار.[687]
- أُجبر عماد جابر على هدم منزله الذي كان يؤوي عائلته المكونة من 6 أفراد والتي تم بناؤها قبل عقد من الزمن، في بيت حنينا (القدس الشرقية) لتجنب دفع الغرامات الإسرائيلية. رامي ألون، أب لسبعة أطفال، من بيت حنينا أيضًا، أُجبر على هدم منزله بأمر من محكمة إسرائيلية.[688]

### 29 سبتمبر
- ونقل محمد حسين خويس، 20 عاما، إلى المستشفى بعد إصابته بجروح خطيرة في الرأس، إثر إصابته في مؤخرة رأسه بقنبلة صوت إسرائيلية خلال مواجهات في بلدة الطور بالقدس الشرقية.[689]

### 30 سبتمبر
- واصيب ستة فلسطينيين خلال الاشتباكات شمال ووسط قطاع غزة. واصيب خمسة بنيران حية قرب معبر ناحال عوز شمال قطاع غزة واصيب اخر بالقرب من البريج وسط قطاع غزة. دخل المشاغبون المنطقة العازلة للجيش الاسرائيلى على الحدود كما تسبب بعضهم في تدمير السياج الامنى على الحدود.[690]
- وأصيب جندي إسرائيلي (24 عاما) بجروح متوسطة في الجزء العلوي من جسده عندما طعنه مهاجم فلسطيني على حاجز قلنديا. استشهد المهاجم نسيم أبو ميزار، 28 عاما، من سكان مدينة كفر عقب برصاص الجندي وقوات أخرى. في الساعة التي تلت الهجوم قام حوالي 200 فلسطيني بأعمال شغب في المنطقة.[691][692]

## اكتوبر

### 4 أكتوبر
- تعرضت عائلة أم تامر زيادة لمضايقات أثناء قطف الزيتون من بساتينهم في تل الرميدة. تم تسجيل الحادث على شريط فيديو، [693]

### 5 أكتوبر
- أطلق مسلحون فلسطينيون من جماعة أحفاد الصحابة- أكناف بيت المقدس، التي قيل إنها تابعة لتنظيم الدولة الإسلامية، في بيت حانون بقطاع غزة صاروخًا على مدينة سديروت الإسرائيلية أصاب طريقًا في المدينة. لم يصب أحد بأذى سوى ثلاثة أشخاص: فتاة تبلغ من العمر 15 عامًا ورجل يبلغ من العمر 60 عامًا وشخص آخر عولجوا من الصدمة. تضرر الطريق بشكل طفيف.[694][695]
- وردا على الهجوم الصاروخي، أطلقت الدبابات الإسرائيلية قذيفة على موقع تابع لحماس في بيت حانون وعلى موقع تدريب القادسية التابع لكتائب القسام في خان يونس. استهدفت غارة جوية مقر الواحة للشرطة البحرية في غزة في بيت لاهيا. ضربت غارة ثالثة حقل زراعي شمال قطاع غزة. قصفت المدفعية الاسرائيلية جبل الريس شرق مدينة غزة. وتفيد تقارير فلسطينية أخرى أن حي التفاح والشجاعية في مدينة غزة، بالإضافة إلى منطقة جبل الصوراني، قد تعرضا لإطلاق نار.[694][696]* [697]
- 7.4 فدان من بستان زيتون في واد الرقاقي بالقرب من بيت أولا تعود ملكيته للسراحين، تم تجريفه من قبل الجيش الإسرائيلي.[698]
- بستان من البرقوق يبلغ من العمر 12 عامًا ويمتد على 1.5 جرفت قوات الاحتلال الإسرائيلي أعمال التجريف في بلدة طواس.[698]

### 6 اكتوبر
- سقط صاروخ أطلق من قطاع غزة على أرض مفتوحة في منطقة المجلس الإقليمي إشكول في إسرائيل. ردت إسرائيل بقصف موقع يقال إن النشطاء يستخدمونه في وسط قطاع غزة [699]

### 7 أكتوبر
- وأصيب فلسطينيان برصاص قوات الاحتلال الإسرائيلي قرب مخيم البريج أثناء التظاهر.[700]
- وطبقاً لجمعية الهلال الأحمر الفلسطيني، فإن 52 شخصاً أصيبوا إما برصاص فولاذي مغلف بالمطاط أو أصيبوا بتسمم بالغاز المسيل للدموع خلال اشتباكات خارج جامعة القدس في أبو ديس، القدس الشرقية، [701]

### 9 أكتوبر
- - تم إلقاء زجاجة حارقة باتجاه سيارة إسرائيلية بالقرب من بلدة تقوع. وعولجت امرأة كانت في السيارة من الصدمة.[702]
- دمرت القوات الإسرائيلية 9 مبان سكنية ومنشآت زراعية وألواح شمسية وأنابيب مياه في منطقة الراس الأحمر بمديرية طوباس في قطاع غور الأردن بالضفة الغربية.[703]
- في حادث إطلاق النار في القدس عام 2016، قامت امرأة إسرائيلية، والموظفة السابقة في الكنيست ليفاناه ماليتشي (60)، والشرطي الرقيب أول. استشهد يوسف كرمي، 29 عاما، برصاص المواطن مصباح أبو صبيح، 39 عاما، من سكان سلوان شرقي القدس. المهاجم، الذي كان من المقرر أن يبدأ عقوبة بالسجن لمدة أربعة أشهر لمهاجمته شرطيًا، بدأ بإطلاق النار عليه، مزودًا ببندقية هجومية من طراز M16 [704] وفقًا لتقرير فلسطيني، كان من المقرر أن يسلم صبيح نفسه للشرطة الإسرائيلية في 10 صباحا يوم الاحد. وأبلغ وكالة الأنباء الفلسطينية معا عن نيته القيام بذلك في اليوم السابق. وكان قد اتُهم بالاعتداء على شرطي إسرائيلي خارج المسجد الأقصى عام 2013، ويعتقد أن القضية قد أغلقت. أمضى عامًا في السجن لكتابته ما يُعتبر منشورات تحريضية على صفحته على Facebook وعند إطلاق سراحه وجد أن قضية الاعتداء قد أعيد فتحها، مما أدى إلى حكم عليه بالسجن لمدة أربعة أشهر أخرى.[705] بدأ هجومه، الذي قتل فيه إسرائيليان وجرح خمسة أشخاص، في تل الذخيرة في القدس الشرقية، حيث أطلق النار على المدنيين وأصاب مليش، التي أصيبت بجروح بالغة وتوفيت فيما بعد متأثرة بجراحها. وأصيبت امرأة أخرى (50 عاما) في الجزء العلوي من جسدها ولا تزال في حالة حرجة. ثم توجه جنوبًا وسار في تقاطع طرق، حيث فتح النار مجددًا على المدنيين، فأصاب رجلًا فلسطينيًا من الخليل (68) [706] في الجزء العلوي من جسده ورجل آخر (30 عامًا) في أطرافه، ثم اقتحم حي الشيخ جراح، حيث أوقف سيارته وأطلق النار على شرطيين لاحقاه على دراجات نارية: الرقيب الأول. وتوفي يوسف كرمي متأثرا بجراح أصيب بها أثناء المطاردة، وأصيب الشرطي الآخر بجروح متوسطة. ثم أطلق النار على المهاجم أثناء تواجده داخل سيارته، ثم توفي متأثرا بجراحه.[705][707][708][709] وبحسب ماغن دافيد آدوم، أصيبت سيدتان (23 و42) بجروح طفيفة عندما اصطدمت سيارة المهاجم بسيارتهم، وأصيبت ثلاث أخرى بصدمة، وبذلك ارتفع العدد الإجمالي للضحايا إلى 11، بما في ذلك القتلى والمعتدي.[710] أغلقت الشرطة الإسرائيلية متجر المعجنات في الضفة الغربية الذي تديره عائلة صبيح بعد يومين، بدعوى أنه كان "مركز تحريض" "شجع الإرهاب" من خلال تصوير مقاطع فيديو.[711]
- أصيب سبعة شبان فلسطينيين برصاص فولاذي مغلف بالمطاط، وأصيب جنديان إسرائيليان (ضابط ومجندة) جراء رشق الحجارة خلال مواجهات اندلعت بعد اقتحام قوات الاحتلال لمنزل أبو صبيح، منفذ إطلاق النار في وقت سابق. في بلدة الرام المجاورة للقدس.[712][713] كما اندلعت اشتباكات في باب الزهراء وشعفاط داخل القدس.[714]
- واصيب راكب باص اسرائيلي بجروح طفيفة عندما اصطدمت حافرته بالحجارة جنوبي الخليل.[715]
- أصيب مجدي محمد، مصور فلسطيني يعمل في وكالة أسوشيتيد برس، برصاصة مطاطية في ظهره أطلقها جندي إسرائيلي خلال مواجهات بالرام. قال إن أحد الجنود أمره بالمغادرة وهو يشتمه، وبينما استدار محمد، أطلق الجندي رصاصة مطاطية على جزء من ظهره، غير مغطى بسترته الواقية.[716]

### 10 أكتوبر
- أفاد الهلال الأحمر الفلسطيني، عن إصابة عاملين فلسطينيين برصاص القوات الإسرائيلية في الجزء السفلي من جسدهما في منطقة وادي أبو الحمص جنوب بيت لحم. لم تكن الظروف واضحة. ولم يؤكد الجيش الإسرائيلي الحادث.[717]
- هاجم مستوطنون من مستوطنة إيلي ساهر موسى وعائلته باستخدام الفؤوس، بينما كانوا يقطفون الزيتون من ممتلكاتهم خارج قريوت. أُجبروا على التوقف، وألحقت أضرار بسيارتهم. وكانت شرطة الاحتلال تحقق في التقرير.[718]
- قام الجيش الإسرائيلي برسم خريطة لمنزل مطلق النار من هجوم يوم أمس قبل الهدم. وأثناء العملية ألقى متظاهرون فلسطينيون عبوة ناسفة باتجاه الجنود، وأصيب أحدهم بجروح طفيفة جراء شظاياها.[719]

### 11 أكتوبر
- تم إلقاء حجر على حافلة بالقرب من بوابة نابلس في القدس، مما ألحق أضرارًا بزجاجها الأمامي.[720]
- أطلقت القوات الإسرائيلية النار على ثلاثة فلسطينيين وأصيبوا بجروح بالقرب من مخيم عزة للاجئين في بيت لحم بعد إلقاء زجاجات حارقة على جنود الاحتلال.. وقع الحادث بالقرب من قبر راحيل حيث تم نشر الجنود. وأصيب أحد الفلسطينيين في كتفه بينما أصيب الباقون في أرجلهم.[721]
- أصيب 4 فلسطينيين برصاص الاحتلال الإسرائيلي عندما استهدف الجنود الجزء السفلي من أجسادهم خلال المواجهات، في اليوم الثاني من الاضطرابات التي أعقبت هجوم أبو صبيح من سيارة مارة في القدس الشرقية.[722]

### 12 أكتوبر
- وفي اليوم الرابع من أعمال الشغب، أصيب العشرات من المتظاهرين الفلسطينيين بالرصاص الحي والرصاص المعدني المغلف بالمطاط، برصاص قوات الاحتلال الإسرائيلي خلال مواجهات في الرام قرب القدس، بعد أن قتل أحد سكان البلدة مواطنة ورجال شرطة وسائق. بإطلاق النار في 9 أكتوبر. وبحسب وفا، دخلت آليات إسرائيلية القرية مما أثار أعمال شغب من قبل فلسطينيين رشقوا المركبات الإسرائيلية بالحجارة.[723]
- علي عاطف الشيوخ، 20 عاما، اصيب برصاصة واصيب بجروح خطيرة وتوفي بعد ذلك بقليل خلال اشتباكات ليلية مع القوات الاسرائيلية في سلوان بالقدس الشرقية.. وتقول تقارير فلسطينية متضاربة أنه أصيب برصاصة في بطنه أو صدره. وأصيب فلسطيني آخر برصاصة فولاذية مغلفة بالمطاط في عينه. وكان الشويوخي قد قضى حكما بالسجن 15 شهرا بتهمة رشق الحجارة والمشاركة في أعمال شغب. وقال المتحدث باسم حماس إنه كان عضوا في الحركة ودفن في غضون ساعتين بسبب مخاوف من أن القوات الإسرائيلية قد تأخذ جثته.[724][725][726]
- كما اندلعت أعمال شغب فلسطينية في أحياء العيسوية وجبل المكبر حيث ألقى مثيرو الشغب الحجارة والزجاجات الحارقة. في العيسوية أغلق المتظاهرون مدخل الحي بقنابل القمامة المحترقة. أغلق جيش الاحتلال الإسرائيلي مدخل الحي بعد أن ألقى المتظاهرون الحجارة على الطريق المؤدي إلى معاليه أدوميم.[724]
- أطلق فلسطينيون النار باتجاه سيارة للجيش الإسرائيلي بالقرب من قرية نعلين. رد الجنود بإطلاق النار وهرب المسلحون. تم القبض على المشتبه بهم في اليوم التالي.[724]

### 13 أكتوبر
- ووقعت ثلاث حوادث رشق حجارة طوال اليوم على سكة حديد القدس الخفيفة عند محور شعفاط. لم يصب أحد، لكن تضررت القضبان.[727]
- رشق فلسطينيون من سكان بيت حنينا بالقدس الشرقية سيارة شرطة إسرائيلية بالحجارة مما ألحق أضرارا بزجاجها الأمامي.[728]
- وزعمت مصادر فلسطينية أن نيران إسرائيلية كانت مسؤولة عن مقتل المواطن عبد الله ناصر عطوة أبو مضيف، 10 أعوام، إثر إصابته برصاصة في ظهره في منطقة القرارة شرق خان يونس. وذكر متحدث إسرائيلي أنه توفي متأثرا بأضرار جانبية عندما أطلقت نيران على حفل زفاف محلي.[729]

### 14 أكتوبر
- صادرت قوات الاحتلال الإسرائيلي 2 أكواخ بدوية قرب أريحا تعود للمواطنين علي سليمان المليحات ومحمد علي المليحات.[730]
- فلسطيني من غزة أصيب برصاص حي خلال اشتباكات بالقرب من الحدود مع إسرائيل [731]
- وأصيب جندي إسرائيلي بجروح طفيفة من شظايا نيران أطلقها فلسطينيون خلال أعمال شغب عنيفة في قباطية.[732]

### 15 أكتوبر
- طعن جندي إسرائيلي على يد فلسطيني وأصيب بجروح طفيفة بالقرب من مستوطنة هار أدار.[733][734]
- - أصيب فارس زياد البايض، 16 عاما، برصاصة في رأسه، وأصيب بجروح خطيرة في مخيم الجلزون بالقرب من رام الله. كما أصيب 20 شابا بالرصاص المعدني المغلف بالمطاط، وأصيب 3 منهم بجروح في الرأس. ووقعت الأحداث خلال الاشتباكات، مع تبادل إلقاء الحجارة وزجاجات الموتولوف والغاز المسيل للدموع التي نشأت بعد مسيرة لإحياء ذكرى مقتل أحمد شراقة (13) قبل عام.[735] بقي في غيبوبة لمدة شهرين وتوفي في 23 ديسمبر [736] اعتقل الشاباك الفلسطيني البالغ من العمر 17 عامًا من بيت فوريك في أوائل كانون الأول (ديسمبر) [737]

### 16 أكتوبر
- وبحسب ما ورد، قام المستوطنون الإسرائيليون في البؤرة الإسرائيلية في حفات جلعاد بمضايقة قطاف الزيتون الفلسطينيين من قريتي جيت وفاراتا في منطقة قلقيلية، وسارا في منطقة نابلس.[738]
- قُتل أحمد حمامدة (18 عامًا) وأمجد كمال (21 عامًا) خلال غارة إسرائيلية أدت إلى اشتباكات مع سكان قرية قباطية قضاء جنين [739]
- في إطار أعمال الشغب التي اندلعت في سلوان في أعقاب هجوم أحد السكان الذي أسفر عن مقتل إسرائيليين، ألقى فلسطينيون عدة زجاجات حارقة على منازل يهودية، مما ألحق أضرارًا بها.[740]

### 17 أكتوبر
- وأصيب سائق حافلة إسرائيلي بجروح طفيفة في وجهه من الزجاج المتطاير جراء رشق الحجارة بالقرب من بيتار عيليت.[734]

### 18 أكتوبر
- وأصيب مواطنان إسرائيليان بجروح طفيفة إثر إلقاء حجارة على سيارتهما في حي الطور في القدس الشرقية.[741] تم القبض على مراهق يبلغ من العمر 19 عامًا من الحي للاشتباه.[742]
- أصيب مواطن إسرائيلي بجروح طفيفة جراء إلقاء حجر عليه بالقرب من بوابة الأسد في القدس الشرقية.[741]
- قبضت الشرطة الإسرائيلية على مراهقين فلسطينيين يبلغان من العمر 14 عامًا أثناء إلقاء الحجارة على قوات الأمن في وادي الجوز [742]

### 19 أكتوبر
- قُتلت راحيق شاجي بيراوي (23 عامًا) من بلدة عصيرة الشمالية برصاص جنود إسرائيليين عند حاجز الزعتر / مفرق تبوح بعد أن قيل إنها اقتربت من الجنود وتجاهلت توجيهاتهم بالتوقف. وبحسب التقارير الإسرائيلية الأولية، قامت بسحب سكين مما تسبب في إطلاق الجنود النار عليها بعد أن أطلقوا طلقات تحذيرية في الهواء، حسبما ورد. تم فتح تحقيق داخلي عندما تبين أنه بعد أن أطلق عليها أحد الجنود النار في ساقيها، أطلق عليها 4 جنود آخرين النار. تم تسجيل الحادث جزئيا على شريط فيديو. يبدو أنها أصيبت بالرصاص حوالي 30 مرة.[743][744][745][746]

### 20 أكتوبر
- استشهد المواطن خالد بحر أحمد بحر، 15 عاماً، برصاص جنود الاحتلال في بلدة بيت أمر بالحجارة. وتقول تقارير إسرائيلية إن طلقات تحذيرية أطلقت قبل الحادث، التي أصيب فيها جندي إسرائيلي بجروح طفيفة، وتم تجاهلها. وقتل الشاب بعد ذلك برصاصة في صدره.[747][748][749] فتح الجيش الإسرائيلي تحقيقًا في الحادث، وخلص إلى أنه لم يكن هناك جندي إسرائيلي في خطر عندما قُتل الصبي بالرصاص.[744][750]
- صدم فلسطيني من سلوان إسرائيليين بدراجته النارية. تم التعامل معه في الأصل على أنه حادث مروري. وبعد تفتيش في شقته وكشف النقاب عن سكين، اتهم فيما بعد بضربهم عمدا.[751]

### 21 أكتوبر
- أصيب رجل من غزة (50 عاما) برصاص إسرائيلي في قدمه خلال مواجهة مع حرس الحدود الإسرائيلي بالقرب من مخيم البريج والمنطقة العازلة.[752]

### 22 أكتوبر
- وتعرضت الحجارة للرشق على سكة القطار الخفيف بالقدس في محور شعفاط مما ألحق أضرارا بقطار.[753]
- تدمير المنشآت الزراعية الفلسطينية جراء قيام الجرافات الإسرائيلية بتطهير الأراضي الفلسطينية الواقعة في القطاع الشرقي من قرية دير الحطب.[754]

### 23 أكتوبر
- أصيب واحد من بين ثلاثة فلسطينيين في ساقه عندما اقتربوا من سياج مستوطنة بيت إيل.[755]

### 24 أكتوبر
- وردا على قذيفة قيل أنها أطلقت باتجاه إسرائيل لكنها سقطت داخل قطاع غزة، قصفت القوات الإسرائيلية موقعا عسكريا لحركة حماس باسم "المقاومة الفلسطينية" شرقي بيت حانون.[756]

### 25 أكتوبر
- وضُبط فلسطيني يبلغ من العمر 13 عامًا من بلدة العيسوية وهو يقذف الحجارة على مركبات في الطريق بين القدس ومعاليه أدوميم.[757]
- محمد داود (61 عاما) اصيب بجروح خطيرة وزوجته نائلة حسن علي داود، (58 عاما) متوسطة وذلك عندما اصطدمت عربة يجرها حصان للزوجين من قبل سيارة مستوطنين بالقرب من قرية النبي الياس ومستوطنة ألفي الإسرائيلية. مناشيم لا يعرف ما إذا كان حادثا أم متعمدا.[758] توفي الزوج في وقت لاحق متأثرا بجراحه.[759]

### 26 أكتوبر
- أصيب جندي إسرائيلي بجروح طفيفة في وجهه جراء إلقاء حجارة عليه في قبر راحيل بالقرب من بيت لحم.[760]
- هدمت القوات الإسرائيلية ثلاثة منازل، أحدها لناصر الرجبي، والثاني لأحمد عبد الرزاق صيام، والثالث على يد ثائر إسماعيل صيام، في منطقة الأشقرية في بيت حنينا شمال القدس لعدم وجود تصاريح إسرائيلية.[761]
- هدمت 4 شقق سكنية في سلوان تسكنها عائلة كبيرة من عيسى الجفرة، مما أدى إلى نزوح 36 شخصاً. تم بناء المنزل 17 سنين مضت. وتقول السلطات البلدية إن الأرض مخصصة لحديقة عامة للمجتمع.[761]
- أصيب علي برادية، ومحمد إبراهيم غانم، وعمر برادية، ومحمد القاضي، وأحمد القاضي، جميعهم من صوريف، عندما اصطدمت سيارة عسكرية إسرائيلية بسيارتهم غربي الخليل. وادعى أحد الجرحى أن الهجوم كان متعمدا.[762]

### 27 أكتوبر
- ذكرت مصادر فلسطينية أن 12 فلسطينيا أصيبوا برصاص فولاذي مغلف بالمطاط أو استنشاق الغاز المسيل للدموع خلال اشتباكات مع القوات الإسرائيلية في مخيم شعفاط للاجئين [763]

### 28 أكتوبر
- تم تشويه موقع عسكري إسرائيلي بالقرب من مستوطنة يتسهار بكتابات الصليب المعقوف و"الموت لليهود". وردا على ذلك، منع الجيش الإسرائيلي المزارعين الفلسطينيين من دخول المنطقة، الذين كان من المفترض أن يقطفوا الزيتون.[764]
- رجل فلسطيني رشق مركبات قرب مستوطنة تقوع الإسرائيلية بالحجارة. هرب الرجل من مكان الحادث وحالته غير معروفة.[765]
- أخلت القوات الإسرائيلية مزارعين فلسطينيين كانوا يقطفون زيتونهم في أراضيهم الزراعية في قرية قوصين غربي نابلس، بينما اعتقلت أحد أفراد المجموعة رضوان مطلق أبو ليلى (45) [766]
- وبحسب ما ورد أصيب فلسطينيان في قطاع غزة في اشتباكات مع القوات الإسرائيلية بالقرب من معبر ناحال عوز الحدودي، وأصيب ثالث شرق مخيم البريج [767]

### 29 أكتوبر
- قُتل أحمد أيمن حميد، 21 عاماً، برصاص جنود إسرائيليين بعد محاولته دهس جنود إسرائيليين بالقرب من مستوطنة عوفرا. أطلق الجنود النار على السيارة، مما دفعه إلى مغادرة سيارته ممسكًا بساطور ثم إطلاق النار عليه مرة أخرى. وقد أصيب بجروح بالغة وتم نقله إلى مستشفى في القدس. وقال سكان محليون لوكالة معا للأنباء إن حامد "تُرك لينزف" قبل إخلائه، وأن جنود الاحتلال اقتحموا منزل عائلته فجر اليوم، واستجوبوا أفراد عائلته.[768] وقع الحادث بين عين يبرود وعوفرا.[769] وقع الهجوم في نقطة تفتيش نصبها لواء كفير بعد يوم سابق، فتح مهاجم مجهول النار على مستوطنة عوفرا، دون أن يتسبب في وقوع إصابات أو أضرار. الجيش الإسرائيلي والشاباك يحققان في ما إذا كانت هناك علاقة بين الهجمات.[770]
- قطع مستوطنون 18 شجرة زيتون في بستان عائد لعائلة فانون في منطقة وادي الحريق بمحافظة نحالين. من كتلة ثجير غوش عتصيون - البستان قريب من مستوطنة بات عين [771]
- تعرضت امرأة إسرائيلية لإطلاق نار أثناء قيادتها سيارتها بالقرب من مفترق طرق يؤدي إلى منزلها في مستوطنة كرمي تسور الإسرائيلية.[772]

### 30 أكتوبر
- أصيب ثلاثة من حرس الحدود الإسرائيليين بجروح طفيفة أثناء قيامهم بمهمة أمنية بالقرب من مستوطنة غوش عتسيون في هجوم دهس على ما يبدو في بيت أمر. قُتل المهاجم برصاص جنود آخرين في المنطقة. تم التعرف عليه على أنه خالد أحمد عليان إخليل، 23 عامًا، من سكان بيت أمر.[773][774][775]

### 31 أكتوبر
- وأصيب ثلاثة جنود إسرائيليين، أحدهم متوسطه. اثنان طفيفاً، بعد أن فتح ضابط شرطة فلسطيني من قباطية محمد تركمان، 25 عاماً، النار تجاههما عند حاجز بالقرب من مستوطنة بيت إيل الإسرائيلية. تم إطلاق النار على تركمان وقتلته القوات في المنطقة. كانت السلطات الفلسطينية تحقق فيما إذا كان الهجوم جاء انتقاما من الغضب أو الإحباط بعد أن فتش رجال الأمن الفلسطيني منزله في وقت سابق من ذلك الأسبوع، للاشتباه في أنه ربما يخفي أسلحة وذخائر لم يكن بحاجة إليها لعمل الشرطة.[776][777]

## شهر نوفمبر

### 1 نوفمبر
- دمر مسؤولون في سلطة الطبيعة والحدائق الإسرائيلية 6 مقابر فلسطينية في مقبرة باب الرحمة قبالة الجدار الشرقي للحي القديم في القدس. وبحسب مدير المسجد الأقصى فإن الوثائق تظهر أن القبور كانت ملكاً لعائلتي الحسيني والأنصاري. تدعي سلطات الاحتلال أنها صادرت الممتلكات لتحويلها إلى حديقة.[778]

### 2 نوفمبر
- هدمت القوات الإسرائيلية بالجرافات منزل ثلجي سليمان، المؤلف من طابقين، والذي تم بناؤه مؤخرًا دون تصريح إسرائيلي، والذي حاولت العائلة الحصول عليه، لكن دون جدوى، في قرية بيت حنينا في القدس الشرقية [779]

### 3 نوفمبر
- معن ناصر الدين أبو قرعة، 23 عاماً، من سكان الزيتونة، قُتل برصاصة بعد محاولته طعن جنود إسرائيليين في محطة للحافلات بالقرب من مستوطنة عوفرا الإسرائيلية.[780][781]
- أصيب جندي إسرائيلي بجروح طفيفة في ركبته بعد أن أطلق مهاجم مجهول النار عليه عند حاجز بالقرب من مدينة طولكرم [782]
- وبحسب ما ورد أصيب جابر بركات أبو فخيدة من الجانية بجروح خطيرة وأصيب فلسطينيان آخران بعد أن ألقى المستوطنون عليه وعلى أشقائه الحجارة أثناء حصادهم للزيتون في أرضهم في منطقة البطحاء بالقرب من مستوطنة إسرائيلية. تلمون.[783]

### 5 نوفمبر
- أصيب أربعة مزارعين فلسطينيين من عائلة أبو فهيدا بعد تعرضهم لهجوم من قبل مستوطنين إسرائيليين ملثمين، حسبما ورد. ووقع الحادث خلال موسم قطف الزيتون بالقرب من قرية الجانية الفلسطينية غربي رام الله بالقرب من مستوطنة تلمون الإسرائيلية. وعولج أحد الضحايا في حالة خطيرة مصابة بجروح في الرأس. وذكر الضحايا أن مجموعة من المستوطنين (عشرين بحسب أقاربهم) هاجمتهم أثناء قطف الزيتون بالحجارة والهراوات.[784]

### 7 نوفمبر
- ألقت الشرطة الإسرائيلية القبض على فتى فلسطيني يبلغ من العمر 15 عاما بعد أن ألقى بالحجارة على ضباط الشرطة وحرس الحدود في القدس.[785]
- 30 عائلة فلسطينية في دير شرف تدعي أنه بعد السماح للجيش الإسرائيلي أخيرًا بالوصول إلى بساتين الزيتون الخاصة بهم، وجدوا 400 شجرة زيتون قد تم قطفها نظيفة، واتهموا المستوطنين الإسرائيليين بأخذ المحصول. تقع المنطقة بالقرب من مستوطنة شافي شومرون الإسرائيلية.[786]

### 8 نوفمبر
- ألقيت قنبلة أنبوبية على مجمع قبر راحيل بالقرب من بيت لحم. عولج رجل من الصدمة.[787]
- هدمت السلطات الإسرائيلية بالجرافات بناية فلسطينية مكونة من 3 طوابق في وادي الجوز بحجة عدم الحصول على تصريح. كما هدموا بالجرافات منزلا في العيسوية.[788]
- ادعت مصادر فلسطينية أن آدم بسام سليم، 22 عاما، من بلدة عزون، تعرض للاعتداء من قبل القوات الإسرائيلية.[789]

### 9 نوفمبر
- أصيب محمد عمار جلاد، 25 عاما، من طولكرم، بجروح خطيرة برصاص جنود الاحتلال المتمركزين في حاجز حوارة بالضفة الغربية. ووصفته مصادر إسرائيلية بأنه إرهابي حاول الاعتداء على جنود بالمفك.[790] ذكرت الأسرة أن الشاب قد حصل على تصريح إقامة في الولايات المتحدة، وكان يدرس المحاسبة، وقد أصيب بسرطان الغدد الليمفاوية هودجكين. في اليوم الذي أصيب فيه بالرصاص، كان ذاهبًا إلى جلسة العلاج الكيميائي الأخيرة، وأدرك أنه ركب سيارة أجرة مشتركة خاطئة (لرام الله)، وركض عبر الطريق ليأخذ واحدة تسير في الاتجاه المعاكس (إلى نابلس). تم تفسير تسرعه على أنه هجوم. أمضى 3 أشهر في مستشفى إسرائيلي وتوفي، ولا يزال قيد الاعتقال، في وقت ما في أوائل فبراير 2017.[791]
- هدم الاحتلال الإسرائيلي محل غسيل سيارات فلسطيني في بيت حنينا بحجة عدم حصوله على تصريح. الشركة المملوكة لعبد الرؤوف وعبدالله مرقة كانت نشطة لمدة 4 سنين. تم حساب الخسائر المالية للمعدات التي دمرت أثناء الهدم بمبلغ 52،438 دولارًا.[792]
- هدم منزل محمود الحضرة في الطور بالقدس الشرقية بواسطة الجرافات الإسرائيلية لعدم حصوله على تصريح إسرائيلي.[792]

### 10 نوفمبر
- أطلق جنود إسرائيليون النار على متظاهر فلسطيني من الألف إلى الياء (15) من رام الله في ساقه ويده بعد أن ألقى بحجر على برج مراقبة عسكري خلال مظاهرة طلابية عند حاجز عطارة شمال بيرزيت، بمناسبة الذكرى الثانية عشرة لوفاة الشاب. الزعيم الفلسطيني ياسر عرفات. المتظاهر، الذي أصيب برصاصة واحدة في يده ومرتين في فخذيه، بينما كان يفكك كيس رمل دفاع في مكان قريب، تمت معالجته واعتقاله، حيث عولج وهو مقيد بالسرير لعدة أيام.[793][794]
- قامت قوات الاحتلال بتجريف مبنيين فلسطينيين في قلقيلية: سقيفة زراعية تعود ملكيتها للمواطن عبد الباسط خزران وسقيفة حلمي آبا، وخزان مياه.[795]
- إصابة 4 شبان فلسطينيين برصاص القوات الإسرائيلية بإطلاق الرصاص المعدني المغلف بالمطاط في بلدة بيتونيا بينما اندلعت مواجهات بالقرب من معتقل عوفر الإسرائيلي.[796]

### 13 نوفمبر
- أصيب سائق حافلة إسرائيلي بجروح طفيفة جراء تطاير الزجاج جراء القاء الحجارة عليه على شارع 60 بالقرب من مستوطنة عوفرا.[797]
- أُجبر محمد خليل عبد اللطيف جعبس بأمر من محكمة إسرائيلية على هدم شقتين في منزل عائلته في جبل المكبر، مما أدى إلى تشريد 12 فردًا.[798]

### 14 نوفمبر
- تفجير عبوة ناسفة قرب دورية للجيش الإسرائيلي قرب بلدة الخضر الفلسطينية. لم يصب أحد.[799]
- تضررت حافلة إسرائيلية من جراء إلقاء حجارة بالقرب من بسغات زئيف في القدس الشرقية.[800]
- النجار اضطر إلى تدمير محله للخضار والفاكهة في بيت حنينا لمدة 9 سنوات سنوات، لمخالفتها الأنظمة الإسرائيلية. 4 أسر تعتمد على دخلها.[801]
- نضال غيث هدم محل البناء والأدوات الصحية في بيت حنينا لتجنب دفع رسوم الهدم الإسرائيلية. كانت تعمل منذ ثلاث سنوات وتعتمد 5 أسر على دخلها.[801]

### 15 نوفمبر
- جرفت الجرافات الإسرائيلية إسطبل أحصنة وكوخ للأدوات الزراعية تعود ملكيته للمواطن علاء شويكي في منطقة الثوري في سلوان [802]
- قُبض على مراهقين فلسطينيين يبلغان من العمر 13 عامًا بعد أن ألقيا بالحجارة على سيارة تقل سياحًا في سلوان بالقدس الشرقية. اعترف الاثنان أنهما ألقيا الحجارة.[803]

### 17 نوفمبر
- القيت مولوتوف في شرفة منزل يهودي في حي معاليه ه زيتيم في القدس الشرقية. لم يصب أحد، لكن الشرفة أصيبت بأضرار.[804]

### 18 نوفمبر
- استشهد محمد أبو سعيد، 26 عاماً، من سكان مخيم النصيرات، برصاص جنود الاحتلال خلال مواجهات بالقرب من البريج. وقع الحادث خلال احتجاج فلسطيني في المنطقة العازلة للجيش الإسرائيلي، عندما حاول فلسطينيون اختراق الجدار الفاصل بين غزة وإسرائيل. قُتل سعد بالرصاص بينما كان على مسافة 10-15 مترًا من مجموعة قوامها حوالي 20 جنديًا بعد أن ألقى، حسبما ورد، ترابًا من الأرض أصاب إحدى المجندات.[805] وأصيب ثلاثة فلسطينيين آخرين. أصبحت صعدة المتظاهر الخامس والعشرين الذي تقتله القوات الإسرائيلية في قطاع غزة منذ بدء الاحتجاجات في أكتوبر 2015.[806][807]
- أصيب فلسطيني برصاصة فولاذية مغلفة بالمطاط في فمه خلال مواجهات مع القوات الإسرائيلية في قرية تقوع بالضفة الغربية.[808]

### 19 نوفمبر
- يزعم الفلسطينيون أنه خلال مداهمة فجراً على جامعة القدس في أبو ديس، أتلفت القوات الإسرائيلية الكتب في معرض نظمته للطلاب المحتاجين وألحقت أضرارًا بعدد من أجهزة الكمبيوتر. كانت هذه هي المرة الثامنة التي تتعرض فيها الجامعة للإغارة منذ عام 2014.[809]

### 20 نوفمبر
- اصيبت حافلة عسكرية بجروح طفيفة بالقرب من مستوطنة جيفع بنيامين بالضفة الغربية، مما ادى الى اصابة ثلاثة جنود بجروح طفيفة. ولحقت أضرار بحافلة إسرائيلية أخرى في حادث مماثل بالقرب من بيت أمر.[810]

### 21 نوفمبر
- أصيب محمود صلاح برصاصة في قدمه أثناء عبوره من الضفة الغربية إلى منطقة القدس بحثا عن عمل على ما يبدو. وقع الحادث غربي بيت لحم في منطقة وادي أبو الحمص.[811]

### 22 نوفمبر
- جهاد محمد سعيد خليل، 48 عاما، من سكان بلدة بيت وزان، استشهد في حاجز قلنديا. وذكرت تقارير إسرائيلية أنه اقترب من الحاجز حاملاً سكيناً، وأن أحد الحراس لاحظ عندما طُلب من خليل أن يسلم أوراق هويته أن يده كانت في جيبه، ثم أخرج السكين وحاول طعنه ؛ أن خليل أصيب برصاصة بعد مشاجرة بقبضة مع حارس إسرائيلي.[812]
- جرفت قوات الاحتلال الإسرائيلي منزل المواطن محمود الحضرة في الطور بحجة عدم الحصول على تصريح.[813]
- أغلقت السلطات الإسرائيلية مطعمًا يديره موسى نعيم فتافطة في سلوان بسبب عدم وجود تصريح، مما ترك 4 عائلات بدون دخل.[813]

### 25 نوفمبر
- قُتل محمد نبيل زيدان، 15 عامًا، برصاص الشرطة الإسرائيلية بعد أن اقترب منهم وهو يحمل سكينًا عند حاجز تفتيش خارج شعفاط في القدس الشرقية، حسبما زُعم.[814]

### 29 نوفمبر
- هدمت السلطات الإسرائيلية مبنيين فلسطينيين في القدس الشرقية، أحدهما في جبل المكبر، وقالت إنه يقع على أرض صنفتها إسرائيل على أنها "مساحة عامة مفتوحة". والثاني، وهو توسعة سكنية بدون تصريح إسرائيلي، كان في سلوان.[815]

## ديسمبر

### 1 ديسمبر
- وأصيب شرطيان من حرس الحدود الإسرائيلي برشق الحجارة تجاههما أثناء قيامهما بدورية مع رجال شرطة آخرين في ميدان آدم، وهو تقاطع شمال القدس بالقرب من قلنديا. ونُقل الاثنان، أحدهما أصيب في وجهه والآخر أصيب في صدره، إلى المستشفى لإصابتهما بجروح طفيفة.[816]

### 2 ديسمبر
- إصابة شاب فلسطيني خلال مواجهات مع السياسة الإسرائيلية بالقرب من معبر ناحال عوز [817]

### 3 ديسمبر
- سعيد العباسية وناصر العباسية، شقيقان وأبا 12 طفلاً، اضطروا إلى هدم منازلهم التي بنيت قبل أكثر من عامين في سلوان، لعدم وجود تصريح إسرائيلي. يقولون إن محاولتهم للحصول على تصريح قوبلت بالرفض باستمرار. وتصر إسرائيل على أن الأرض مخصصة لـ "احتياطي مساحة مفتوحة". كان الهدم ضروريًا لتجنب دفع تكاليف الهدم الإسرائيلي.[818]
- تم إلقاء الحجارة على سيارة للشرطة في سلوان والطور في القدس. لم يصب أحد، ولكن لحقت أضرار بسيارة الشرطة.[819]

### 7 ديسمبر
- جرفت سلطات الاحتلال الإسرائيلي 3 مبان فلسطينية، بما في ذلك مغاسل سيارات، في النبي صموئيل والخلايلة.[820]

### 8 ديسمبر
- قُتل فلسطيني يبلغ من العمر 18 عامًا من قلقيلية بعد أن أثار اشتباه أفراد الأمن الإسرائيلي عند مفرق تابواش بعد أن غادر حافلة ومضى في اتجاههم. وطالب جنود حرس الحدود الشخص المشبوه بالتوقف ولم يستجب وواصل السير نحوهم قبل أن يسحب سكيناً ويهاجمهم. أطلق عليه الرصاص وأعلن عن وفاته بعد فترة وجيزة. ولم يصب احد من الجنود.[821]
- أصيب سبعة شبان فلسطينيين برصاص من الصلب المغلف بالمطاط خلال مواجهات مع الشرطة الإسرائيلية داخل مخيم شعفاط للاجئين بالقدس الشرقية.[822]

### 12 ديسمبر
- ألقي القبض على فلسطيني يبلغ من العمر 15 عاما بعد أن ألقى مع مراهقين آخرين بالحجارة على سيارات في شارع 60 بالقرب من اللبّان الشرقية.[823]

### 13 ديسمبر
- يزعم الفلسطينيون أن محمد أبو الحمص تعرض للتهديد في البداية بإطلاق النار عليه ما لم يغادر منطقة في العيسوية بالقدس الشرقية، حيث كان يصور الأحداث ويوثقها، ثم أطلق جندي آخر النار في ساقه على بعد حوالي 25 مترًا بعد ذلك بوقت قصير.[824]

### 14 ديسمبر
- أصيب أحد أفراد حرس الحدود بجروح طفيفة في رأسه بعد أن طعنه الشاب الفلسطيني حمد خضر الشيخ (21 عاما) من بيت سوريك وهو يستخدم مفك براغي بالقرب من كنيسة العائلة المقدسة في البلدة القديمة بالقدس. وأصيب المهاجم بالرصاص وتوفي فيما بعد متأثرا بجراحه. أصيب الطالب الفلسطيني فهمي جويليس، 13 عاما، بإحدى الطلقات الطائشة التي أطلقتها الشرطة أثناء مغادرته المدرسة القريبة. وقد أصيب بكسر وإصابات طفيفة في الرأس وتطلب الأمر جراحة.[825][826][827][828]
- أطلق مسلحون مجهولون النار على سيارة تقل أم إسرائيلية وبنتين بالقرب من قرية دير أبو مشعل الفلسطينية. تعرضت السيارة لأضرار ولكن لم يصب أحد.[826]
- هدمت السلطات الإسرائيلية بالجرافات مبنى سكني فلسطيني من مستويين قيد الإنشاء في بيت حنينا لعدم وجود تصاريح إسرائيلية.[829]

### 15 ديسمبر
- أصيب ستة من رجال الشرطة الإسرائيلية برشق حجارة في حي شعفاط بالقدس الشرقية أثناء التحقيق في مقتل مواطن عربي.[830]

### 17 ديسمبر
- وأصيب فلسطيني يبلغ من العمر 40 عاما بجروح طفيفة في ساقه إثر قيام حراس إسرائيليين تابعين لوزارة الإعمار في سلوان شرقي القدس. قال الحراس إنهم شعروا بالخطر لأنهم وقعوا في اشتباك مع فلسطينيين في الحي، رشقوهم بالحجارة وأشياء أخرى. ادعى أحد الحراس أنه تعرض للضرب. وصلت الشرطة إلى مكان الحادث واعتقلت الحراس والفلسطينيين الذين كانوا في الموقع.[831]

### 18 ديسمبر
- استشهد أحمد حازم عطا زيداني (الريماوي)، 17 عاما، إثر إصابته برصاصة حية في الصدر إثر اشتباكات مع القوات الإسرائيلية في بيت ريما قرب رام الله. وخلال الاشتباكات التي وصفتها المصادر الإسرائيلية بأنها "أعمال شغب" أفادت الأنباء أن ضابط شرطة حرس الحدود أصيب بجروح جراء رشق الحجارة / الحجارة. كان الجيش الإسرائيلي يجري عمليات بحث في القرية منذ عدة أيام. واصيب فلسطيني اخر في الاشتباكات.[832][833] وذكر تحقيق بتسيلم أن زيداني أصيب برصاصة أثناء فراره بحثا عن ملجأ بعد رشقه بالحجارة. تم إلقاء علبة طلاء وزجاجة حارقة على جيب عسكري في وقت سابق.[834]

### 19 ديسمبر
- أصيب رجل إسرائيلي في العشرينات من عمره بجروح طفيفة من شظايا الزجاج في إطلاق نار من سيارة مارة بالقرب من مستوطنة حلميش الإسرائيلية. أطلقت أربع رصاصات على الأقل باتجاه السيارة الواقعة بالقرب من قرية عابود الفلسطينية.[835]
- اطلقت دبابة اسرائيلية ثلاث قذائف على برج مراقبة تابع لحماس بالقرب من مخيم البريج وسط قطاع غزة بعد ان أطلق مسلحون مجهولون النار على القوات الاسرائيلية بالقرب من حاجز غزة. ولم ترد انباء عن سقوط ضحايا من الجانبين.[836]

### 21 ديسمبر
- هدم الاحتلال الإسرائيلي قطعة أرض مساحتها 55 م 2. متر مربع فلسطيني في القدس الشرقية، لعدم وجود تصريح بناء إسرائيلي.[837]

### 22 ديسمبر
- قتلت قوات الاحتلال الإسرائيلي، المواطن أحمد الخروبي، 19 عاما، بعيار ناري في الرقبة بعد أن ألقى زجاجة حارقة باتجاههم خلال مواجهات في كفر عقب بالقدس الشرقية.[838]
- يزعم فلسطينيون أن أحد المستوطنين الإسرائيليين حارس في كرمي تسور حاول دهس طفلين في بيت أمر. وأفاد شاهد عيان أن سيارته "انحرفت" باتجاه الاثنين بينما كانت توجه مسدساً في طريقهما.[839]

### 23 ديسمبر
- أصيب إسرائيلي بجروح طفيفة إلى متوسطة في ظهره عندما هاجمه فلسطينيون خارج مستوطنة إفرات بالضفة الغربية.[840][841]
- ورد أن الفلسطيني حمزة أبو زهرة (24) قد تعرض للضرب على أيدي مسؤولي الحدود الإسرائيليين عند جسر اللنبي أثناء مروره وعودته إلى نابلس من الأردن.[842]
- واستخدمت القوات الإسرائيلية الحي على المتظاهرين الفلسطينيين في المنطقة العازلة خارج ناحال عوز في قطاع غزة. وأصيب شاب من غزة بجروح متوسطة.[843]
- أصيب جندي إسرائيلي برصاصة في ساقه في مخيم بلاطة للاجئين خلال عمليات للجيش في نابلس. وصودرت آلاف الشواقل من منزل في قرية سعير. زعمت إسرائيل في اليوم السابق أنها كشفت عن خلية إرهابية تابعة لحماس، مؤلفة من 21 شخصًا، تقوم بتجنيد أشخاص للقيام بتفجيرات انتحارية.[844][845]
- أصيب 3 شبان فلسطينيين بالرصاص المعدني المغلف بالمطاط خلال مسيرة الاحتجاج الأسبوعية في كفر قدوم. الاحتجاجات مستمرة منذ 2011.[846]

### 26 ديسمبر
مهدي دويكات، 20 عاما، من سكان مخيم بلاطة، أصيب برصاص القوات الإسرائيلية التي كانت ترافق إسرائيليين إلى قبر يوسف في نابلس. وقيل إن الشاب ألقى قنبلة حارقة. تقع المنطقة ضمن النفوذ الإقليمي للسلطة الوطنية الفلسطينية.

### نظرة عامة 27 ديسمبر 2016 - 9 يناير 2017
تم تدمير أو مصادرة 86 مبنى فلسطيني في المنطقة ج من الضفة الغربية والقدس الشرقية لعدم وجود تصاريح إسرائيلية. تهجير 160 فلسطينيا، بينهم 91 طفلا، وتضرر 370 آخرين. أصيب 34 فلسطينيا، بينهم 8 أطفال، خلال مواجهات مع القوات الإسرائيلية في أنحاء الضفة الغربية. في 161 عملية بحث و/ أو اعتقال، تم اعتقال 212 فلسطينيًا 9 حوادث رشق حجارة أو زجاجات حارقة باتجاه سيارات إسرائيلية. ولم يصب احد بجروح لكن لحقت اضرار ببعض سيارات المستوطنين.